# Semana Santa en Málaga
La Semana Santa de Málaga es un gran evento de carácter religioso, social y cultural que se celebra cada año en la ciudad de Málaga. Tienen lugar desfiles procesionales desde el Domingo de Ramos hasta el Viernes Santo, quedando el Sábado Santo como lapso hasta el Domingo de Resurrección. Durante la Cuaresma y hasta el Sábado de Pasión procesionan 5 Hermandades, además de numerosas asociaciones y grupos parroquiales. Fue declarada de Interés Turístico Internacional el 16 de febrero de 1980.
Donde se llevan las sagradas imágenes en Málaga son denominadas tronos, y, a diferencia del resto de semanas santas de la geografía española, son de dimensiones muy notables y de gran interés cultural. Los tronos poseen notables diferencias con los pasos de las demás ciudades: mientras que los últimos son llevados por costaleros sobre la cerviz, los primeros son cargados por hombres de trono, que meten su hombro debajo de los varales —piezas de metal o madera de varios metros de longitud que sobresalen del cajillo (estructura) del trono—; además los tronos suelen ser, en su gran mayoría, de tamaño mayor que los pasos.
Como en las demás ciudades, en Málaga cada cortejo procesional suele estar formado por dos tronos (Cristo y Virgen), y cada uno de ellos es acompañado por penitentes (nazarenos, que pueden llevar velas o enseres, como libros de reglas, faroles...) y promesas (personas que han prometido hacer penitencia a cambio de algún favor y van acompañando al trono detrás de la banda). Algo característico de esta ciudad es la escolta de los cuerpos militares y de seguridad del Estado a los Sagrados Titulares que veneran, como la Brigada Paracaidista, la Legión, la Marina, los Regulares, los Infantes de Marina, la Policía Local o la Guardia Civil.
Además de la estación de penitencia, las hermandades y cofradías llevan a cargo otras actividades, dentro de los tres pilares sobre los que se basan: formación, culto y caridad. Son múltiples las obras asistenciales que las hermandades y cofradías realizan en Málaga, como financiar comedores sociales, donar alimentos o atender a personas mayores y/o enfermas. Se realizan cultos internos a lo largo del año novenas, (quinarios, triduos...) en los cuales se suelen presentar a las imágenes a los bebés o niños pequeños y se entregan medallas con el sello heráldico de la corporación.
Existe una Agrupación de Cofradías, fundada en 1921, cuyos miembros son elegidos cada cuatro años por los hermanos mayores de las distintas hermandades y cofradías. Esta institución —independiente de cualquier gobierno—, se encarga de la organización de la Semana Santa y de agilizar trámites y acuerdos con las instituciones oficiales y de todo lo relativo al recorrido oficial.

## Historia

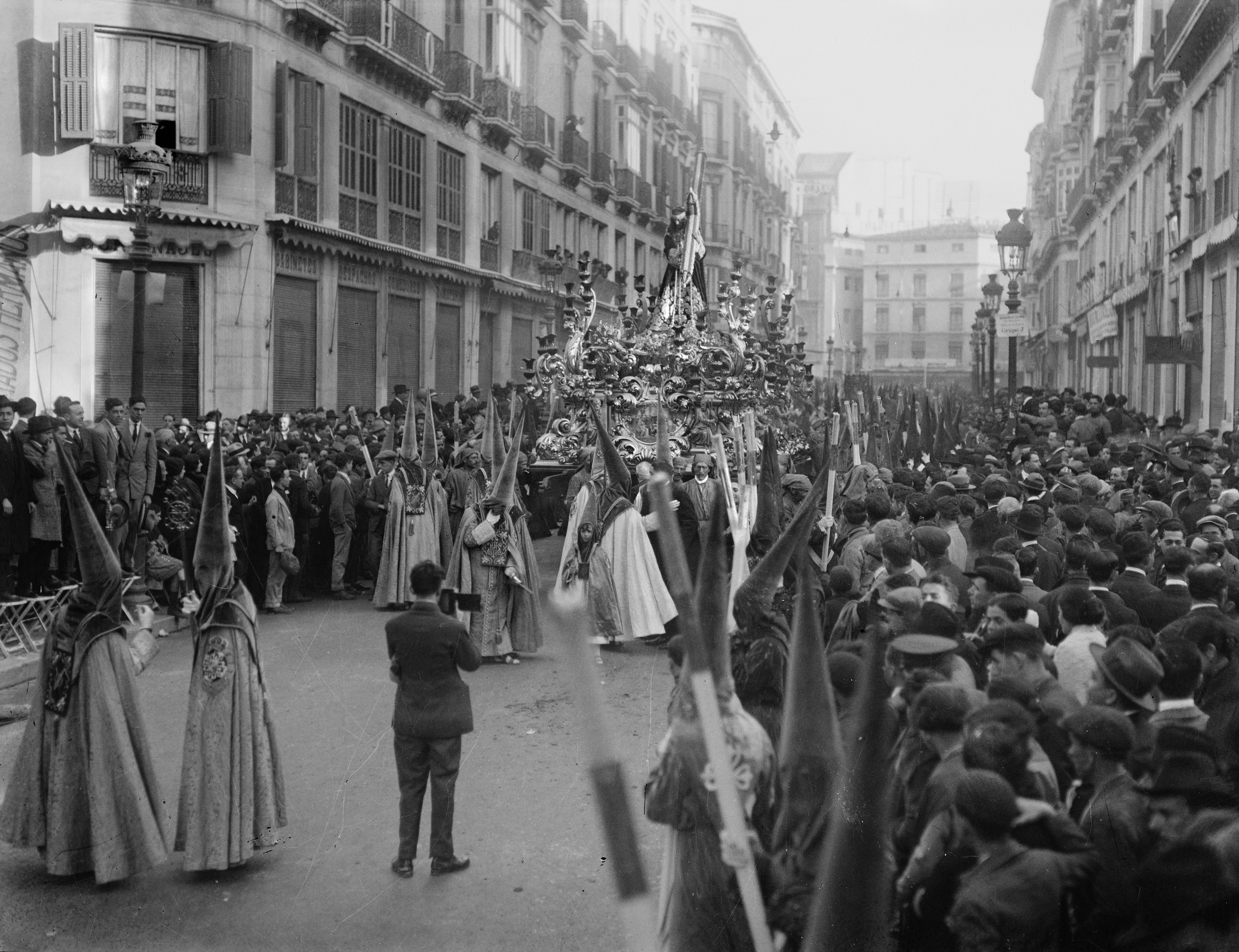
Antigua imágen del Nazareno del Paso por calle Larios (Archicofradía de la Esperanza)

### Orígenes
Tras la conquista de Málaga por los Reyes Católicos en 1487, se crearon las primeras cofradías y hermandades, al amparo de las órdenes religiosas recién establecidas en la ciudad.
En la primera mitad del siglo XVI ya existían en Málaga al menos seis cofradías de Pasión: Vera-Cruz, Sangre, Ánimas de Ciegos, El Paso, Monte Calvario y Soledad; todas ellas vinculadas a conventos. A partir del Concilio de Trento, y con la intención de combatir el protestantismo creciente, la Iglesia impulsa la creación de tallas y su salida a las calles. Esta medida da el empuje decisivo a la consolidación de las corporaciones, cuyo principal objetivo no es sólo procesionar sino también socorrer a sus hermanos más necesitados y asistirlos a la hora de la muerte. La manifestación de la última voluntad de muchos cofrades va acompañada casi siempre de disposiciones concretas para que se les entierre en la cripta de su hermandad. En muchos casos, no se limitan a satisfacer los gastos y obligaciones de los entierros y sufragios, sino que dentro de muchas hermandades hay hermanos que tienen la obligación de asistir a los moribundos, de llevarles los sacramentos y de prepararlos para la muerte.

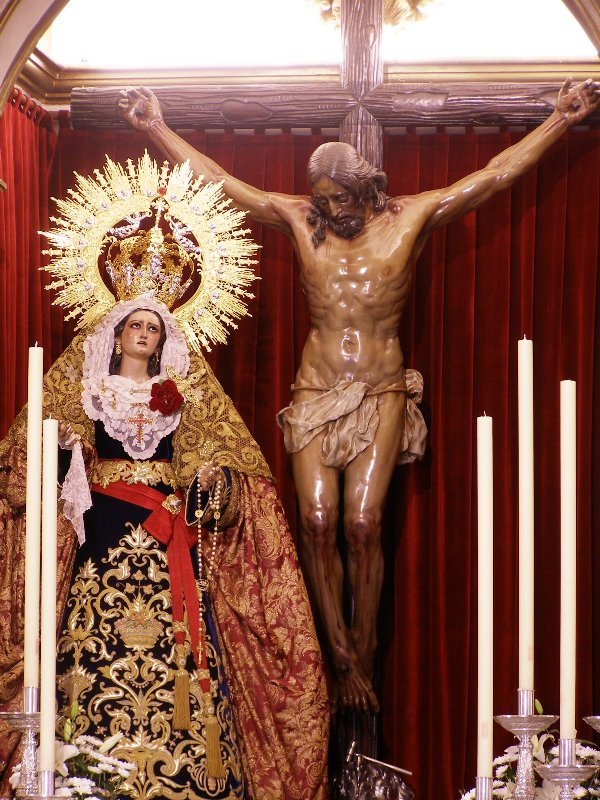
Cristo de los Milagros, obra de Francisco Palma Burgos, y Virgen de la Amargura, atribuida a Antonio Gutiérrez de León (Hermandad de Zamarrilla)

### Escuela malagueñade imaginería
El estilo escultórico malagueño lo configurarían en una serie de imagineros que trabajó en Málaga en la segunda mitad del siglo XVII, teniendo su auge en el siglo XVIII y en el XIX en menor medida.
Hasta la segunda mitad del siglo XVII, las obras y los modelos escultóricos de los autores granadinos y sevillanos de la escuela andaluza predominaban en la ciudad. La llegada del escultor Pedro de Mena a Málaga en el año 1658 originaría una creciente homogeneización en las obras de los imagineros malacitanos. Es bajo la influencia de éste y de José Micael Alfaro, cuando nace el estilo malagueño que continuará en la centuria siguiente con Fernando Ortiz como máximo exponente, el cual incluye influencias italianizantes de Juan Domingo Olivieri. Cabe destacar igualmente la obra de artistas como Francisco Gómez de Valdivieso y Salvador Gutiérrez de León, entre otros.
En el siglo XIX, el principal escultor malagueño es Antonio Gutiérrez de León, nieto del anterior, que continuó la línea de los autores del siglo anterior.
Con la llegada del siglo XX y pese a la existencia de escultores de la ciudad, la escuela malacitana decayó, siendo el representante más destacado Francisco Palma García, cuyos cánones estaban ya alejados de los establecidos por Mena y su círculo. En la segunda mitad del siglo aparecieron las figuras de Mario y Francisco Palma Burgos, ambos familiares del anteriormente citado, pero los encargos a escultores sevillanos, granadinos y valencianos proliferaron y el denominado estilo malagueño se desvaneció definitivamente.

### Sucesos de 1931 y 1936
En mayo de 1931, durante el primer mes de vida de la Segunda República Española y como reacción a las declaraciones del cardenal Segura y a la fundación en Madrid del Círculo Monárquico, tuvieron lugar actos vandálicos contra los templos y conventos de un gran número de ciudades, siendo los mismos especialmente virulentos en Málaga. Durante dos noches se asaltaron edificios religiosos de la ciudad, incendiándolos junto a las obras de arte, enseres, bibliotecas y reliquias que albergaban, entre ellas las imágenes propiedad de las corporaciones nazarenas.
Algunas tallas fueron salvadas al ser escondidas durante los asaltos. De otras sólo se pudo rescatar parte, siendo reconstruidas posteriormente; otras muchas se perdieron para siempre. Algunos de los templos que sufrieron incendios más graves fueron la iglesia de Santo Domingo, la Iglesia de San Felipe Neri y la iglesia de la Merced, esta última, con gravísimos daños y parcialmente destruida, no se reconstruyó y fue derribada en la década de 1960.
Cuando las corporaciones empezaron a recomponer su patrimonio, en 1936, recibieron otra réplica de sucesos vandálicos durante la guerra civil española.
Tras los destrozos de 1931 y en menor medida, de 1936, desde 1937 y en adelante, se llevó a cabo un proceso de paulatina reconstrucción patrimonial, para el cual las corporaciones acudieron a distintos autores, como los malagueños Francisco Palma Burgos, Pedro Pérez Hidalgo, Pedro Moreira y Adrián Risueño, los granadinos José Gabriel Martín Simón, José Navas Parejo y Nicolás Prados López, el sevillano Antonio Castillo Lastrucci, y el valenciano Pío Mollar Franch, los cuales tallaron nuevas imágenes para ocupar el lugar de las tristemente desaparecidas.

## Procesión

### Nazareno

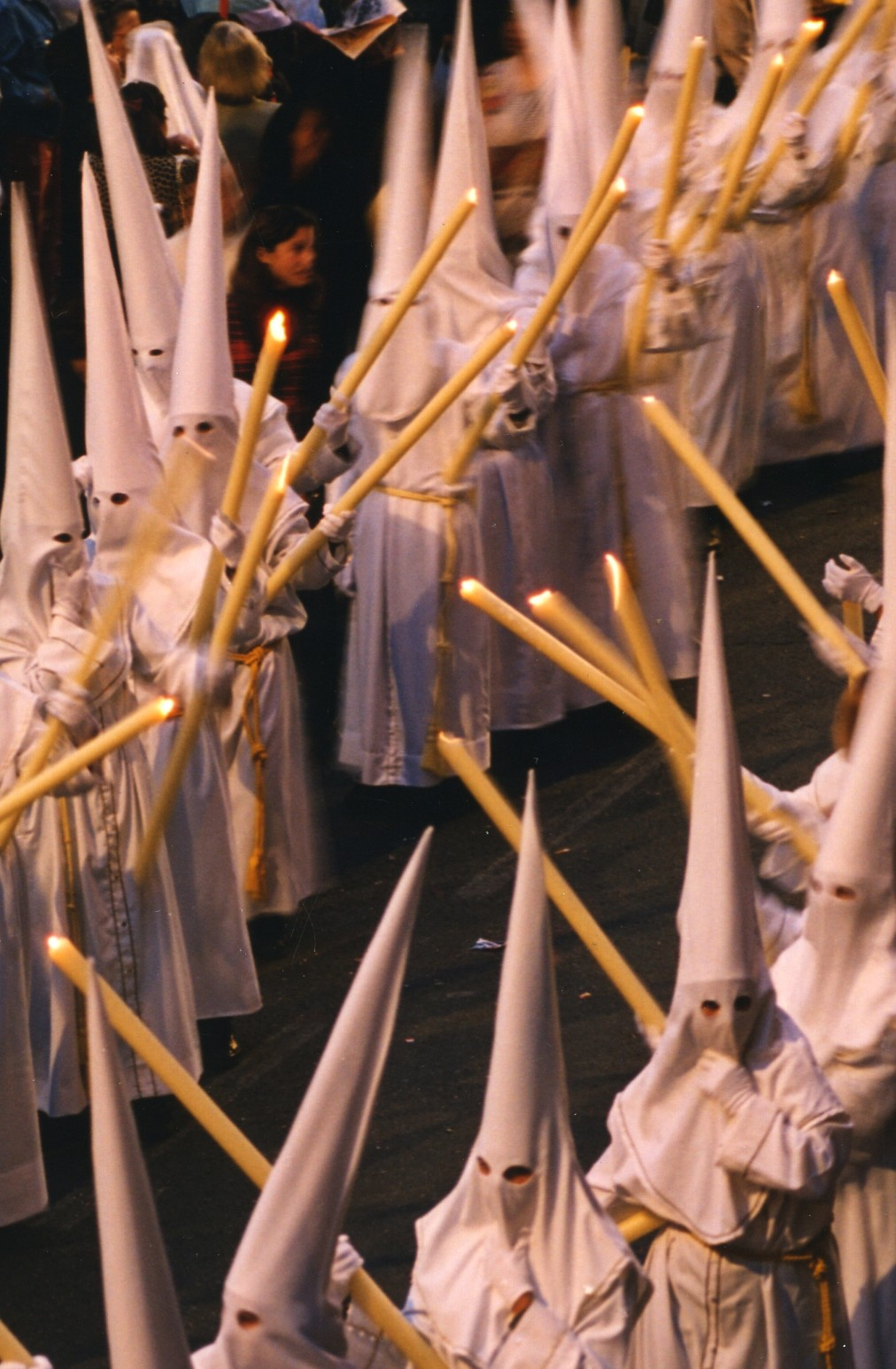
Nazarenos de la Cofradía del Rocío

Los nazarenos son los hermanos que acompañan a los tronos durante el transcurso de la estación de penitencia (portando velas, cruces, estandartes, el libro de reglas u otros enseres cualesquiera). Suelen ir ataviados con túnica, capirote y guantes, y algunos pueden llevar capa, aunque cada hermandad tiene establecido en sus reglas fundacionales las características de su vestuario, en cuanto a color, insignias y complementos.

### Trono
Mientras en la mayor parte de España son llamados Pasos, en Málaga se denomina Trono a las andas donde va colocada la Imagen. La mayoría de las corporaciones poseen dos tronos; el primero de Cristo, en el que la Imagen es un Nazareno, un Crucificado o un Misterio (representación de una escena de la Pasión), y el segundo trono de Virgen, en el cual la imagen se suele colocar bajo palio. Hay varios casos en que la Virgen va acompañada también por San Juan Evangelista.

### Hombres de trono
Los tronos son llevados por hombres y algunas mujeres, que meten el hombro bajo los varales (cuatro, seis u ocho varales dependiendo del trono en cuestión), los tronos necesitan más de 250 hombres y mujeres bajo los mismos.

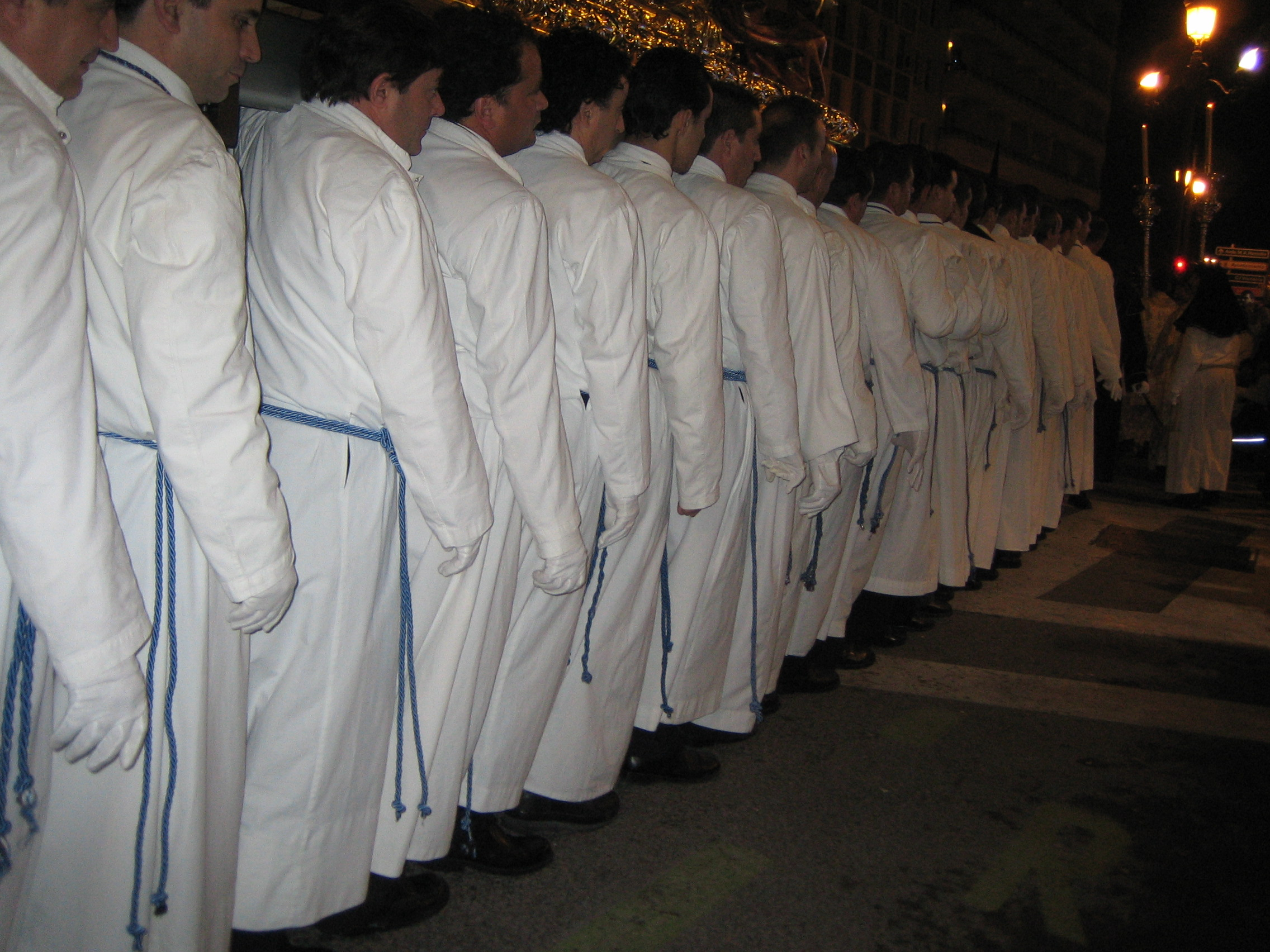
Hombres de trono de la Virgen del Amor (El Rico)

### Mayordomos de trono
Los hombres de trono levantan o bajan el trono según las órdenes acústicas que les indica la campana del trono. Esta campana es tocada por los mayordomos de trono. Varios toques seguidos (para colocarse), dos toques (se meten bajo el varal) y uno más pausado indican la subida o bajada del trono. Tres toques seguidos y uno más pausado señalan la subida a pulso.

### Capataz
Los capataces son aquellos que dan las órdenes en el avance del trono. Suele haber cuatro capataces por trono (uno en cada esquina) si bien esta cifra varía según la corporación.

### Mantilla
La mantilla es la vestimenta que visten algunas mujeres que acompañan a los tronos, normalmente delante. Es una vestimenta de luto por la muerte de Cristo. 
Las ropas que forman la mantilla no solamente consisten en la mantilla en sí, que siempre es de encaje de blonda o chantillí, sino que lleva peineta de carey (concha) u otro material de imitación que se cubre con dicha mantilla. A esto se añaden los complementos que la sujetan, peinecillos, horquillas, broches etc. y la mantienen derecha. El vestido complementario es de color negro (siempre de un largo por debajo de la rodilla), al igual que las medias, los zapatos y los guantes.

### Acompañamiento musical
En la ciudad, como en el resto de España (y sobre todo Andalucía), la mayoría de Imágenes van acompañados de bandas musicales. Los Cristos suelen ir acompañados por Bandas de Música, Bandas de Cornetas y Tambores o Agrupación Musicales, mientras que las Vírgenes suelen llevar Bandas de Música. También puede existir el acompañamiento de Capilla Musical. Muchas cofradías también llevan Bandas de Cornetas y Tambores abriendo el cortejo procesional, justo detrás de la Cruz Guía.
Las Bandas de Cornetas y Tambores tienen su origen en la ciudad de Málaga creándose en 1911 en ella la primera banda de este estilo, la Banda de CC. y TT. del Real Cuerpo de Bomberos de Málaga. Posteriormente este tipo de banda se difundió por toda la geografía española hasta llegar a ser lo que hoy es. Cabe destacar notables bandas musicales de la ciudad:

```
Cornetas y Tambores
```

- Banda de Cornetas y Tambores del Real Cuerpo de Bomberos (1911)
- Banda de Cornetas y Tambores de las Reales Cofradías Fusionadas (1980)
- Banda de Cornetas y Tambores de la Archicofradía del Paso y la Esperanza (1998)
- Banda de Cornetas y Tambores ''Nuestra Señora del Carmen'' (2007)
- Banda de Cornetas y Tambores ''Nuestro Padre Jesús Cautivo'' (2009)
- Banda de Cornetas y Tambores ''Los Gitanos'' (2019)

```
Agrupación Musical
```

- Agrupación Musical San Lorenzo Mártir (2007)

```
Banda de Música
```

- Banda de Música Municipal de Málaga (1859)
- Banda de Música de los Colegios Miraflores-Gibraljaire (1975)
- Banda de Música ''San Isidro Labrador'' de Churriana (1982)
- Asociación Musical ''Las Flores'' (1987)
- Banda de Música de la Archicofradía del Paso y la Esperanza (1994)
- Banda de Música ''Cruz de Humilladero'' (2000)
- Banda de Música de Zamarrilla (1998)
- Asociación Músico-Cultural ''Nuestra Señora de la Paz'' (1999)
- Banda Sinfónica ''Virgen de la Trinidad'' (2006)
- Escuela de Música ''Virgen del Rocío'' (2011)
- Banda de Música ''Nuestra Señora de la Soledad'' de Mena (2017)
- Banda de Música ''Maestro Eloy García'' de la Archicofradía de la Expiración (2019)

### Saeta
La saeta es un canto religioso, generalmente improvisado y sin acompañamiento, realizado en las procesiones de Semana Santa y que tiene su origen en el folclore andaluz. Se trata de una melodía de ejecución libre y llena de lirismo. Exigen conocer el estilo del cante jondo propio de la tradición musical del flamenco.
Suele realizarse desde cualquier rincón por donde esté pasando la cofradía, en el momento más imprevisto, pero cuando más se cantan es en el tramo final al llegar a las cercanías de su casa hermandad o templo, desde los balcones, los ventanales cercanos a la misma o a pie de calle.

## Agrupación de Cofradías
La Agrupación de Cofradías de Málaga, fundada en 1921, es el organismo aglutinador y coordinador de las cofradías de pasión o penitencia de la Semana Santa malacitana. Nació con la finalidad de fomentar la piedad y caridad cristiana, encauzar dentro del mayor fervor y suntuosidad las procesiones de la Semana Mayor malagueña y que las cofradías y hermandades pasionistas a ella acogidas se estimasen mutuamente y auxiliasen en las necesidades y manifestaciones de culto. Del mismo modo, se intentaba prestigiar la labor que desarrollaban las cofradías al tiempo que se trataba de conseguir de las instancias municipales y del comercio en general el apoyo y la ayuda económica necesaria para realzar la Semana Santa.

## Recorrido

### Recorrido oficial

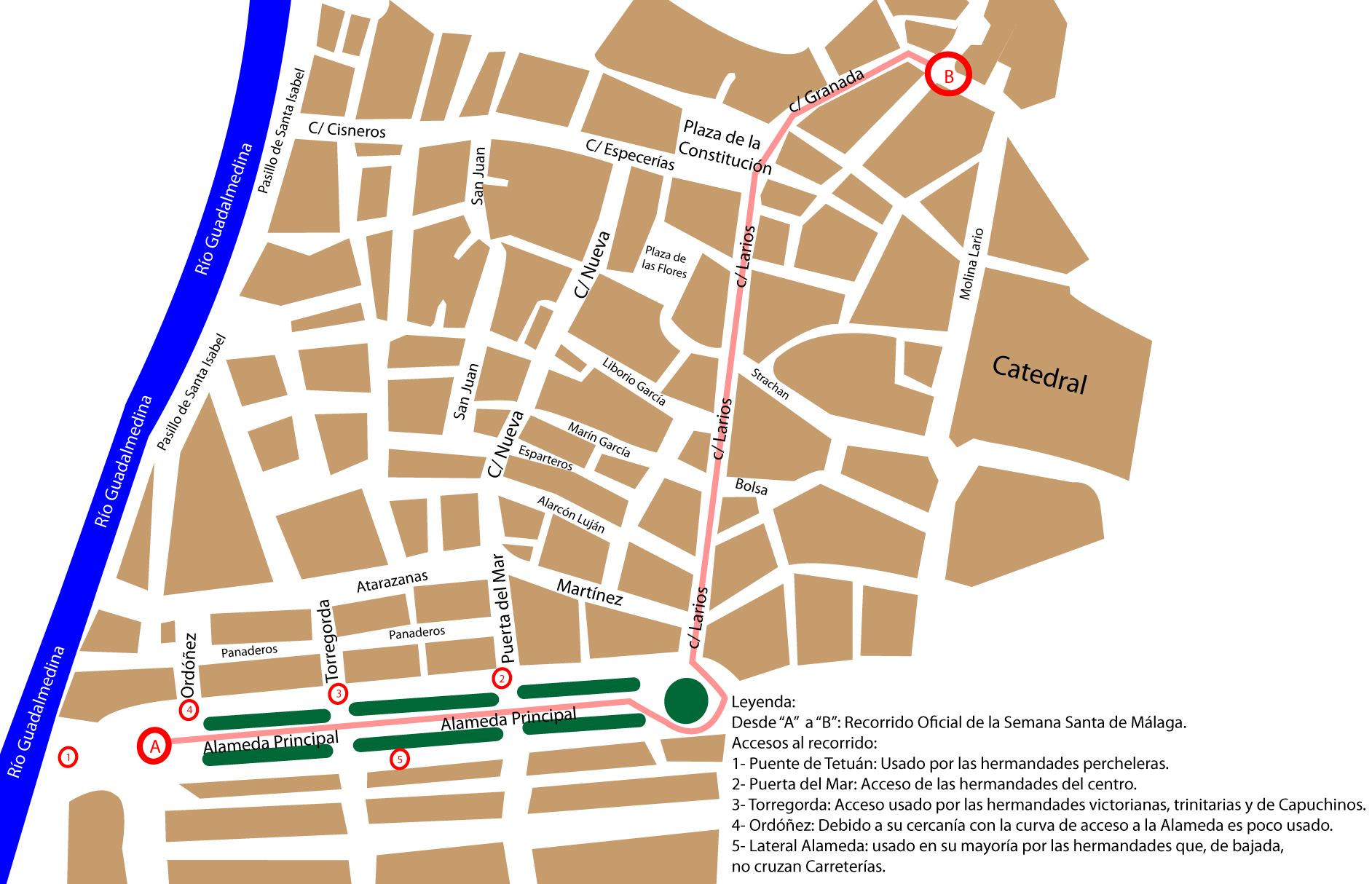
Antiguo Recorrido oficial en la Semana Santa de Málaga

El Recorrido oficial o carrera oficial, como se llama en otras localidades, es el recorrido que todas las cofradías y hermandades agrupadas deben hacer. El Recorrido es gestionado durante estas fechas por la Agrupación de Cofradías de Semana Santa de Málaga, la cual también se encarga de colocar sillas y tribunas para espectadores por todo el recorrido. 
De cara a la Semana Santa de 2019, y espoleada por las dificultades derivadas de las obras del metro de Málaga en la Alameda Principal, la Agrupación decidió modificar el tradicional recorrido oficial, de casi 100 años de vigencia. El nuevo itinerario parte de la calle Cisneros, trocando el sentido de la marcha por calle Larios y acortando a la mitad el paso por la Alameda, fijando la entrada de los cortejos a la catedral a través de una puerta distinta a la habitual.

### Tribuna de los Pobres
Si bien es desconocido el origen de esta denominación popular, no es difícil imaginar el porqué de tan rotunda calificación. Mientras en la plaza de la Constitución se encuentra la tribuna oficial de la Agrupación de Cofradías, donde conseguir un abono es prácticamente imposible, al final de la calle Carretería de Málaga, en confluencia con el Pasillo de Santa Isabel, existe una escalinata (16 escalones que llevan al Puente de la Aurora) que en Semana Santa se convierte en tribuna natural para presenciar las procesiones de Málaga. Algunas imágenes son esperadas allí con gran entusiasmo y fervor popular.

### Catedral
La Santa Iglesia Catedral Basílica de la Encarnación es el primer templo de Málaga y una de las joyas renacentistas más valiosas de España. Algunas cofradías realizan en su interior una estación de penitencia.
Las cofradías que entran en la Catedral son Humildad y Paciencia, Fusionadas, Dulce Nombre, Humildad, Salutación, Salud, Pasión, Crucifixión, Dolores del Puente, Penas, Mediadora, Salesianos, Santa Cruz, Viñeros, Dolores de San Juan, Mediadora, Descendimiento y Monte Calvario. Las corporaciones restantes no hacen estación en la Catedral debido esencialmente al gran tamaño de sus tronos, que les impide traspasar la verja de acceso a la puerta del templo.

### Casa Hermandad
Sede social propia de las cofradías y hermandades. Es el lugar desde el que se inicia la estación de penitencia en la inmensa mayoría de los casos, ya que las grandes dimensiones que acostumbran a poseer los tronos hacen a menudo inviable la salida desde los templos.
Este edificio cumple con otras funciones, pues además de servir de almacén de todo el patrimonio artístico de la corporación en cuestión, también le sirve de marco en el que desarrollar la vida de hermandad, y le permite celebrar eventos como conciertos, presentaciones, ciclos de conferencias...
Existen tres variantes nominales: Casa Hermandad, Casa-Hermandad y Casa de Hermandad, que son utilizadas indistintamente.

## Traslados
La Semana Santa malacitana oficiosamente comienza alrededor de una semana antes del Domingo de Ramos con los primeros traslados, que son pequeñas procesiones en las cuales se lleva (generalmente) un solo trono de reducidas dimensiones en el que van los dos titulares de la hermandad, y casi siempre una banda de música o similar. Tienen como objetivo llevar las imágenes de su templo a la Casa Hermandad, desde donde realizarán la verdadera salida procesional.
Los traslados claustrales los realizan las cofradías que procesionan desde la misma iglesia. Suelen realizar un vía crucis con las imágenes y a continuación entronizarlas públicamente.

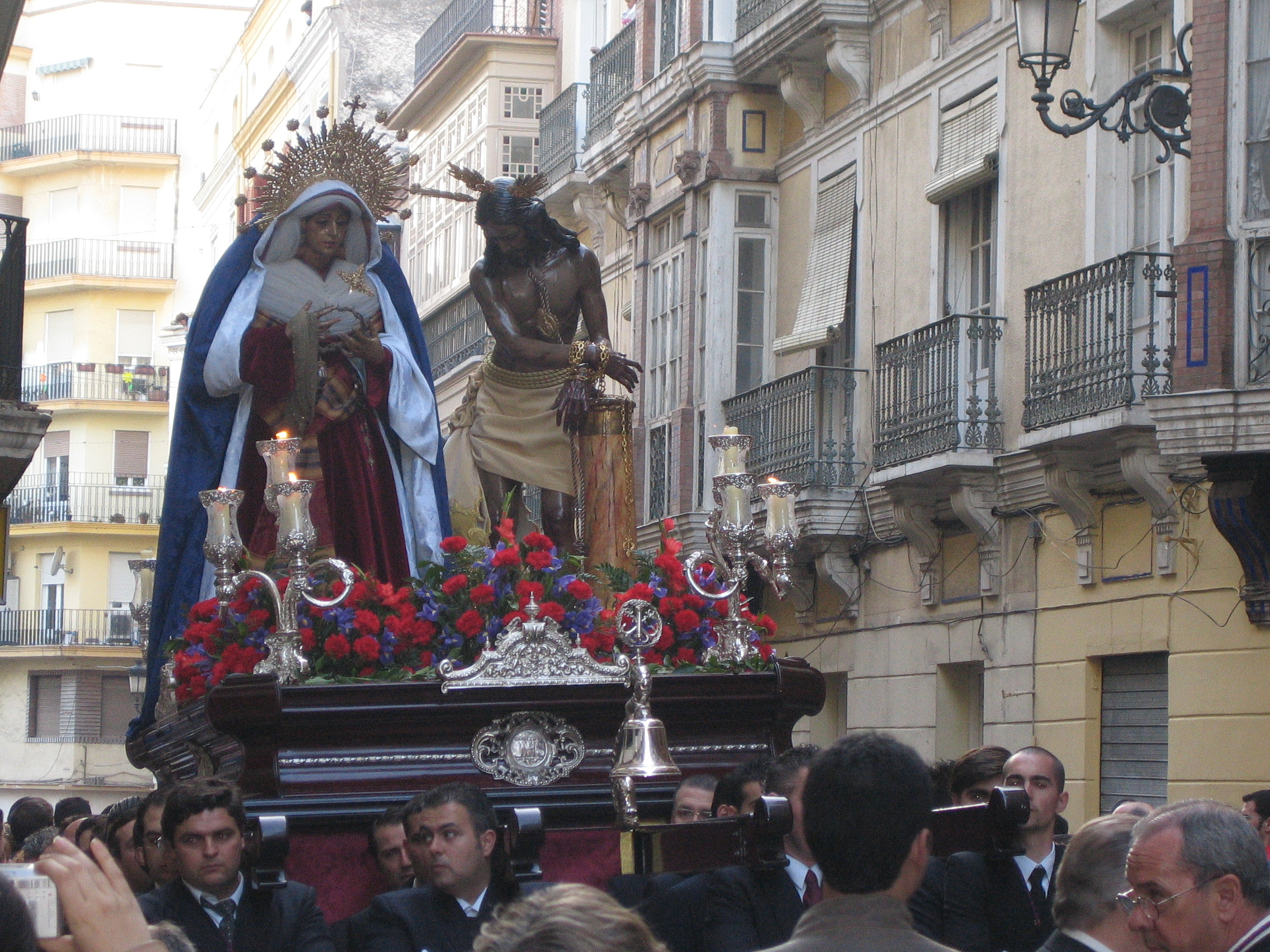
Traslado de la Cofradía de la Columna (Gitanos)

También es costumbre, hacer unos traslados de regreso, de la Casa-Hermandad a la Iglesia que suelen ir en pequeñas andas. Muchos son momentos después del encierro de la procesión. Pero otros, como el Huerto, Estudiantes o Expiración, se realizan otro día para generar expectación. Incluso algunos (como la Estrella o el Cautivo) lo hacen de la misma forma que los traslados a la Casa-Hermandad, las dos imágenes en el mismo trono y con acompañamiento musical.

## Hermandades y cofradías[3]

### Corporaciones de Vísperas
El Viernes de Dolores y el Sábado de Pasión han sido siempre para las corporaciones unos días de gran actividad en los templos y sedes, si bien desde hace unos años dichas jornadas han venido a convertirse en fecha idónea para las corporaciones cuyos cortejos aún no han sido incorporados a la Agrupación de Cofradías. Las cofradías o asociaciones más recientemente fundadas deciden procesionar en días previos para tener mayor protagonismo, habiendo actualmente procesiones desde el tercer sábado de Cuaresma.
Es de reseñar la existencia de un número reducido, pero considerable, de confraternidades que pese a contar con trayectoria histórica, no realizan estación de penitencia. Estas hermandades y cofradías, en muchos casos de cierto abolengo, debido a eventuales dificultades, renunciaron al culto externo sin dejar de existir por ello.
Durante la Cuaresma
Durante toda las semanas de Cuaresma se realizan procesiones por las calles de Málaga y de sus barrios. La primera en salir es el Grupo Parroquial de Nuestra Señora de las Mercedes y Nuestro Padre Jesús Cautivo de las Misericordias por las calles de El Tarajal. Después el fin de semana siguiente realiza su estación de penitencia el Grupo Parroquial de Mª Stma. en su Dulce Resignación y Esperanza por las calles de La Trinidad, la Asociación de Fieles de Nuestro Padre Jesús de la Esperanza ante Anás y María Santísima de los Ángeles en el barrio de El Palo, la Hermandad Sacramental del Sanctissimum Corpus Christi, Jesús Nazareno en su Segunda Caída y Nuestra Señora Reina y Madre del Carmen Doloroso por el barrio de Pedregalejo, el Grupo Parroquial Nuestra Señora del Sol del barrio de La Victoria y el Grupo Parroquial de Nuestro Padre Jesús de la Clemencia y María Santísima Lágrimas del Carmen desde el barrio de Huelin.
El siguiente fin de semana, además de los traslados también tenemos varias procesiones, todas el sábado. Éstas son la Asociación de Nuestro Padre Jesús de la Salud y Nuestra Señora de la Esperanza y Refugio de los Ancianos por el barrio de Miraflores de los Ángeles, la Confraternidad de Culto y Procesión de Jesús Nazareno de la Llaga en el Hombro y María Stma de la Buena Fe por el antes mencionado barrio de La Trinidad y la Hermandad del Dulce Nombre de Jesús de la Caridad y Nuestra Señora de la Paloma del barrio de Mangas Verdes.

#### Viernes de Dolores
El Viernes de Dolores realizan su salida procesional las hermandades de Dolores del Puerto de la Torre, Dolores de Churriana y Medinaceli, las cuáles no se encuentran agrupadas, si bien Medinaceli intentó entrar en la Agrupación en 2018. Otras procesiones tienen lugar en los barrios pero no cuentan con el estatus de hermandad concedido por el obispado. 
- Dolores de Churriana: Procesiona por la barriada de Churriana. Es destacable que las tallas tanto de la Virgen como del Cristo datan del siglo XVIII, siendo el Nazareno la imagen más antigua de la capital que representa esa iconografía.
- Dolores del Puerto de la Torre: Realiza su estación de penitencia por el distrito del Puerto de la Torre.
- Medinaceli: Se encuentra instituida en la Iglesia de Santo Tomás de Aquino, en el barrio de Martiricos y procesionan al Señor de Medinaceli y a la Virgen de la Candelaría ambos obra de Israel Cornejo. La procesión discurre también por los barrios de La Goleta, El Molinillo y La Trinidad, llegando hasta el centro, transitando por la Calle Larios y el entorno de la Catedral.
- Encarnación: asociación de fieles que procesiona a las imágenes de Jesús Despojado y María Santísima de la Encarnación por el barrio de Dos Hermanas (Málaga)

Sábado de Pasión
El Sábado de Pasión tan solo hace estación de penitencia la Hermandad de la Clemencia. También procesionan numerosas Asociaciones de Fieles y Grupos Parroquiales: Gamarra, Desamparados, La Llaga, Verdad y Sagrario, Las Lanzas y San Andrés.

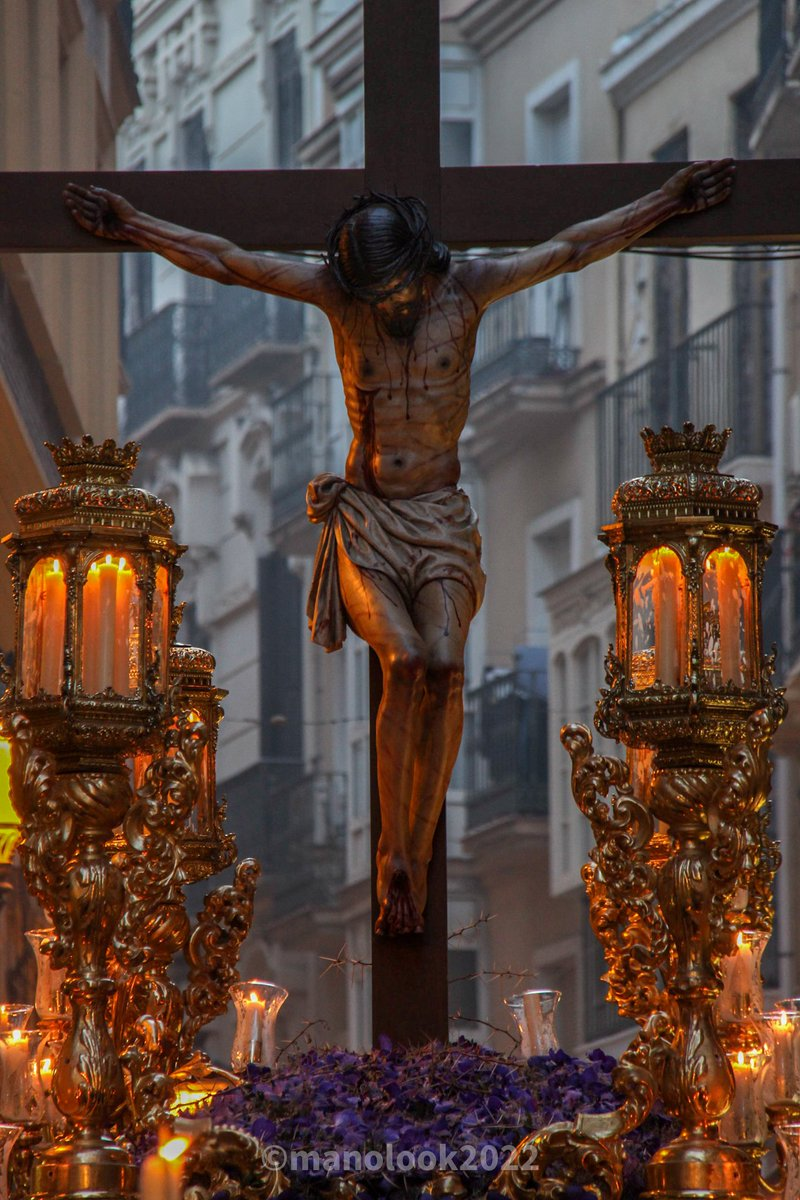
Santísimo Cristo de la Clemencia (Mutilado)

### Corporaciones agrupadas

#### Domingo de Ramos
El Domingo de Ramos es el primer día de la Semana Santa Malagueña, las cofradías que hacen estación de penitencia este día se caracterizan por su gran cortejo infantil. La iconógrafía representa varios pasajes de la vida de Jesús.
- 'Pollinica': Cofradía que abre la Semana Santa malacitana a primeras horas de la mañana y se caracteriza por su gran cortejo infantil. Realiza su salida desde su Casa Hermandad del barrio del Molinillo.
- 'Humildad y Paciencia': Venerable Hermandad del Stmo. Cristo de la Humildad y Paciencia y Mª Stma. de Dolores y Esperanza y Nuestra Señora de la Aurora, es una corporación agrupada, de la Semana Santa de (Málaga), del barrio de la Cruz del Humilladero. Realiza su salida desde su Casa Hermandad Plazuela de María Santísima de Dolores y Esperanza.
- ''Lágrimas y Favores (Fusionadas)'': Titular mariana de las Reales Cofradías Fusionadas (cuyas imágenes salen repartidas entre el Domingo de Ramos, el Miércoles Santo y el Jueves Santo), caracterizada por el estético trono en el que es procesionada. Antiguamente realizaba un Rosario de la Aurora la mañana del Domingo de Ramos, por la feligresía de la Iglesia de San Juan, su sede.
- 'Dulce Nombre': Hermandad que destaca por la gran calidad de su grupo escultórico, que representa la escena de las negaciones de San Pedro. Su sede es la Iglesia de la Divina Pastora, siendo de las pocas corporaciones que quedan que salen desde un tinglado.
- 'Salud': Hermandad caracterizada por su sobriedad y su buen hacer en la salida. El Cristo de la Esperanza en su Gran Amor representa los instantes después de haber sido crucificado; María Santísima de la Salud lo acompaña bajo palio.
- 'Humildad': Hermandad conocida popularmente como los "Servitas Blancos" por su seriedad y compostura en el cortejo. Realiza su acto penitencial desde el Santuario de la Victoria, su sede. El grupo escultórico representa la escena en la que Pilatos presenta al pueblo a Jesús (Ecce Homo). La Virgen de la Merced va detrás junto a San Juan Evangelista, bajo palio.
- 'Salutación': Hermandad con dos tronos, uno en el que se representa la escena apócrifa en la que Jesús Nazareno (de la Salutación) se encuentra con las Santas Mujeres de Jerusalén y su rostro queda grabado en el paño de la Verónica, el cual, es pintado por un artista diferente cada año. Un segundo trono, con María Santísima del Patrocinio, Reina de los Cielos. Cabe destacar la difícil salida de la Iglesia de San Felipe Neri, su sede.
- 'Huerto': Corporación que muestra la escena de Jesús Orando en Getsemaní, caracterizándose por la gran envergadura del Olivo natural que porta cada año en el trono. Acompañando al Cristo va Ntra. Sra. de la Concepción, que lleva un peculiar y antiguo manto. Reside en la Iglesia de los Santos Mártires Ciriaco y Paula y sale desde su Casa Hermandad en el barrio del Perchel. Vinculada al gremio de olivareros.
- 'Prendimiento': Hermandad cuyo desfile procesional recoge el momento en el que Judas Iscariote besa a Jesús y se produce su arresto. Muy popular y querida en su barrio de Capuchinos, su sede es, al igual que el Dulce Nombre, la Iglesia de la Divina Pastora. Acompaña la Virgen del Gran Perdón, que es procesionada en uno de los tronos más grandes e impresionantes de la ciudad.

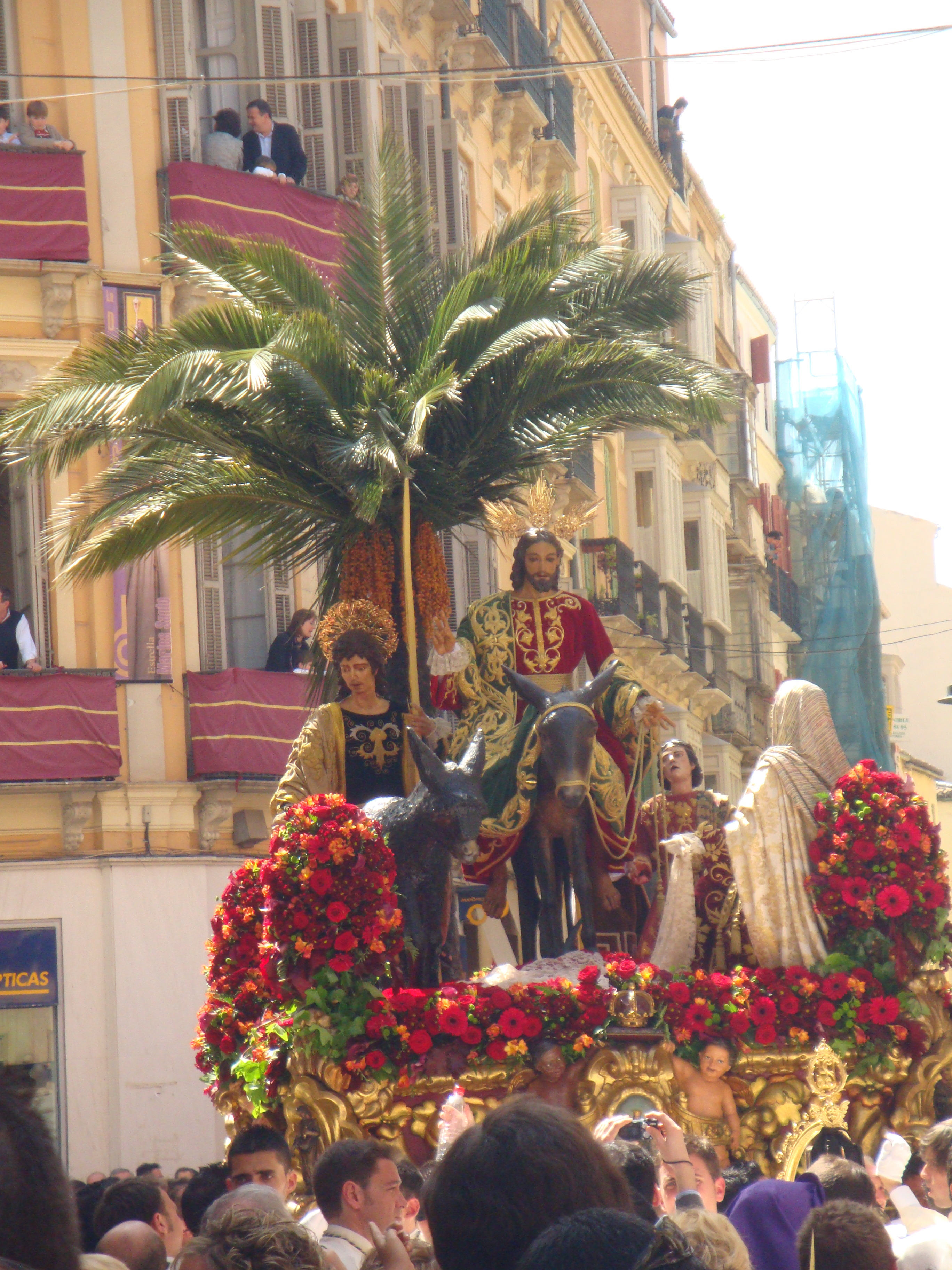
Nuestro Padre Jesús en su Entrada en Jerusalén
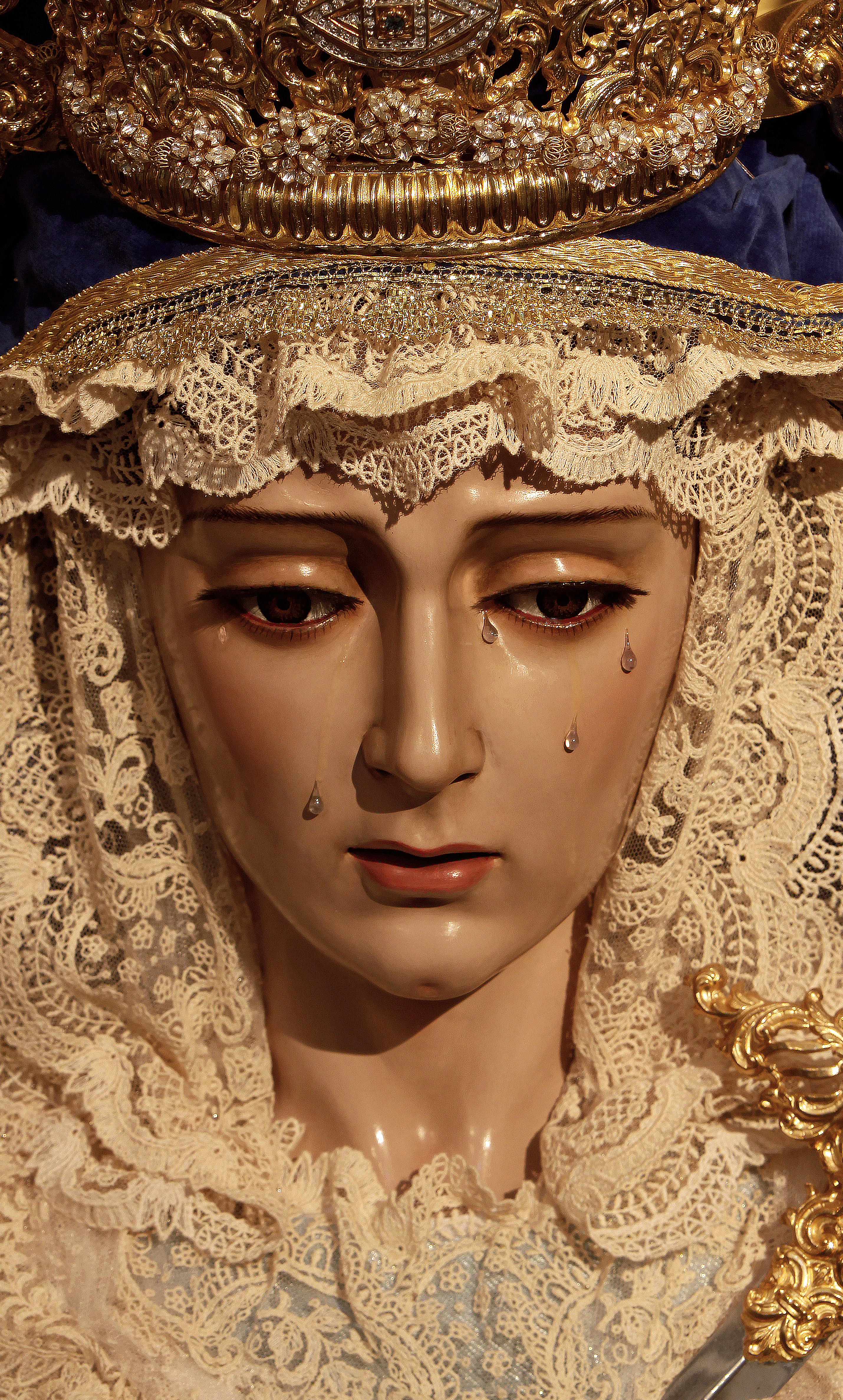
María Santísima de Lágrimas y Favores
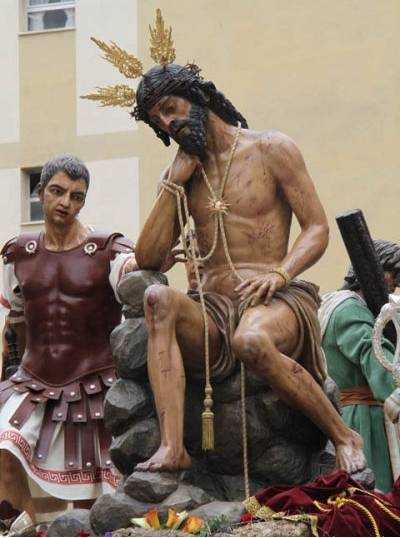
Santísimo Cristo de la Humildad y Paciencia
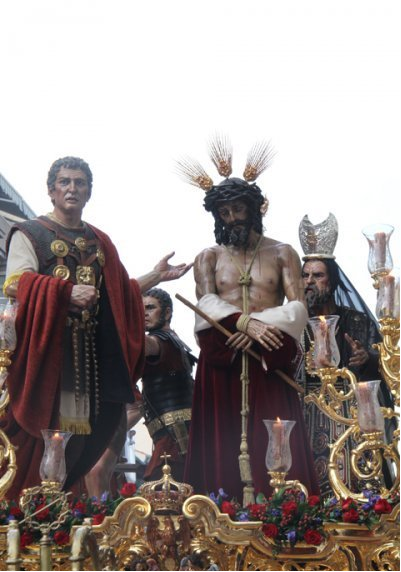
Santísimo Cristo de la Humildad
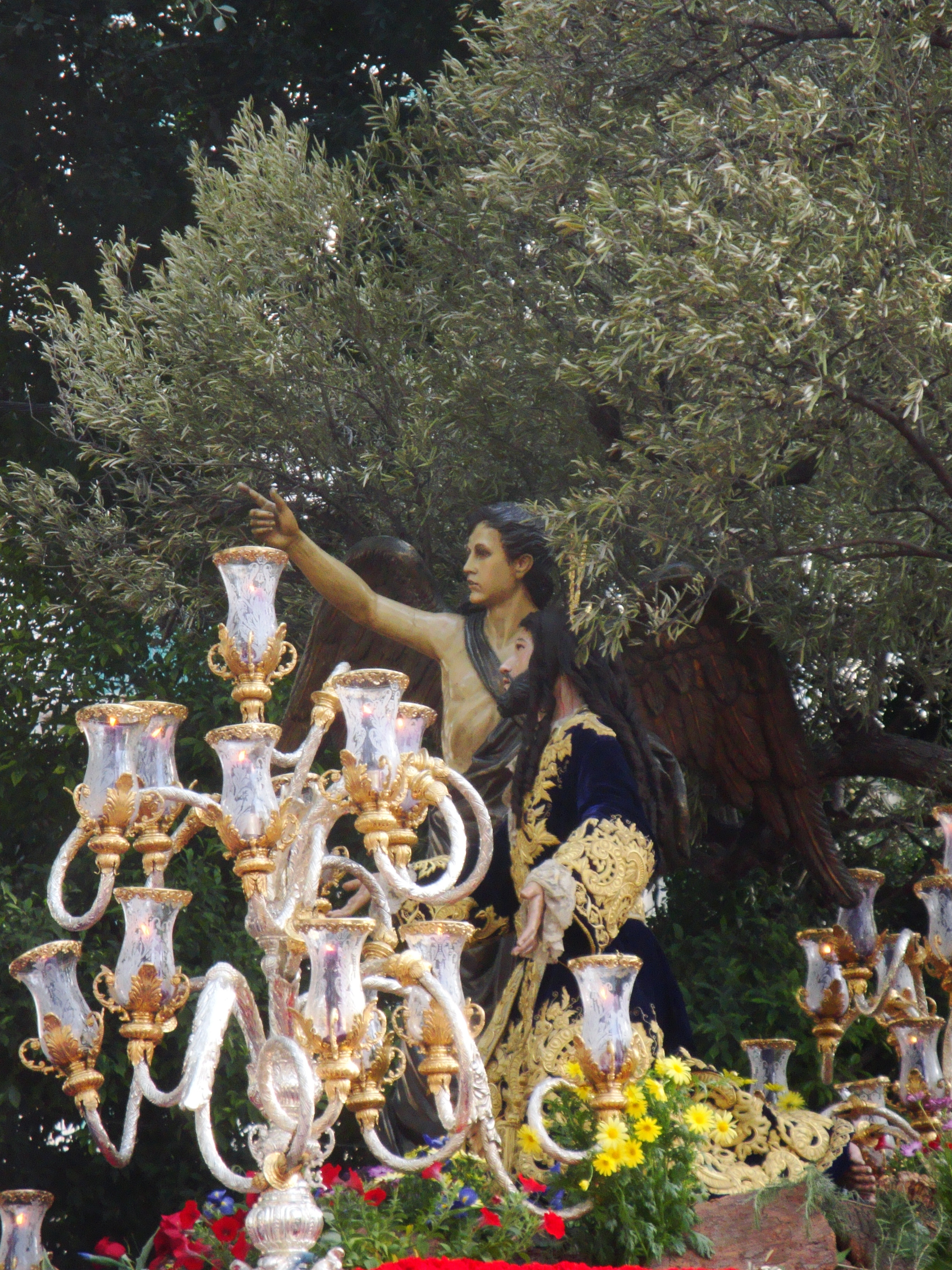
Nuestro Padre Jesús Orando en el Huerto
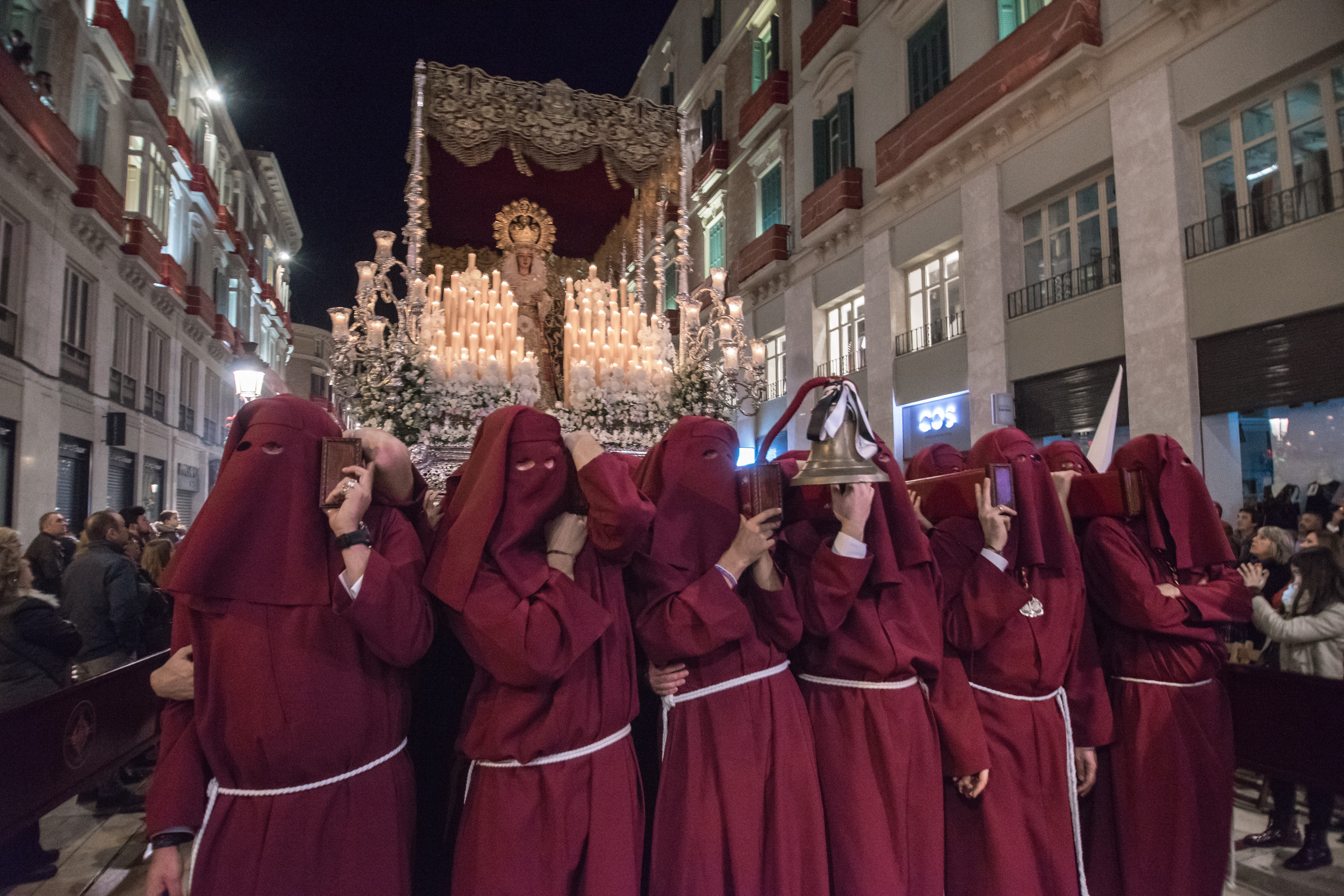
María Santísima de la Salud
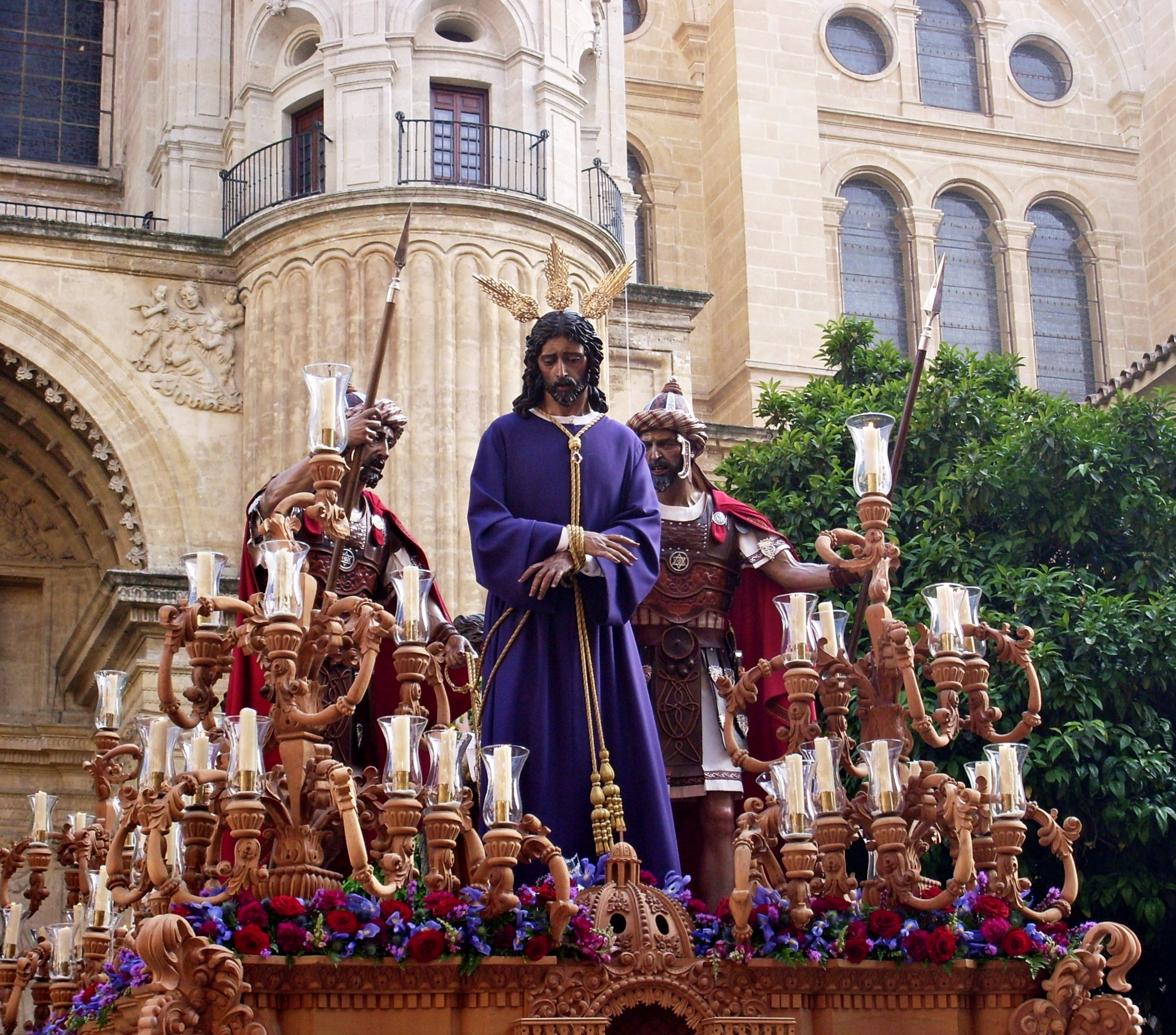
Nuestro Padre Jesús de la Soledad (Dulce Nombre)
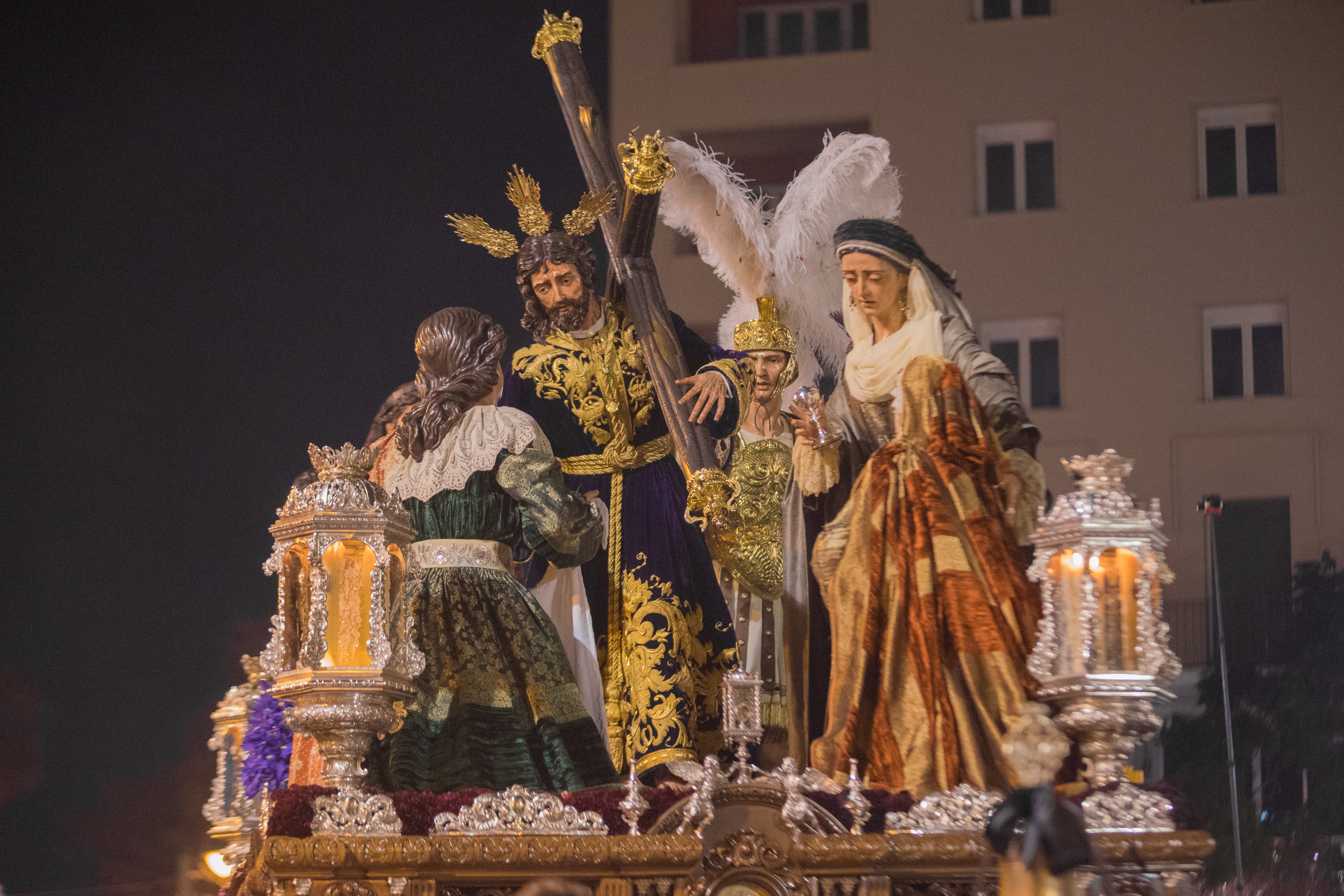
Jesus Nazareno de la Salutación
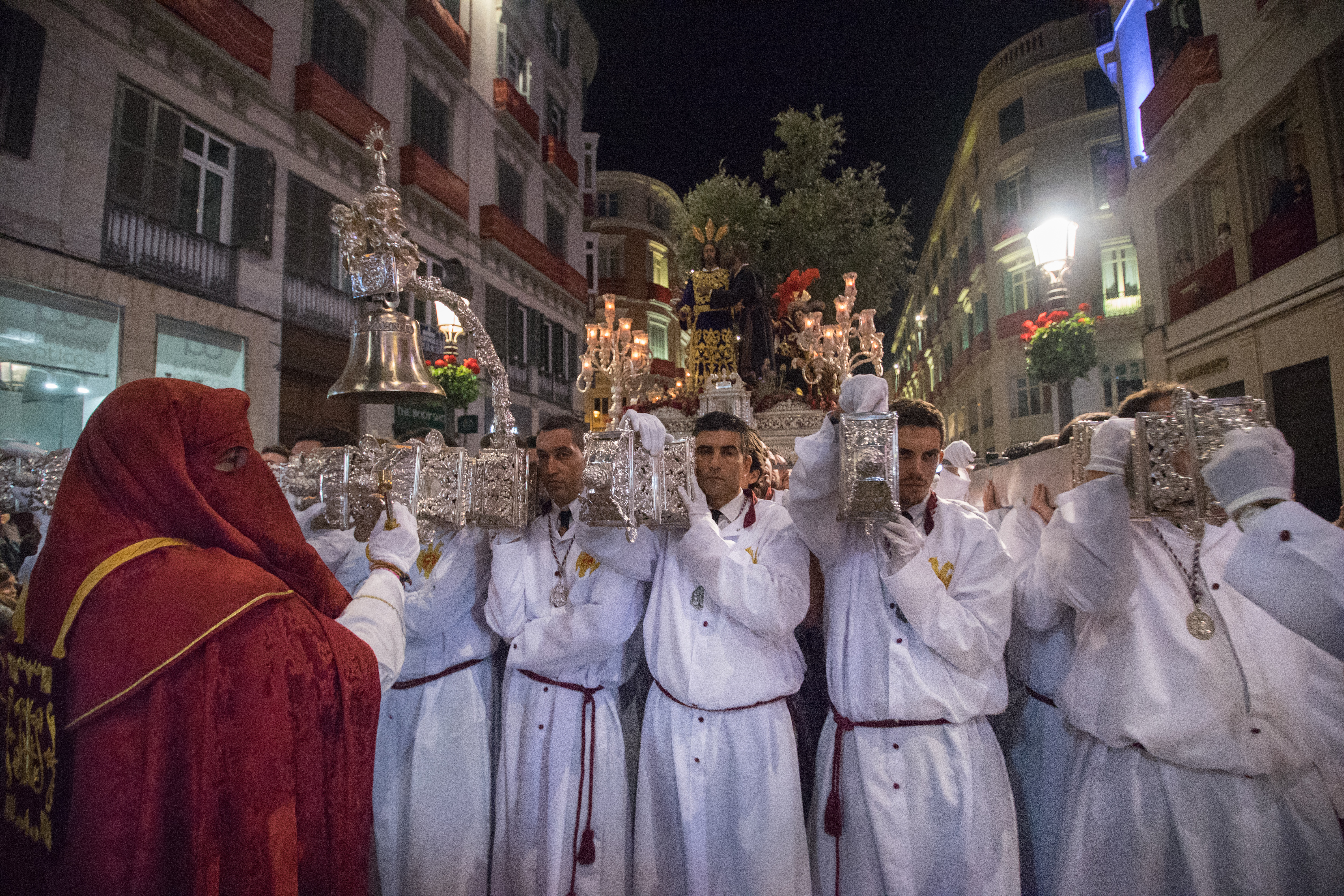
Nuestro Padre Jesús del Prendimiento

#### Lunes Santo
El Lunes Santo, es famoso en toda Málaga, por ser el día que "el Cautivo" hace su salida procesional. Las cofradías de este día recuerdan escenas anteriores a la Crucifixión y escenas del momento después a la crucifixión de Cristo.
- 'Crucifixión': Corporación caracterizada por su humildad y el recogimiento y fervor que muestran al procesionar a sus Sagrados Titulares. Procesiona desde su Casa Hermandad en la barriada de El Ejido.
- 'Gitanos': Corporación caracterizada por procesionar un Cristo de piel morena, al que cientos de personas de etnia gitana acompañan detrás del trono. Detrás del Señor va María Stma. de la O, bajo palio. Su sede es la céntrica iglesia de los Mártires, aunque realiza su salida desde la Casa Hermandad, en calle Frailes.
- 'Dolores del Puente': de relativamente reciente fundación, su titular mariana, Nuestra Sra. de los Dolores cuenta con más de 250 años de existencia, siendo venerada desde principios del siglo XX en una pequeña capilla junto al puente de Santo Domingo (de ahí el sobrenombre). Le acompaña el Stmo. Cristo del Perdón, representado la Divina Conversación con Dimas. Acompaña además a la Imagen, la "Virgen de la Encarnación".
- 'Pasión': Corporación que tiene como titulares al Nazareno de la Pasión (considerada una de las mejores tallas de Luis Ortega Bru), con la cruz a cuestas ayudado por Simón de Cirene, y a María Stma. del Amor Doloroso, bajo palio.
- 'Estudiantes': Corporación que destaca por la vinculación que tiene con la Universidad de Málaga e instituciones estudiantiles, y la gran implicación de la juventud en su funcionamiento. Los portadores de ambos tronos entonan el Gaudeamus igitur mientras llevan al Cristo en su trono del típico estilo malagueño, de carrete. La Virgen de Gracia y Esperanza acompaña detrás.
- 'Cautivo': Erigida canónicamente la iglesia de San Pablo, en el barrio de La Trinidad, es conocida por la devoción universal a su titular, Nuestro Padre Jesús Cautivo, con miles de devotos tras el trono, es conocido como "El Señor de Málaga". Le acompaña en procesión la Virgen de la Trinidad, coronada canónicamente en 2000.Todo cuanto acontece alrededor del Cautivo es multitudinario, como el traslado, el Sábado de Pasión por la mañana (hasta 2009 era el Lunes Santo), en el que las imágenes van al Hospital Civil de Málaga.

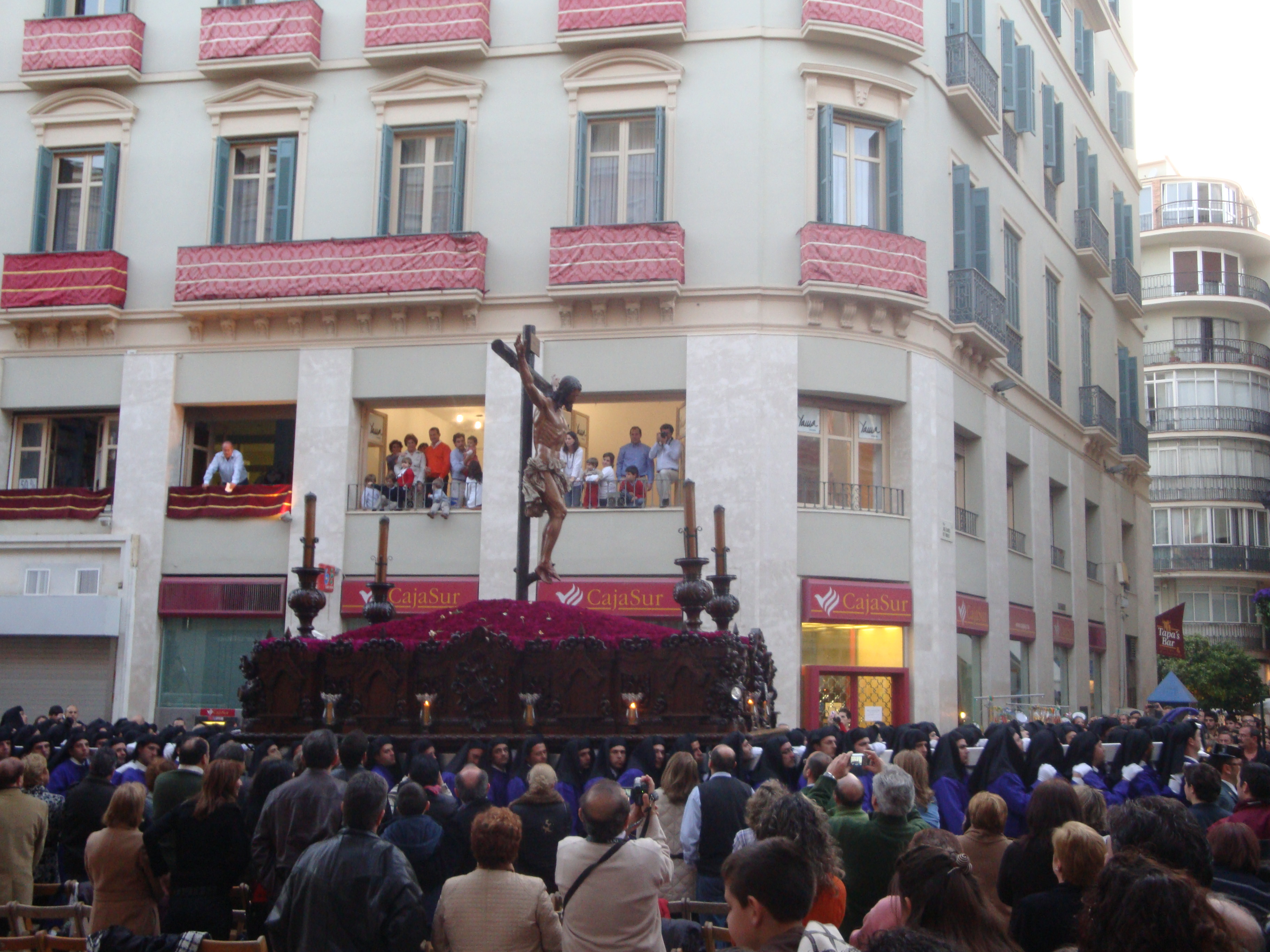
Santísimo Cristo de la Crucifixión
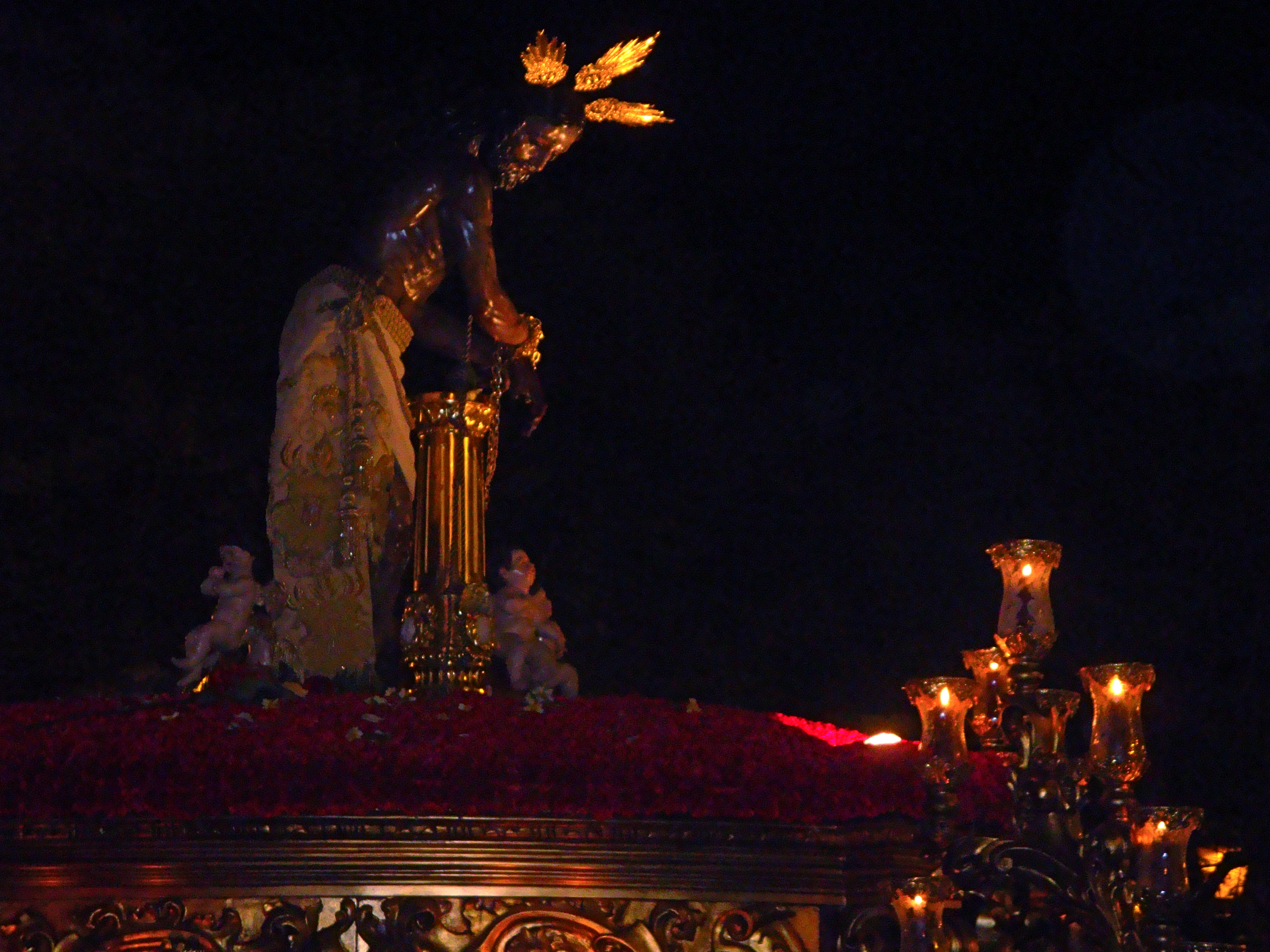
Nuestro Padre Jesús de la Columna
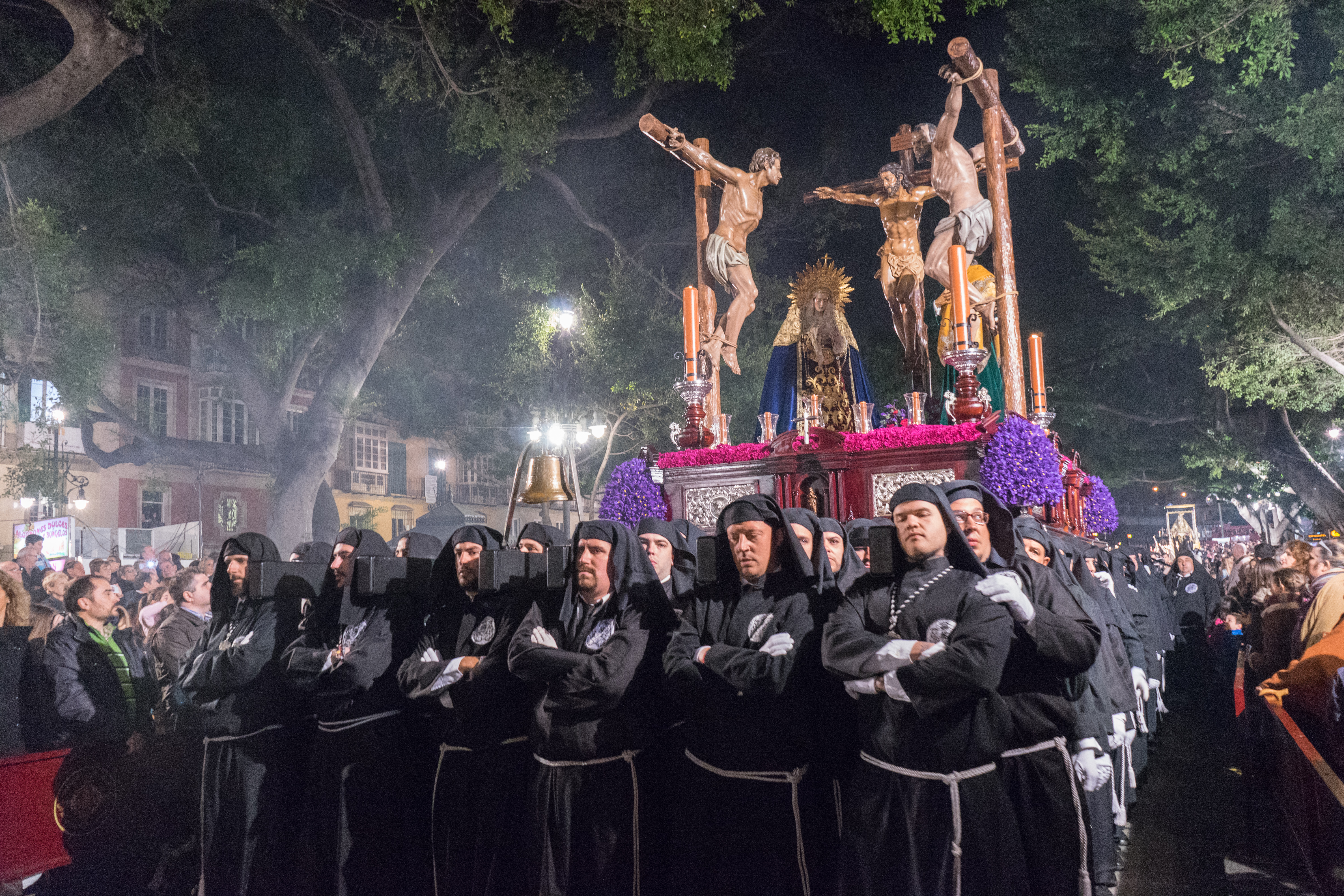
Santísimo Cristo del Perdón
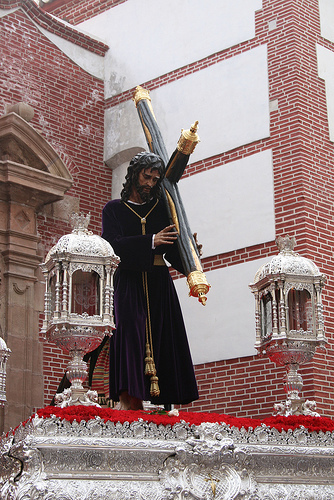
Nuestro Padre Jesús de la Pasión
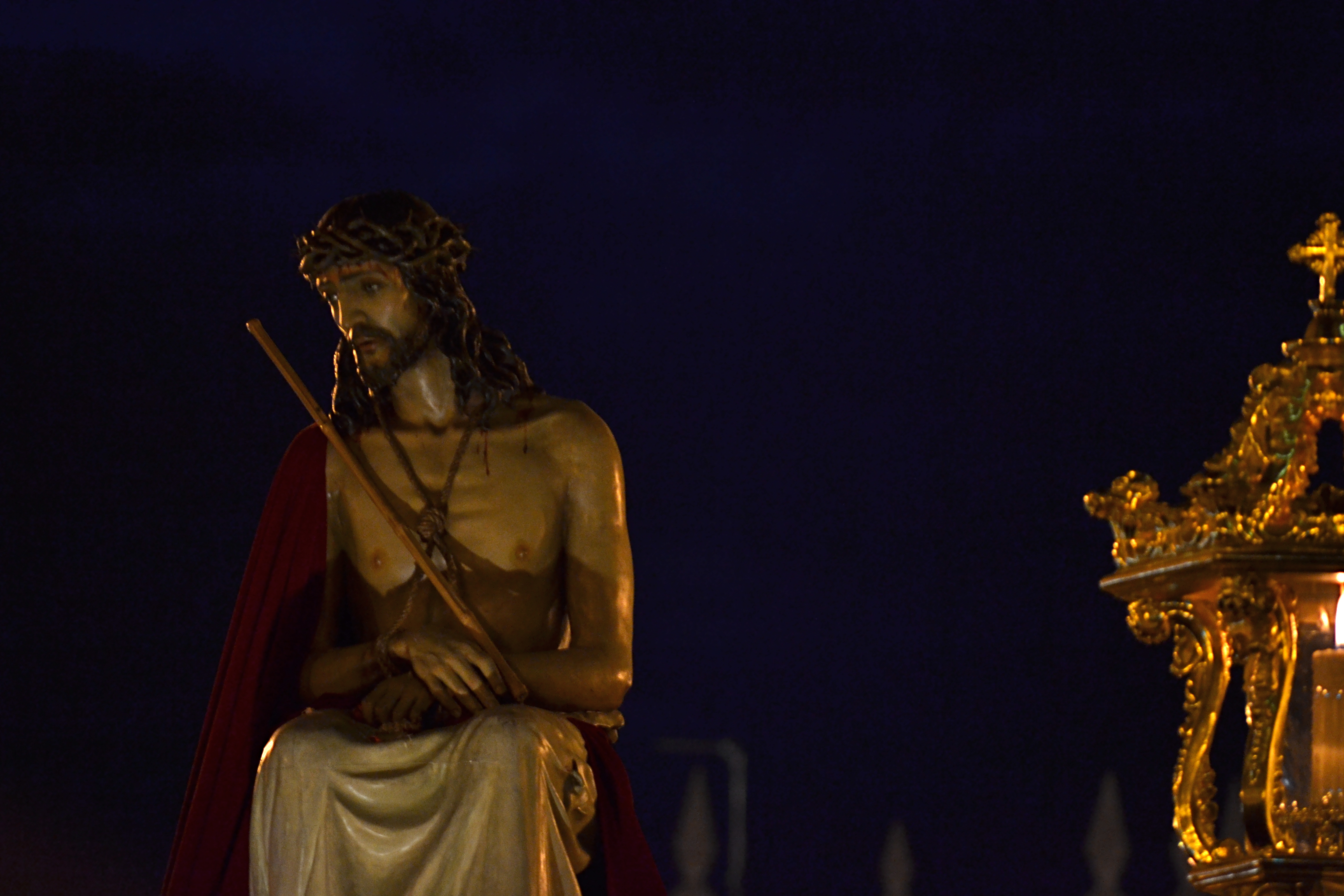
Santo Cristo Coronado de Espinas
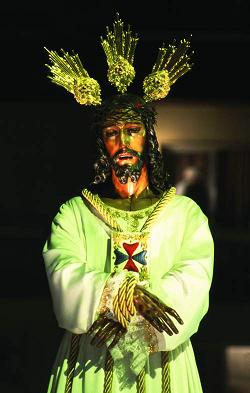
Nuestro Padre Jesús Cautivo

#### Martes Santo
En el Martes Santo hacen su estación de penitencia diversas cofradías con iconografías muy variadas, empieza la jornada la Virgen del Rocío, llamada popularmente como la Novia de Málaga, y lo cierra Sentencia, que representa el momento en el que Jesús es sentenciado a morir en la cruz. Este día también procesiona Nueva Esperanza, la cofradía con el recorrido más largo de toda la Semana Santa.
- 'Rocío': Fundada en 1706, esta popular Hermandad tiene su sede canónica en la iglesia de San Lázaro, del barrio de la Victoria. Sus titulares son Nuestro Padre Jesús Nazareno de los Pasos en el Monte Calvario, que representa la tercera caída del Señor camino del calvario y María Santísima del Rocío Coronada, conocida como la Novia de Málaga. Se trata de una de las imágenes marianas más populares, devotas y queridas en la ciudad, coronada canónicamente y con una iconografía e indumentaria únicas en su género: imagen de cuerpo entero con saya, mantilla y manto blancos.
- 'Penas': hermandad que se caracterizaba por la salida de extrema dificultad que realizaban desde la Iglesia de San Julián y por el manto de flores que lleva la virgen (único en su género), con un diseño diferente cada año. A finales de 2008 se trasladó a su nuevo Oratorio-Casa Hermandad, desde donde sale ahora.
- 'Nueva Esperanza': Esta cofradía se caracteriza por ser la que tiene el recorrido más largo de la Semana Santa malagueña. En 2010 salió por primera vez de su casa hermandad.
- 'Humillación': también conocida como "La Estrella" por la devoción a la Santísima Virgen del mismo nombre, tiene el palio y el manto de la Virgen bordados con decenas de estrellas. Nuestro Padre Jesús de la Humillación y Perdón es procesionado en un trono de caoba y plata, el más antiguo de la ciudad.
- 'Rescate': cofradía del barrio de la Victoria que aporta color al Martes Santo con los tonos granate y oro viejo de sus túnicas y capas. Se caracteriza también por el trono de la Virgen de estilo neogótico, el único que se procesiona en Málaga con esas características. A pesar de su gran peso, ambos tronos cuentan con apenas 172 portadores, debido a las estrechas dimensiones de Calle Agua donde tiene su Casa Hermandad.

- 'Sentencia': residen en la Iglesia de Santiago, realizando su salida desde la Calle Frailes donde tienen su Casa Hermandad. El Señor de la Sentencia está acompañado de uno de los más antiguos grupos escultóricos de la ciudad, y representa la sentencia del juicio a Jesús en un trono original y típicamente malagueño. María Santísima del Rosario en sus Misterios Dolorosos, obra de Antonio Gutiérrez de León y Martínez (siglo XIX), sale en trono plateado, con palio y manto bordados en color azul. Vinculada a la judicatura, la fiscalía, la abogacía y demás profesionales relacionas con la Justicia.

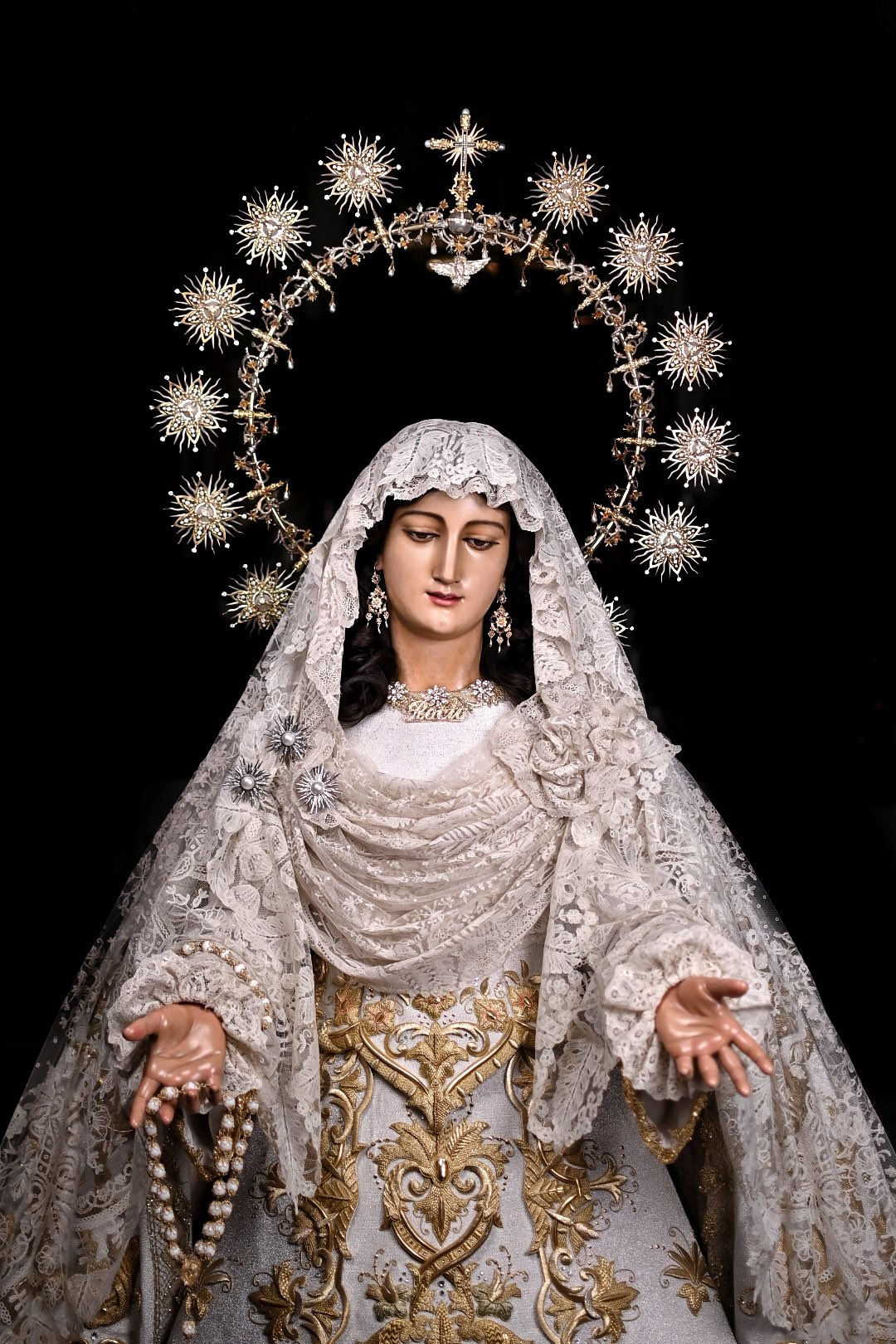
Virgen del Rocío, Novia de Málaga
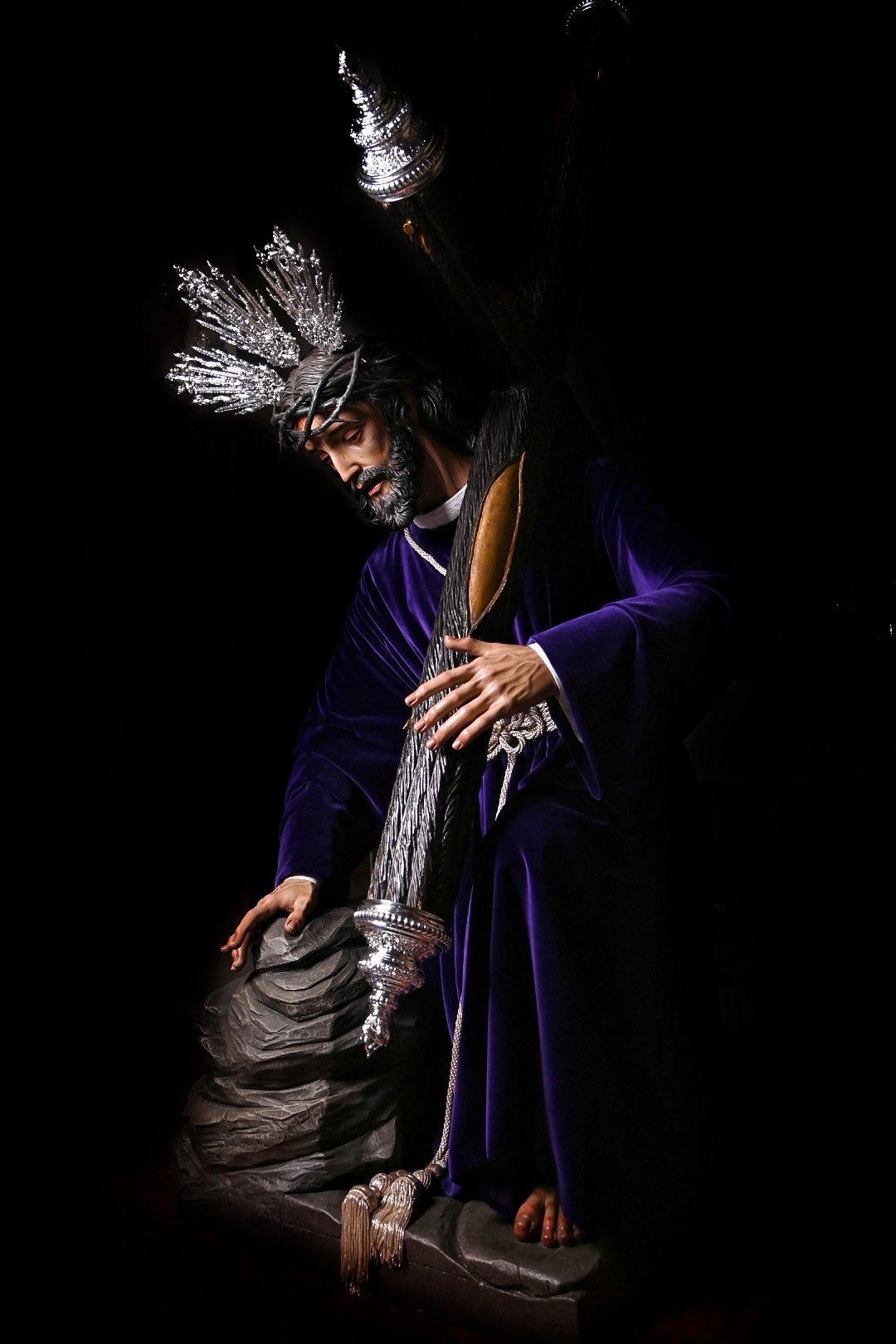
Nuestro Padre Jesús de los Pasos
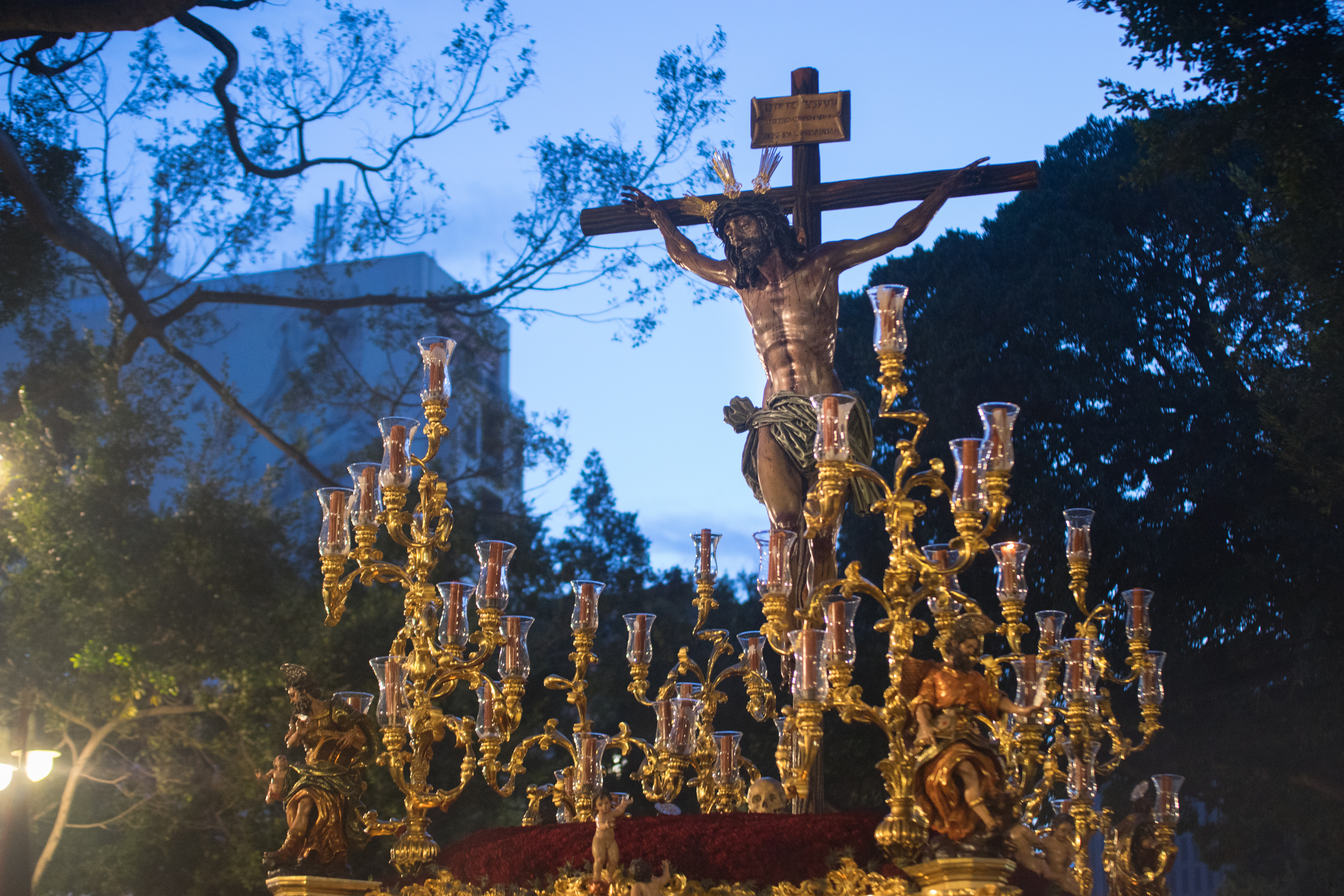
Santísimo Cristo de la Agonía
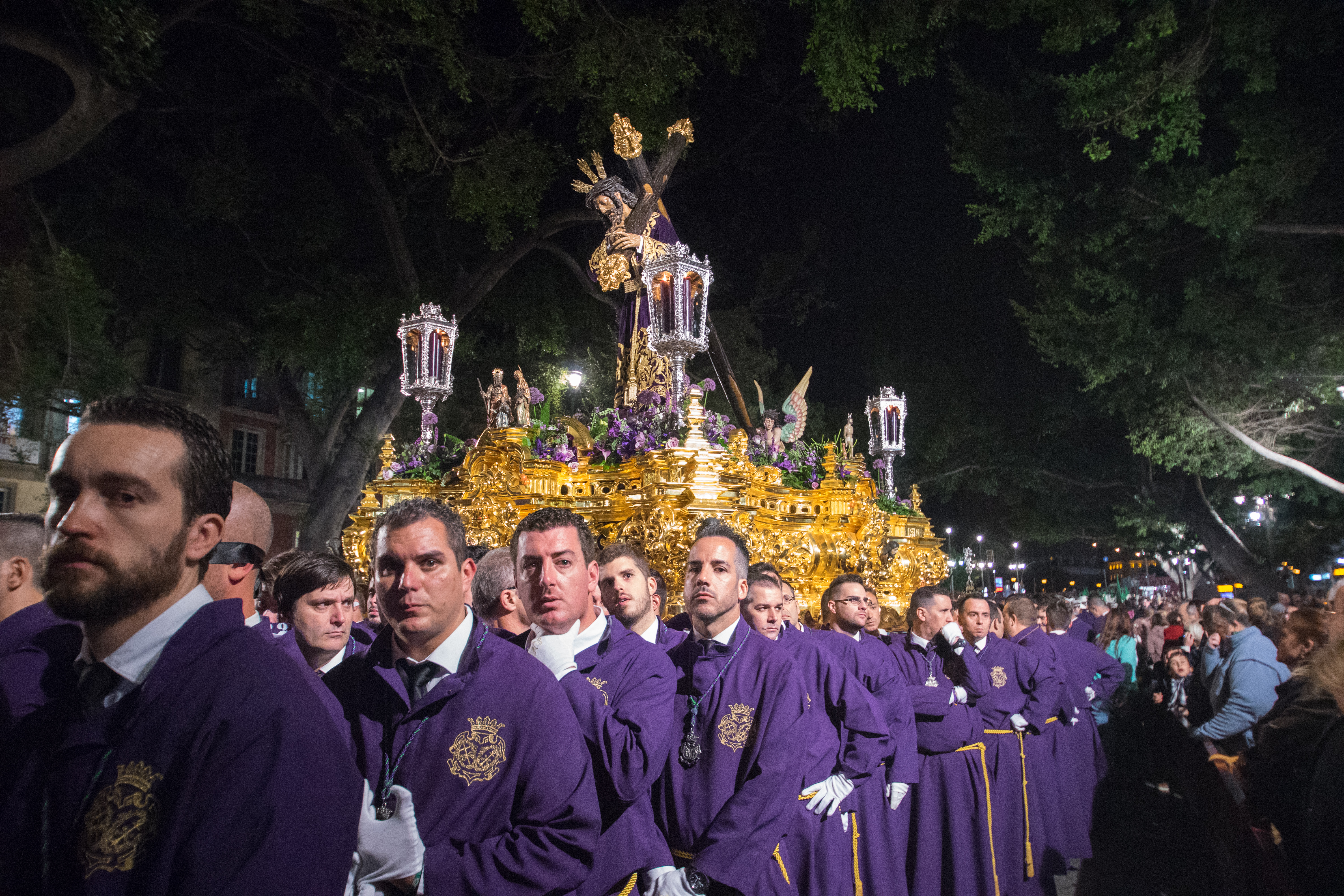
Jesús Nazareno del Perdón
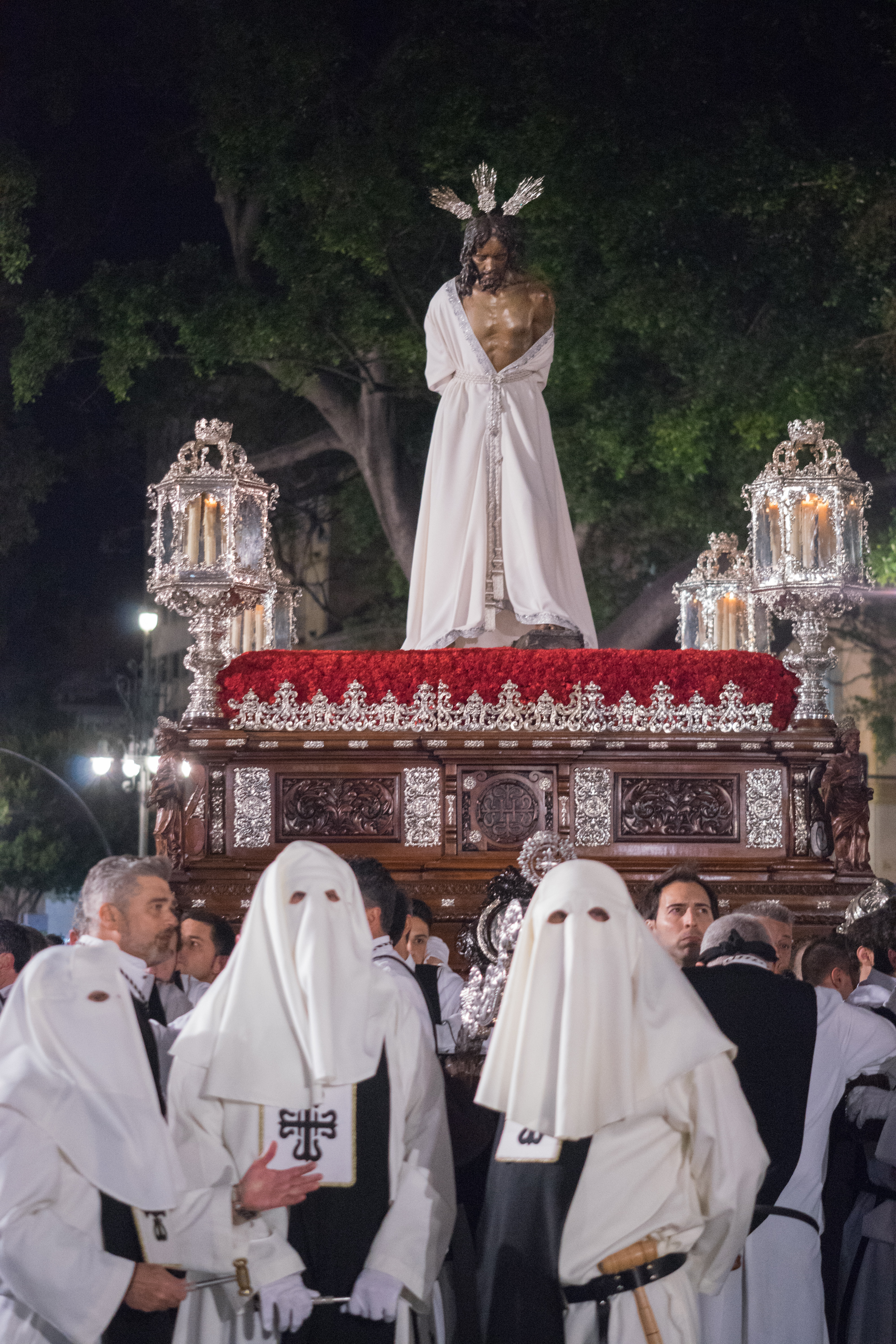
Nuestro Padre Jesús de la Humillación
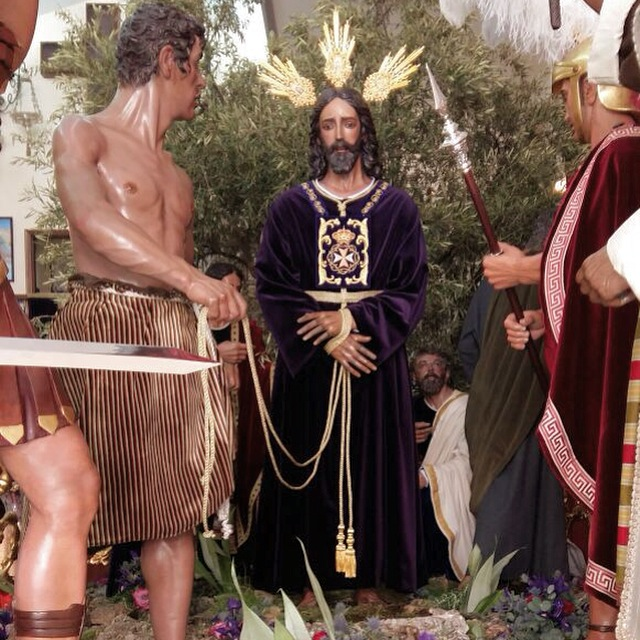
Nuestro Padre Jesús del Rescate
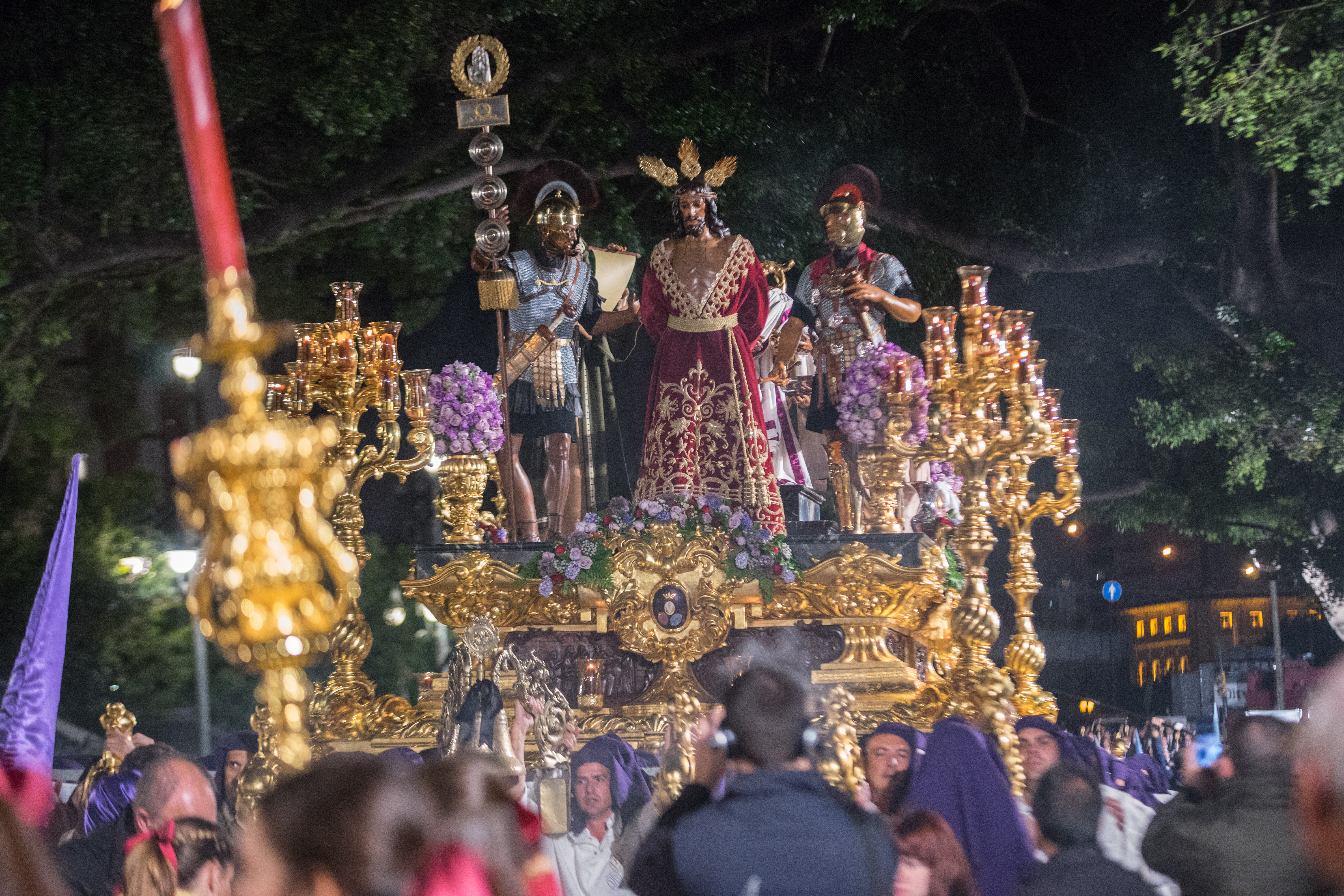
Nuestro Padre Jesús de la Sentencia

#### Miércoles Santo
El Miércoles Santo, en este día procesionan cofradías con mucho peso social en la ciudad, es el caso de la Paloma, la cual es una de las titulares marianas más veneradas por todos los malagueños. También procesiona la cofradía del Rico, la cual todos los años libera un preso en la Plaza del Obispo. Para cerrar el día pasa Expiración por el Recorrido Oficial, la cual se considera una procesión de solemnidad y realiza su salida a las 00.00, ya del Jueves Santo.
- 'Mediadora': cofradía de dos tronos que realiza su estación de Penitencia en la Catedral, proveniente del barrio de Girón-Delicias, pero con salida desde un tinglao en Calle Ayala. Es la única cofradía malagueña que tiene como titular a Cristo abrazando la cruz.
- 'Salesianos': cofradía que realiza su Estación de Penitencia con un solo trono en el que se sitúan el Cristo de las Penas y María Santísima del Auxilio acompañados por San Juan, María de Cleofás, María Salomé y María Magdalena. Representa el momento en el que Jesús le entrega a San Juan el cuidado de la Virgen.
- 'Fusionadas': hermandad que procesiona la mayor cantidad de tronos de la Semana Santa Malagueña, con 4 el Miércoles Santo, 1 el Domingo de Ramos y otro en la madrugada del Jueves. Destaca el desfile que realiza el Cuerpo de Paracaidistas en la sección de Ánimas.
- 'Paloma': poseedora de uno de los tronos más pesados de la Semana Santa malagueña, portado por 280 hermanos. Se caracteriza además por soltar palomas al paso de la Virgen durante el recorrido y por el sayón que acompaña al Cristo de La Puente, llamado popularmente "el berruguita". Sale desde su propio templo, en la plaza de San Francisco. Cabe destacar el desfile de una representación de la ciudad de Madrid.
- 'El Rico': procesiona a un nazareno de pelo natural con la cruz a cuestas, que libera un preso cada año, gracias a la Pragmática Sanción del rey Carlos III, dando la bendición con su mano derecha mecanizada. Lo acompaña la bella virgen del Amor, que recibe popularmente el nombre de "La niña de Puerta Oscura". Vinculada a la Policía Nacional
- 'Sangre': la cofradía más antigua de la Ciudad, con 500 años de antigüedad procesionando la escena en la que Longinus atraviesa el costado de Cristo. La actual imagen es de Francisco Palma Burgos.
- 'Expiración': Caracterizada por el desfile de los efectivos y bandas de música del Cuerpo de la Guardia Civil y un rico patrimonio de enseres y tronos, catalogados como auténticas obras de arte a nivel nacional, destacando la imagen del Santísimo Cristo de la Expiración, obra de Mariano Benlliure, considerado uno de los mejores crucificados del país. La Virgen de los Dolores (María Santísima Doleres Coronada) fue coronada canónicamente en 1986, siendo la primera dolorosa de Málaga en recibir tal distinción por la Iglesia Católica. Vinculada a la Guardia Civil por ser el Cristo de la Expiración su patrón.

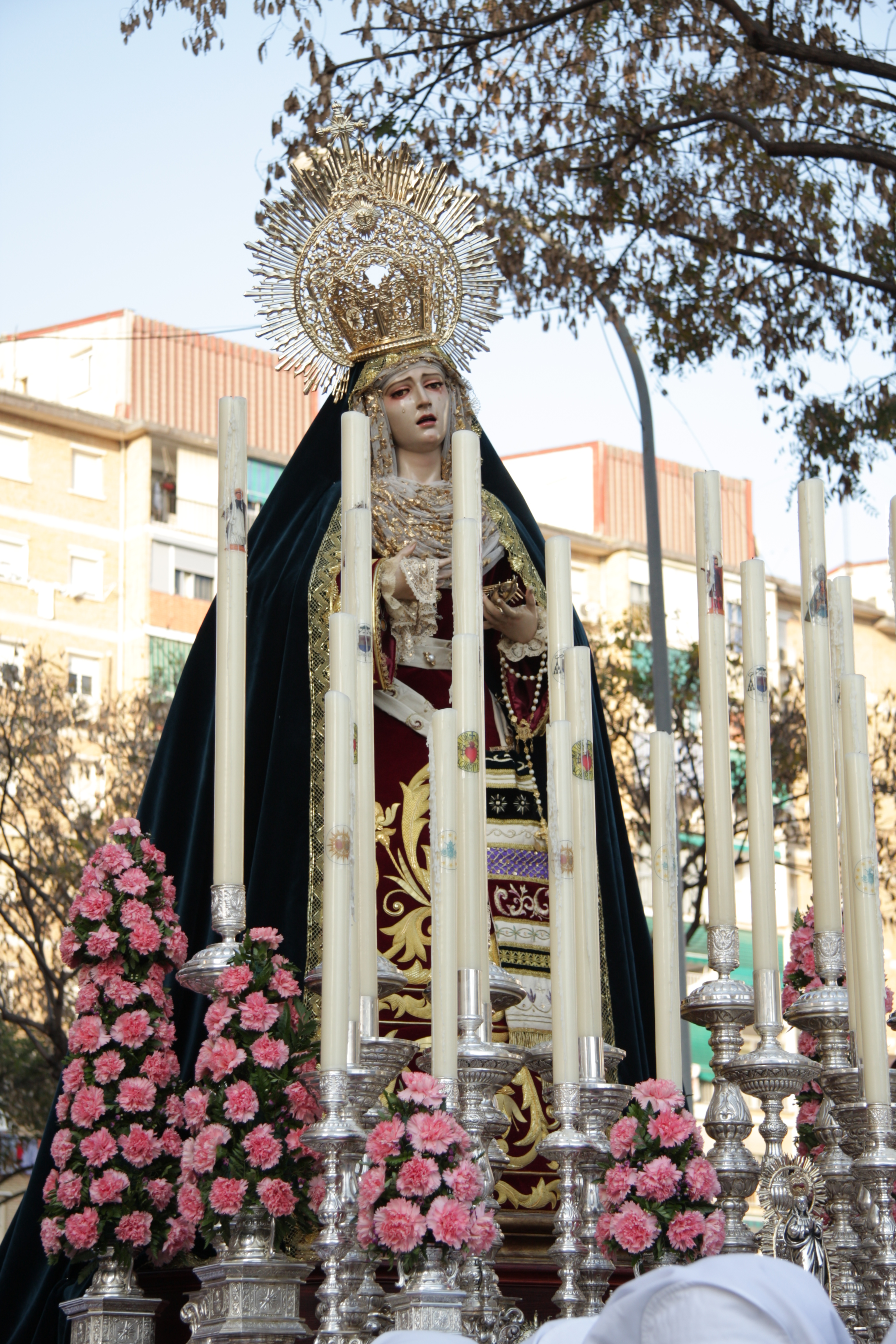
Nuestra Señora Mediadora de la Salvación
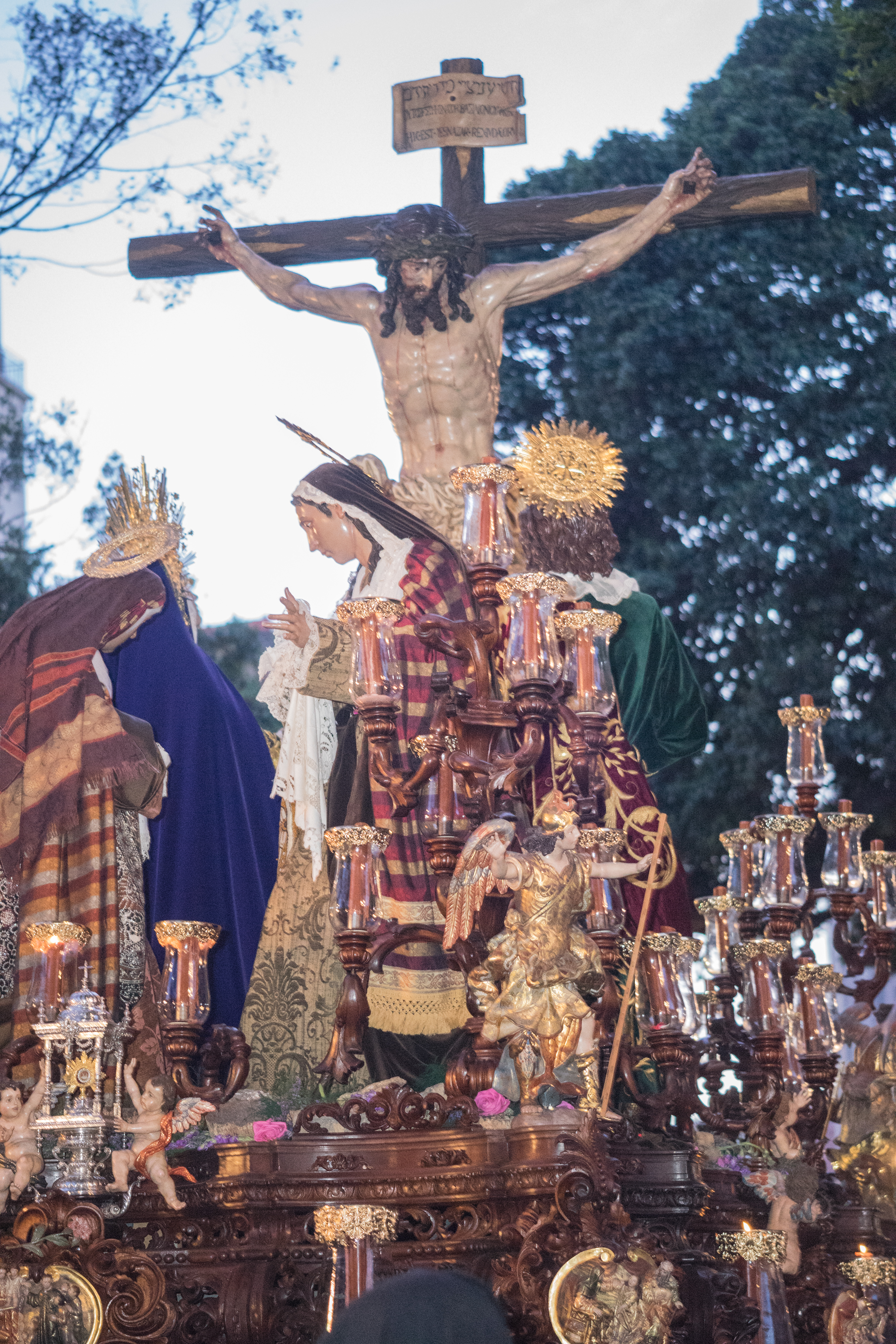
Santo Cristo de las Penas
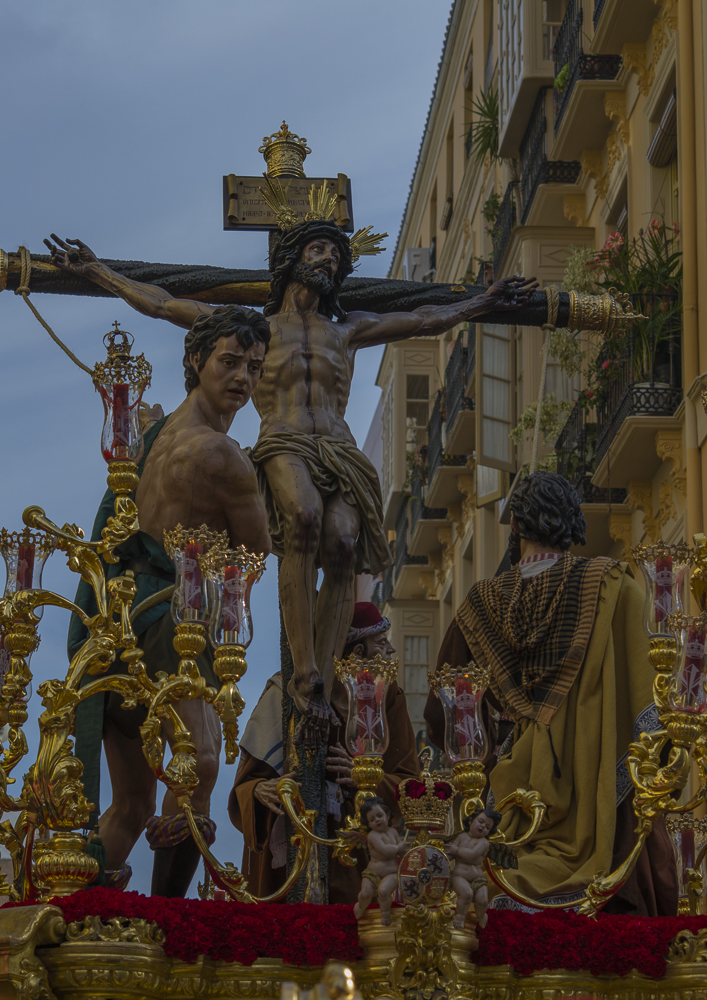
Santísimo Cristo de la Exaltación
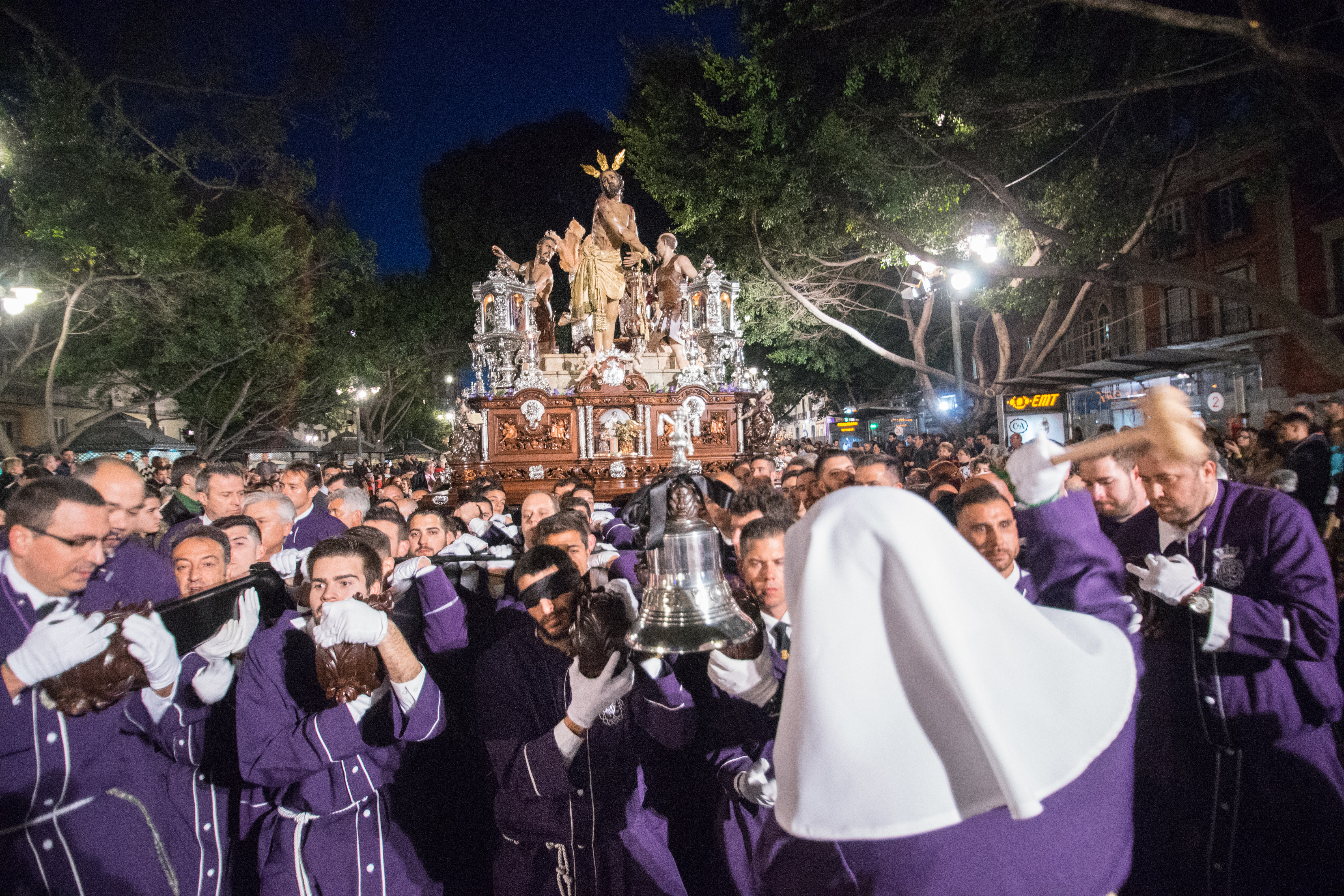
Nuestro Padre Jesús de Azotes y Columna
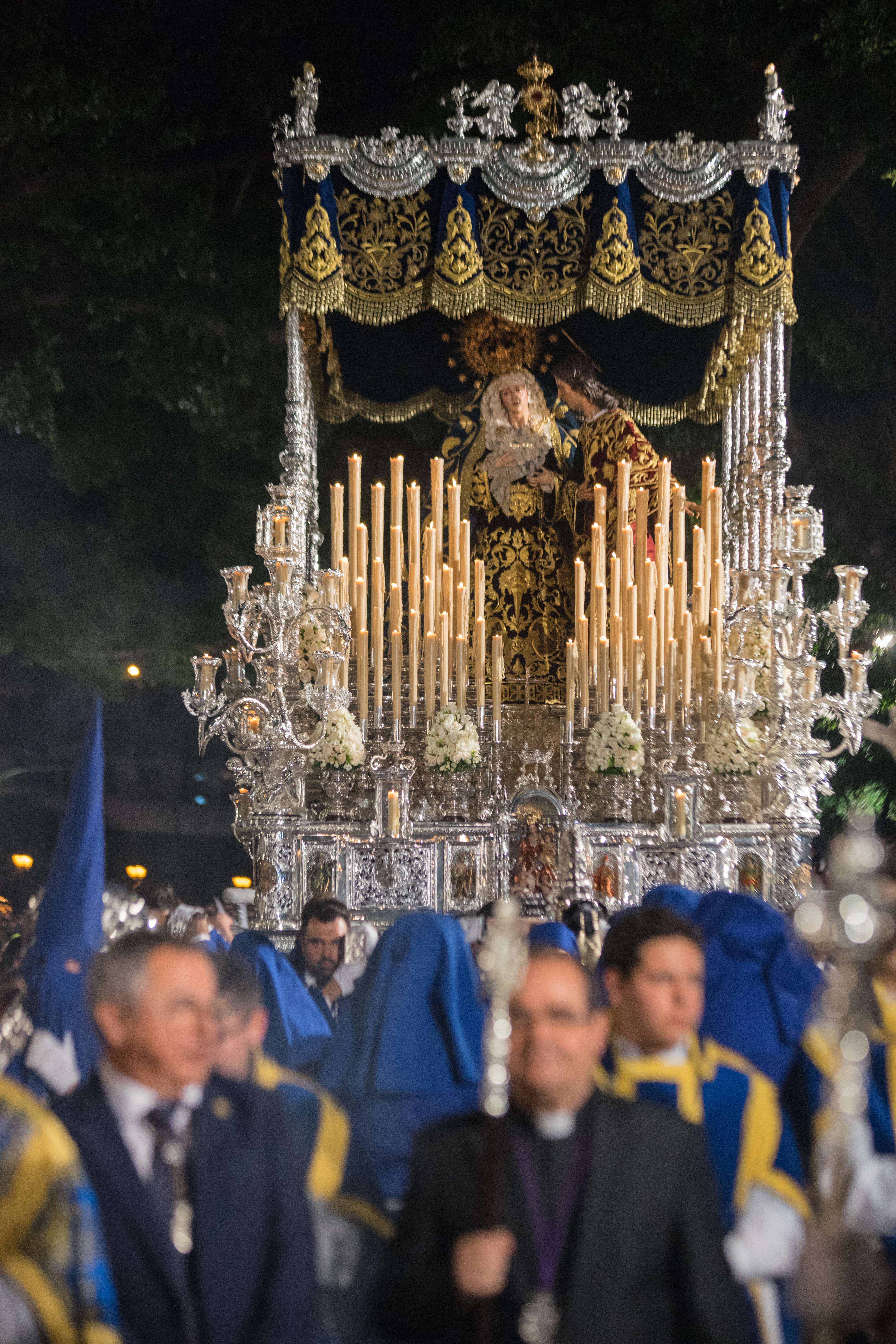
Nuestra Señora del Mayor Dolor
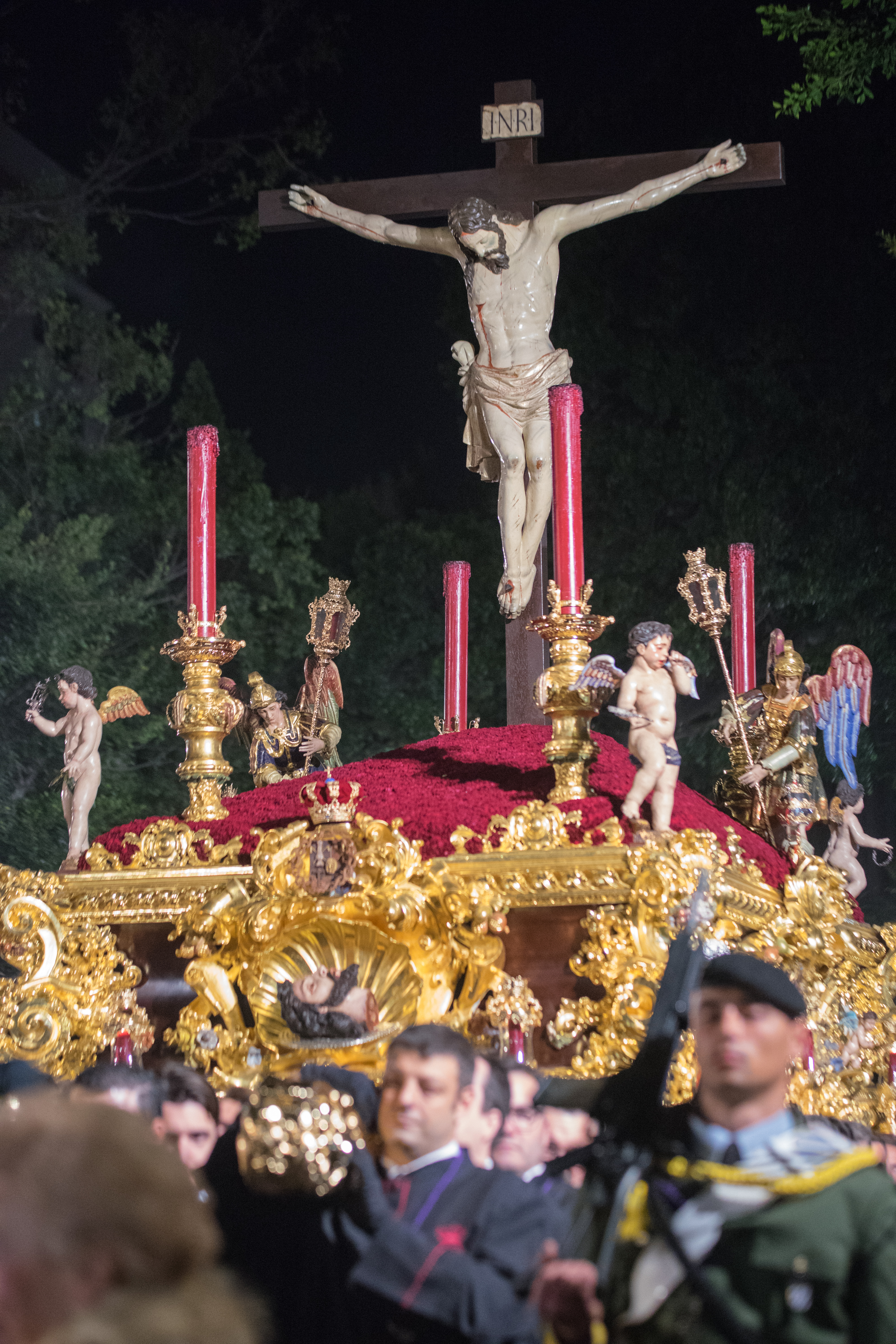
Santísimo Cristo de Ánimas y Ciegos
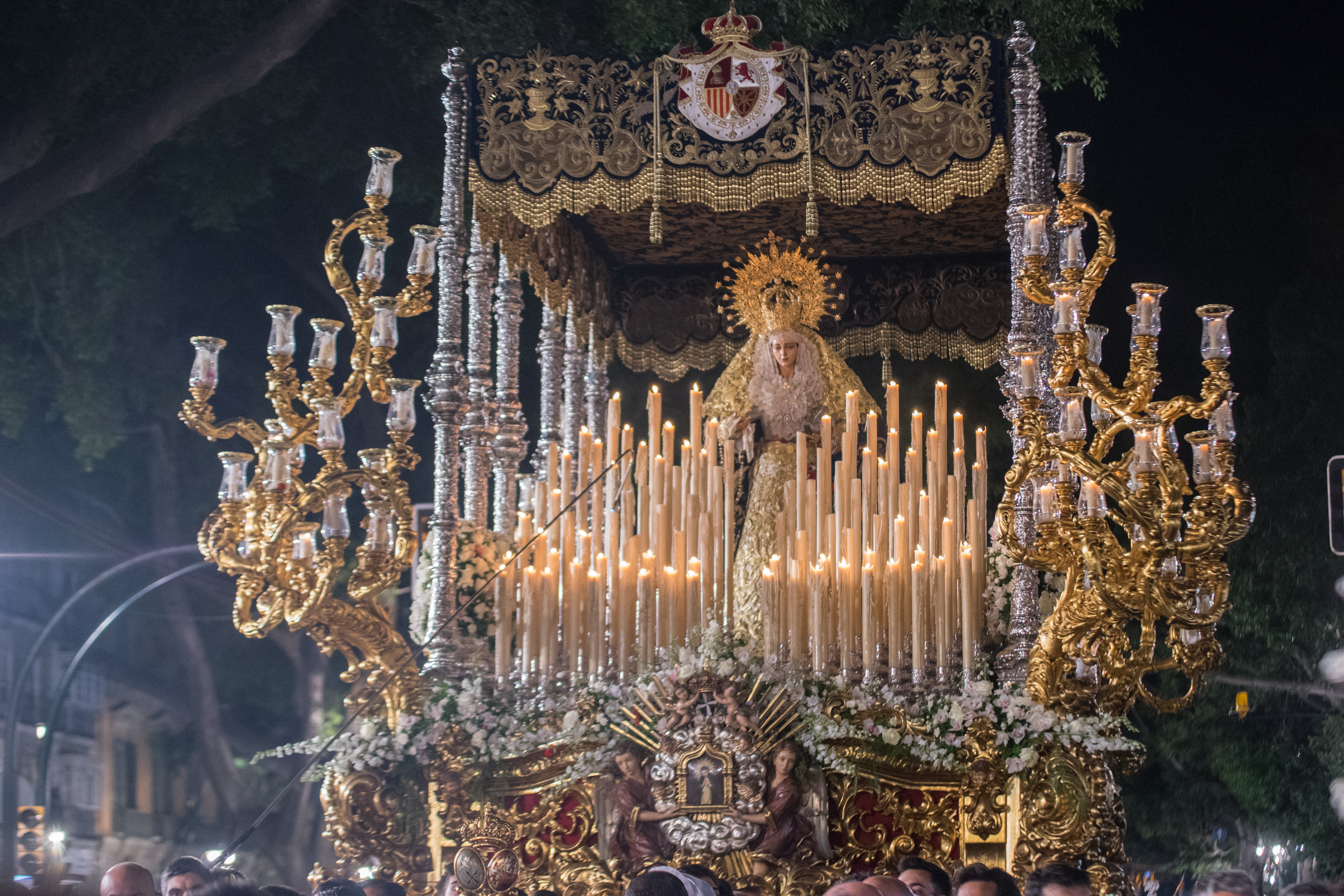
María Santísima de la Paloma
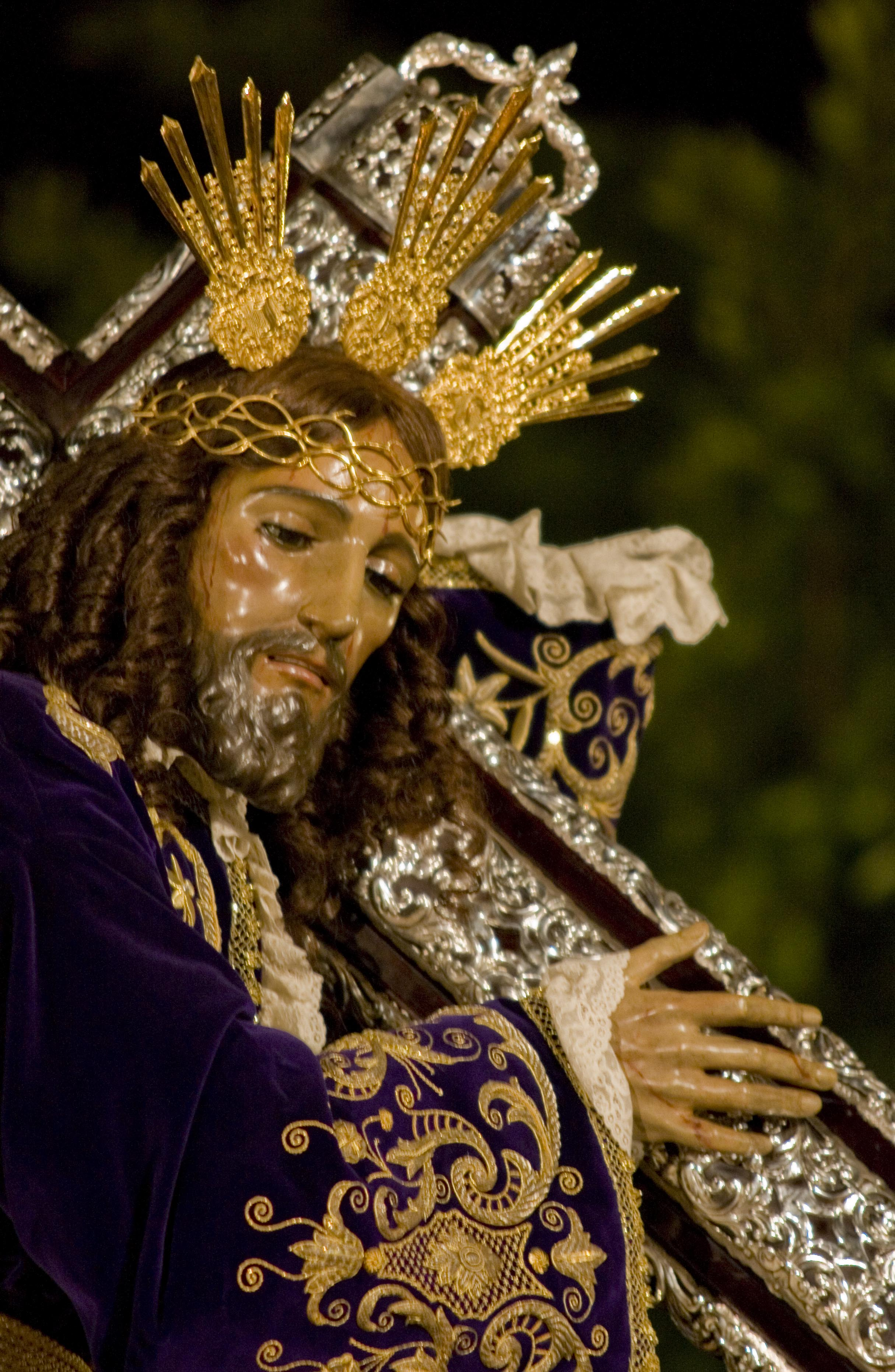
Nuestro Padre Jesús Nazareno titulado "El Rico"
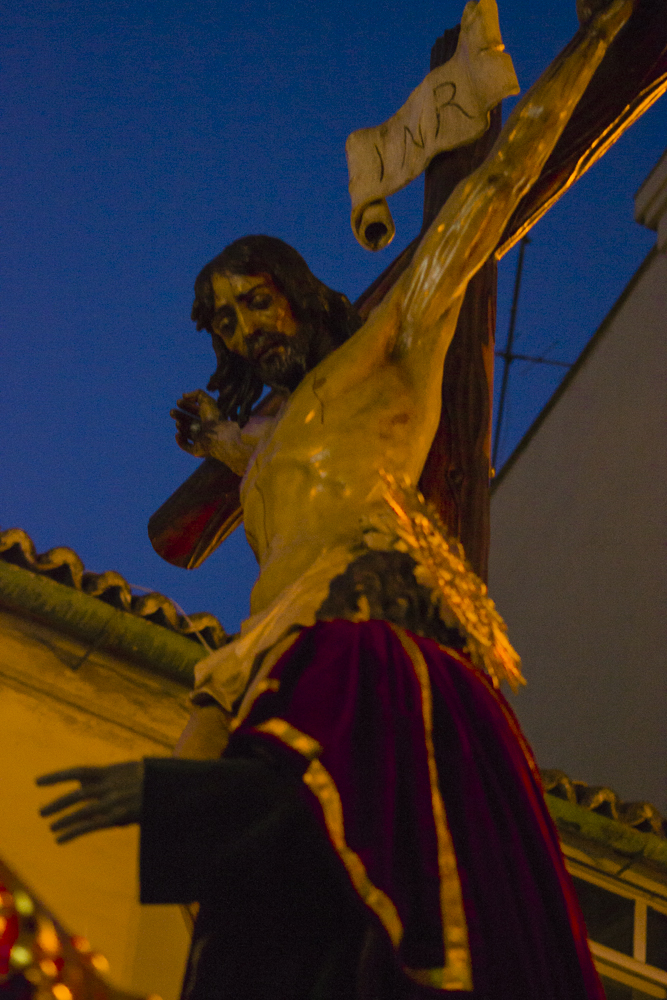
Santísimo Cristo de la Sangre
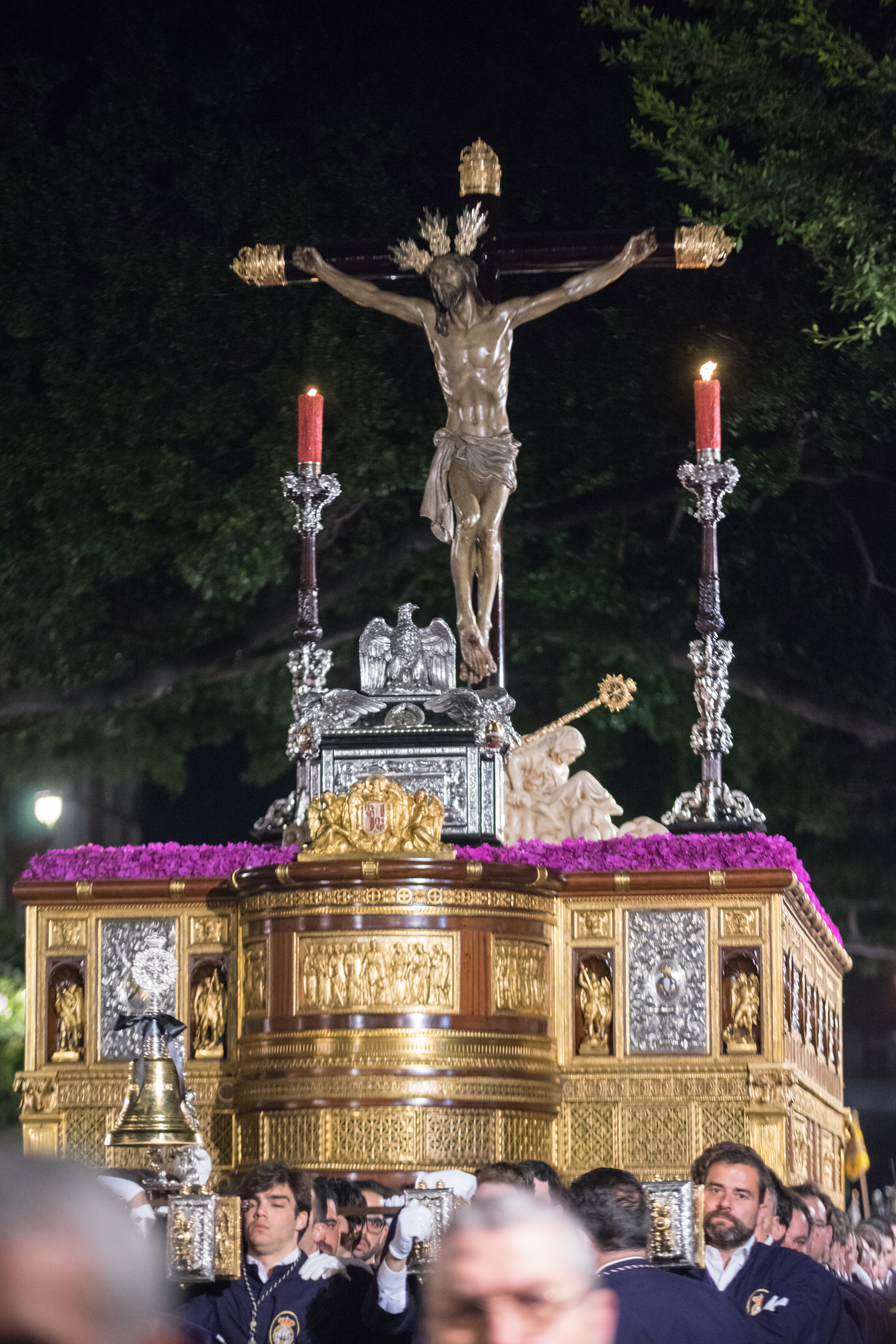
Santísimo Cristo de la Expiración

#### Jueves Santo
El Jueves Santo, sea quizás el día más sonado de toda la Semana Santa de Málaga, con cofradías en la calle, como Viñeros, Mena, en la cual desfilan legionarios que antes de la salida procesional desembarcan en el puerto de la ciudad; Misericordia, que es una de las cofradías "Percheleras" por excelencia, Zamarrilla y la Esperanza.
- 'Cena': hermandad con orígenes en el siglo XVII y reorganizada en 1924, que recoge el momento de la Última Cena y que procesiona uno de los tronos de Cristo más pesados, portando a los 12 apóstoles y a Jesucristo, todos obra de Luis Álvarez Duarte. Le acompaña María Santísima de la Paz, también obra de Álvarez Duarte, procesionada en un gran trono plateado. Esta Cofradía está muy unida desde sus comienzos con el gremio de los Ferroviarios, incluso desde antes de haber tenido su antigua sede al lado de la estación. Su casa-hermandad está ubicada en Puerta Nueva. Tiene como nueva sede la iglesia de los Mártires. Vinculada al gremio de ferroviarios desde su fundación a principios del siglo XX en el Santuario de la Victoria.

- 'Santa Cruz': hermandad Seráfica fundada en 1984, caracterizada por la seriedad de la Procesión de la Virgen de los Dolores en su Amparo y Misericordia acompañada por la Santa Cruz, representando la soledad bajo la Cruz vacía. Residen en la Iglesia de San Felipe Neri y Santa Cruz de la que salen el Jueves Santo, aportando recogimiento y oración desde el barrio del Molinillo-Capuchinos hasta el Centro de la Ciudad.

- 'Viñeros': hermandad que se caracteriza además de por llevar el único trono de carrete para Cristo de Málaga, por ser una de las pocas que llevan su Virgen sin palio y estar vinculada al gremio de los viñeros.

- ''Vera+Cruz'': procesión perteneciente a las Reales Cofradías Fusionadas de San Juan. Procesiona al cristo más antiguo de la ciudad de Málaga, es anónimo del siglo XVI. Esta procesión se caracteriza por su gran recogimiento, realiza estación en la Santa Iglesia Catedral. Hasta 2014 procesionaba en la madrugada, con salida en torno a las 6:00 de la mañana sin pasar por el recorrido oficial.

- 'Zamarrilla': hermandad que procesiona dos imágenes de gran devoción entre los malagueños, la Virgen de la Amargura conocida como Zamarrilla por la leyenda del bandido y el Cristo de Los Milagros. La Hermandad posee dos grandes tronos de reciente creación y dos estandartes pintados al óleo sobre terciopelo, únicos en su género. Desfila el Arma de Caballería con la representación de una banda de cornetas y tambores. La Virgen de la Amargura está coronada canónicamente desde el año 2003.

- 'Mena': Congregación caracterizada además de por la excelente talla del Cristo, obra de Palma Burgos, considerado uno de los mejores crucificados del siglo XX español, por el desfile que realiza la Legión española y la Marina, con tropas, banda de música y banda de cornetas, debido a su vinculación a ambas.

- 'Misericordia': también conocida como "el Chiquito" por la dulzura y aparente pequeñez de la talla del Nazareno. Esta talla, tan popular en Málaga fue realizada por el escultor José Navas Parejo. Su devoción en el barrio del Perchel es incalculable. Desfilan en el cortejo procesional el ejército del Aire con Aviación. La otra Imagen Titular de la Hermandad, Ntra. Sra. del Gran Poder, se caracteriza por ir vestida de negro y con detalles y la corona de plata cada Jueves Santo. Vinculada a la aviación.

- 'Esperanza': Goza del título Archicofradía debido a que es el resultado de la fusión de dos primitivas hermandades: la del Dulce Nombre de Jesús Nazareno del Paso y la de María Santísima de la Esperanza. La Virgen de la Esperanza, obra anónima del siglo XVII -atribuida a la escuela de Pedro de Mena- goza de gran devoción y popularidad en la capital malagueña. Este trono está considerado como el más grande de la Semana Santa. El Nazareno del Paso es obra del imaginero Mariano Benlliure. La Virgen de la Esperanza fue coronada canónicamente en el año 1988. Su sede canónica es la Basílica de La Esperanza. Una comisión del Cuerpo de Intendencia de Madrid acompaña a la cofradía en su recorrido en la madrugada del Jueves Santo.

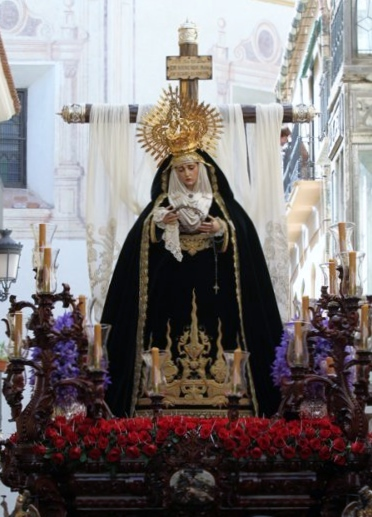
Nuestra Señora de los Dolores en su Amparo y Misericordia
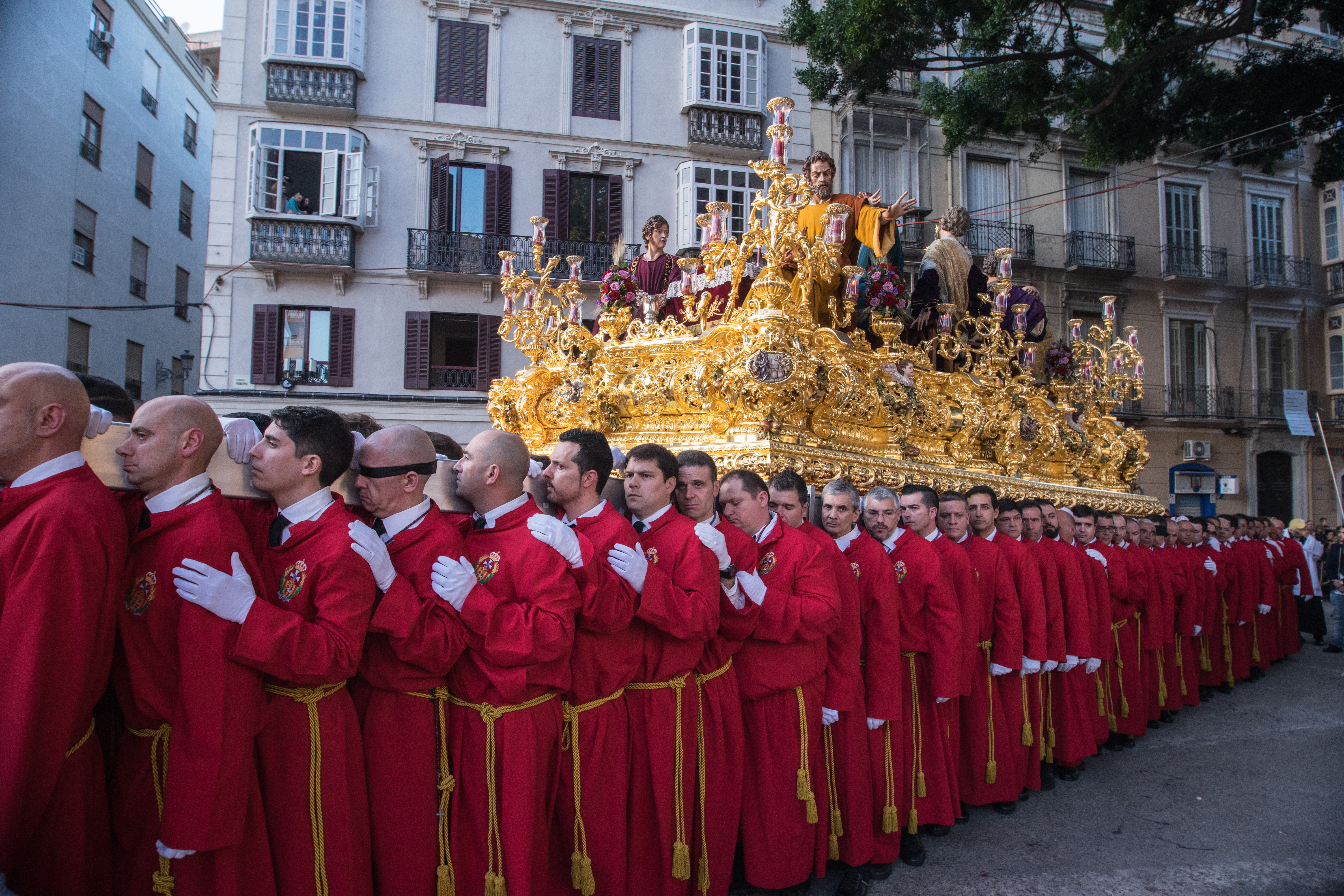
Sagrada Cena
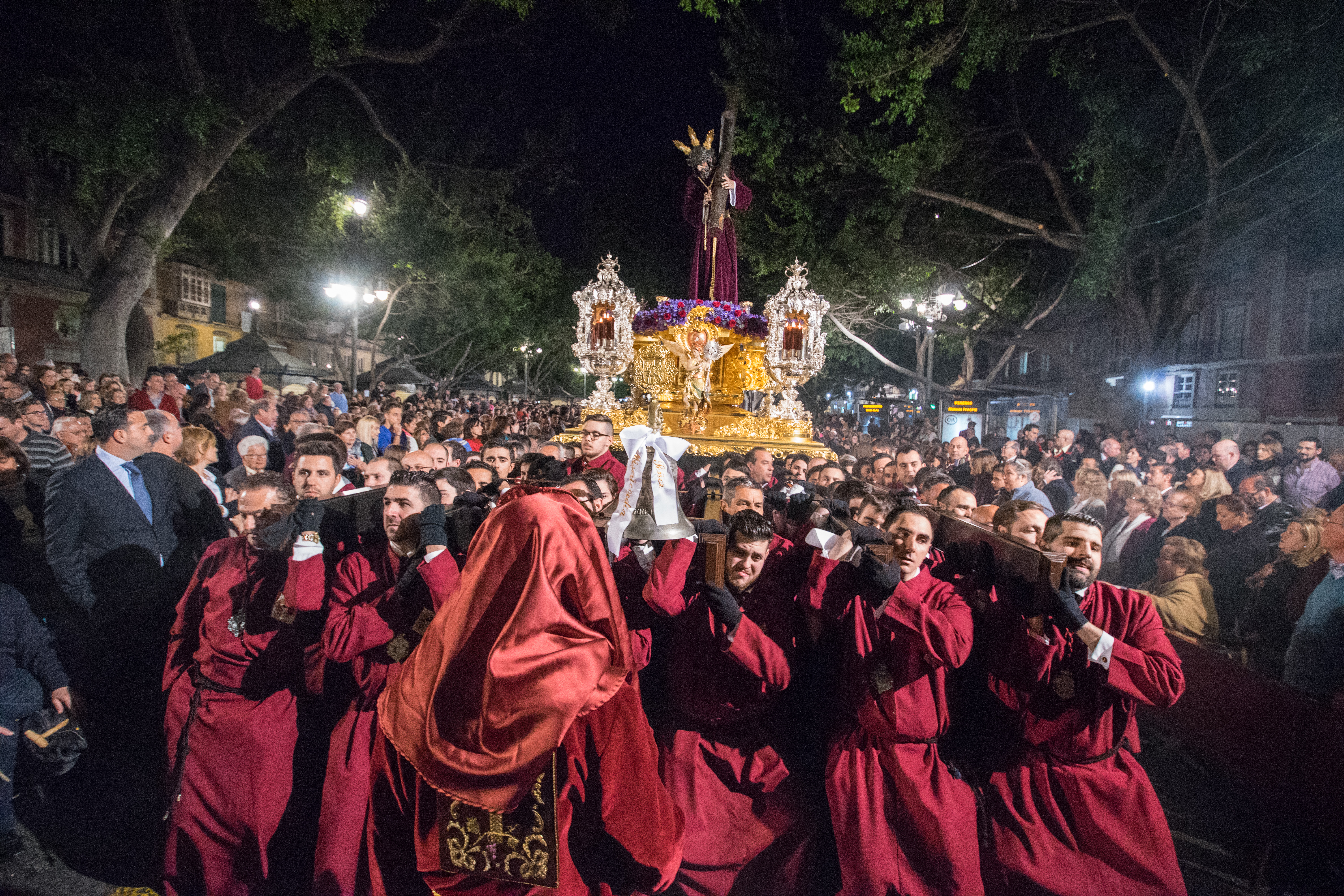
Nuestro Padre Jesús Nazareno de Viñeros
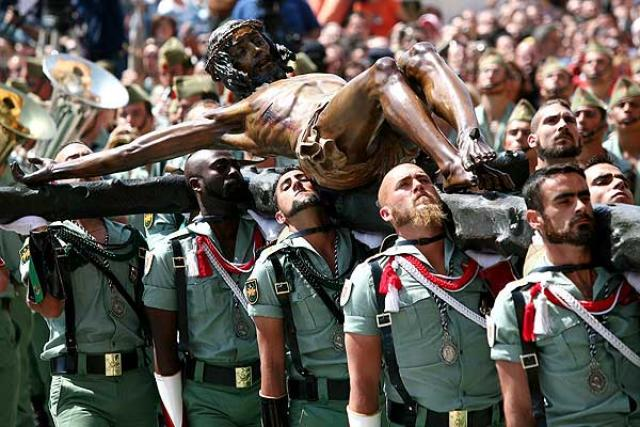
Santísimo Cristo de Buena Muerte y Ánimas
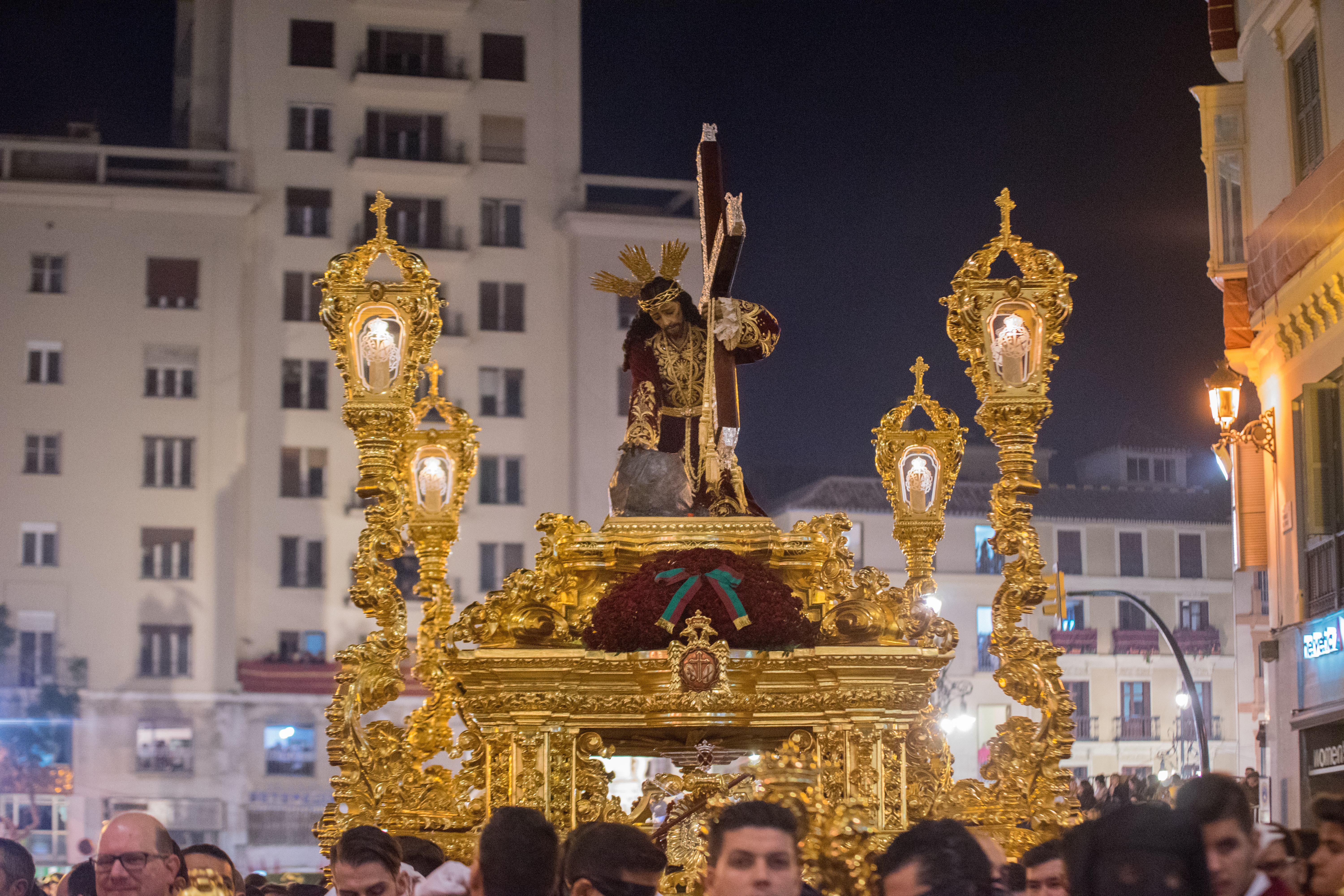
Nuestro Padre Jesús de la Misericordia
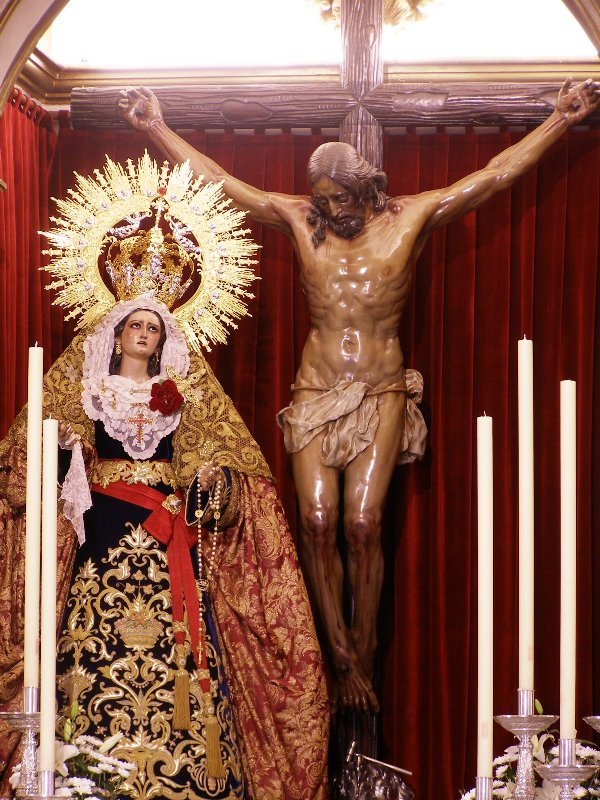
Hermandad de Zamarrilla
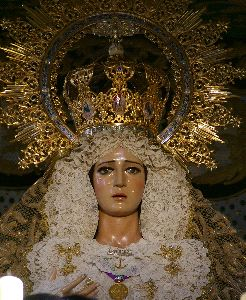
María Santísima de la Esperanza
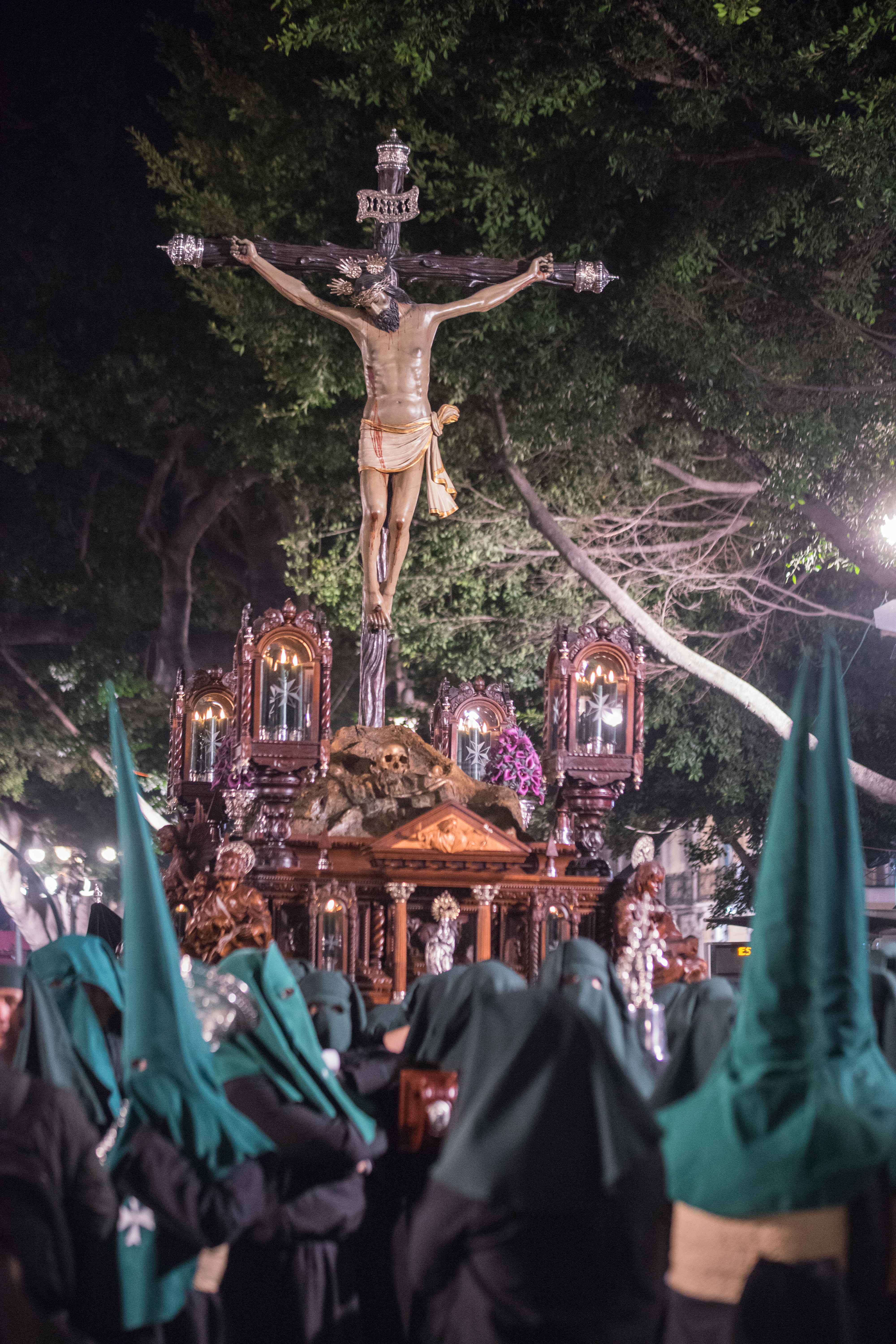
Santísimo Cristo de la Vera+Cruz

#### Viernes Santo
El Viernes Santo en Málaga, representa los momentos desde que Jesús muere en la cruz, hasta que lo sepultan. Este día es considerado un día de luto y fúnebre. 
- 'Dolores de San Juan': Cofradía sobria, de silencio y de luto, propia del Viernes Santo, en la que se procesionan la talla del Cristo de la Redención y la Virgen de los Dolores, cada trono acompañado de una capilla musical.
- 'Descendimiento': hermandad caracterizada por el gran peso del trono del Cristo, que representa el momento en el que Cristo es bajado de la cruz. Es la única Hermandad de la Semana Santa de Málaga, que tiene incorporado en su desfile procesional el Paseo del Parque. Es una de las hermandades más bellas y dignas de ver cuando procesiona. En la actualidad la Virgen de las Angustias, está procesionando en un trono que sigue en proceso de realización. María Santísima de las Angustias fue restaurada en el año 2011 por el imaginero D. Luis Álvarez Duarte.

- 'Monte Calvario': cofradía que recoge en sus imágenes el momento en el que Jesús, muerto, yace en brazos de su madre María y se realiza la Sagrada Mortaja. Residen en una ermita en el Monte Calvario, cerca de la Basílica Menor de la Victoria. El cortejo procesional invita al recogimiento y a la oración, al igual que el reciente trono del Misterio es a veces denominado como catequesis andante, al tener unas capillas con las estaciones del vía crucis y en los 4 faroles de las esquinas los ancestros de Jesucristo.
- 'Santo Traslado': hermandad que representa el traslado que realizan Nicodemus, Stefanus y José de Arimatea del cuerpo de Jesús desde el Monte Calvario hasta el Sepulcro acompañado por las tres Marías. También es conocida como la Soledad de San Pablo. Como características principales, se pueden reseñar el desfile de una escuadra de soldados romanos y la particularidad de que todos los nazarenos calzan sandalias, manteniendo una estética de los años 20 del siglo pasado; vinculada al gremio de los panaderos.
- 'Amor': cofradía que procesiona un cristo crucificado de escasas dimensiones (el más pequeño de España en Cristos crucificados procesionados) y a sus pies una talla de una dolorosa, la cual al igual que el cristo se cree obra del imaginero malagueño Fernando Ortiz del siglo XVIII, al que está dedicado una de las mejores marchas para banda de cornetas de la Semana Santa, "Cristo del Amor". La cofradía del Amor y la Caridad, adquirió la imagen actual de la Virgen de la Caridad en 1948, obra creada por Francisco Buiza.
- 'Piedad': hermandad que recoge en sus imágenes el momento en el que Jesús, muerto, yace en brazos de su madre María. Residen en la famosa capilla del Molinillo. La característica más importante es que Cristo y Virgen están realizados en una sola pieza, obra de gran valor artístico de estilo modernista de Francisco Palma Burgos, vinculada al Cuerpo de Correos.
- 'Sepulcro': cofradía que provoca el silencio a su paso, al procesionar al Cristo yacente en la noche del Viernes. Con la Virgen de la Soledad, desfila una pequeña representación de la Marina. La cofradía procesiona un trono para el Cristo yacente en forma de catafalco de gran mérito artístico y una pinacoteca en estandartes de importantes pintores. Es la cofradía oficial de Málaga.
- 'Servitas': La Orden Tercera de Siervos de la Semana Santa de Málaga, que realiza su estación de penitencia una vez estén apagadas todas las luces de las calles por las que pase. Todos los nazarenos van rezando durante la procesión, siendo una comitiva de estilo castellano.

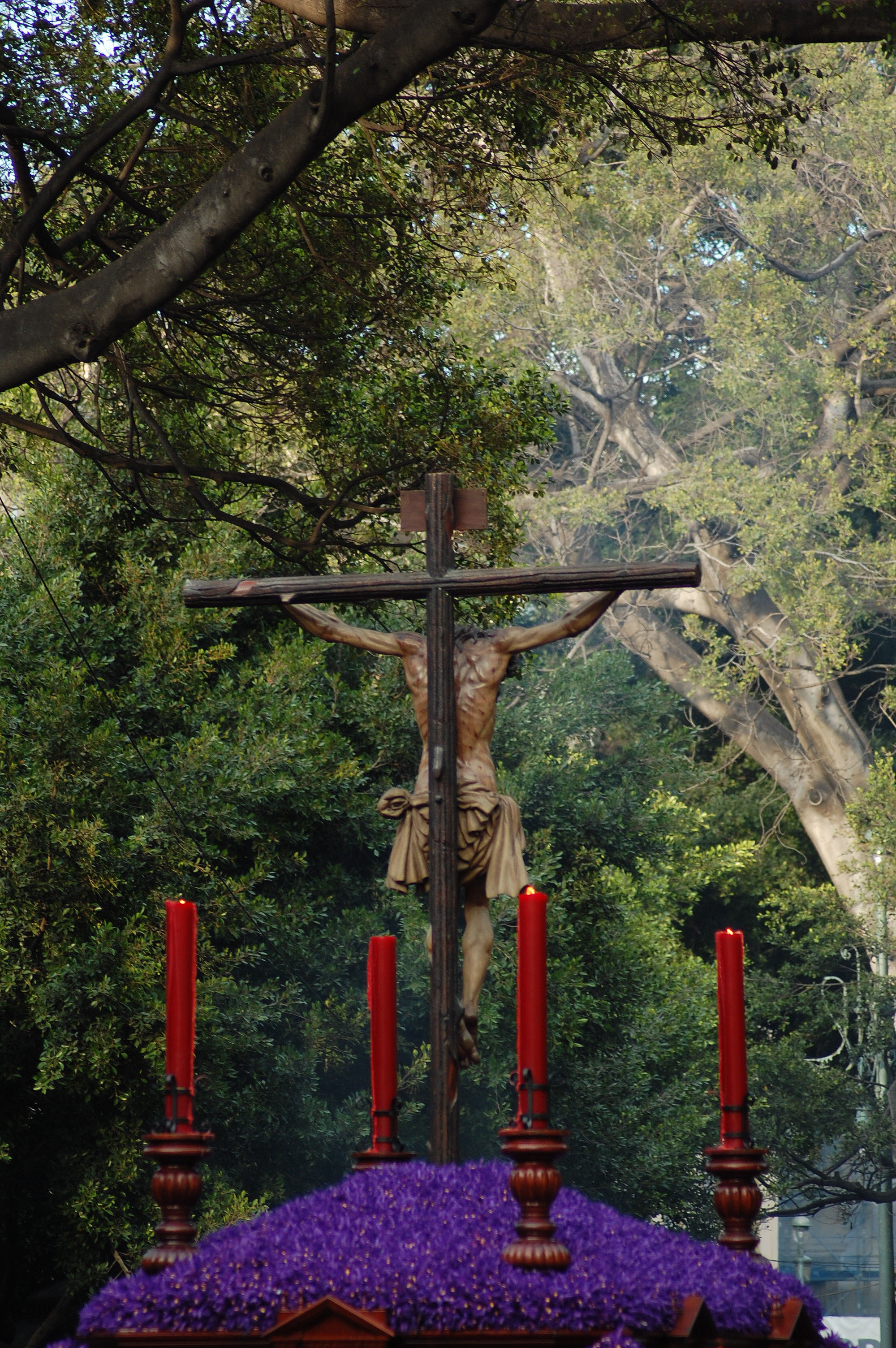
Santísimo Cristo de la Redención
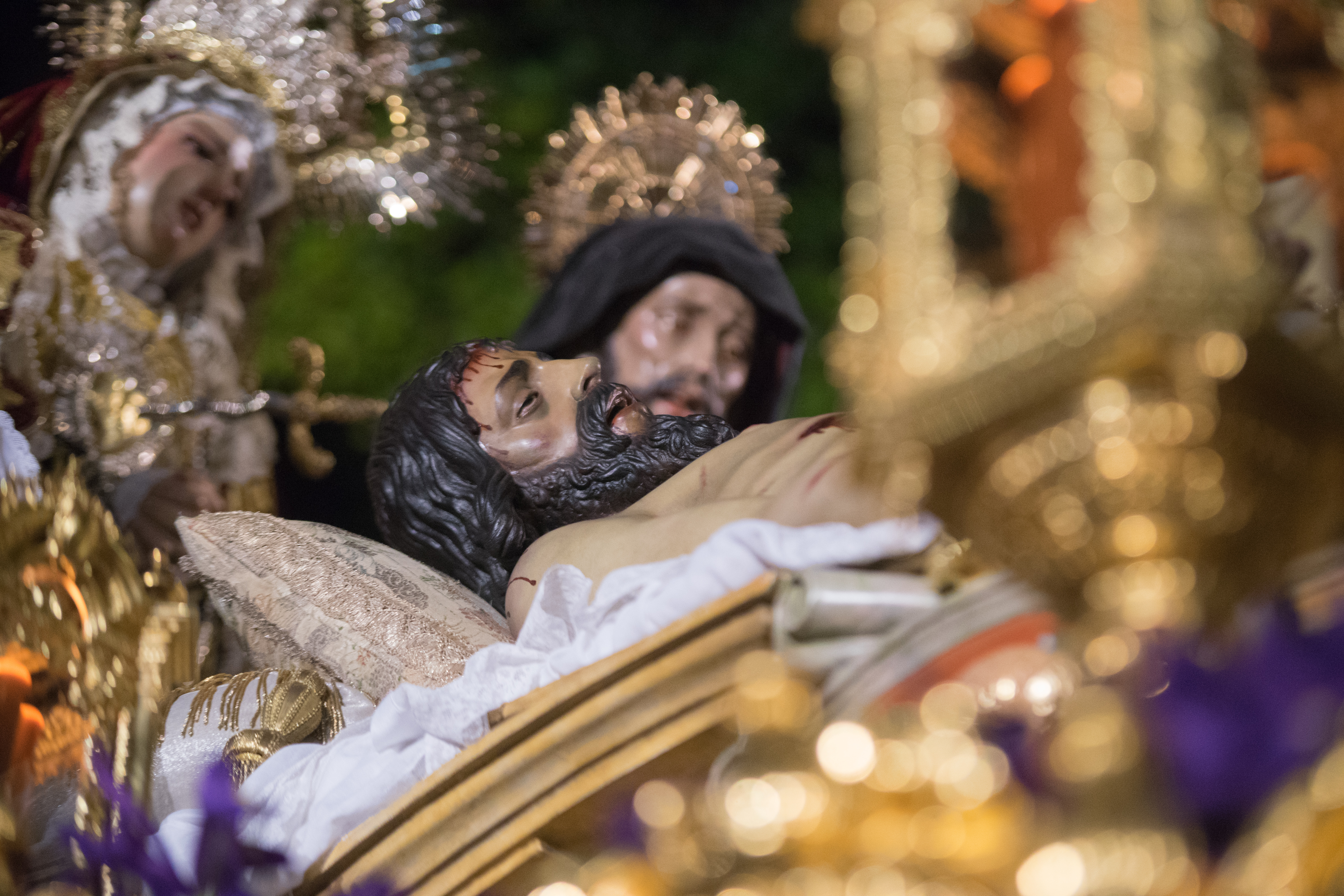
Santísimo Cristo Yacente de la Paz y de la Unidad en el Misterio de su Sagrada Mortaja
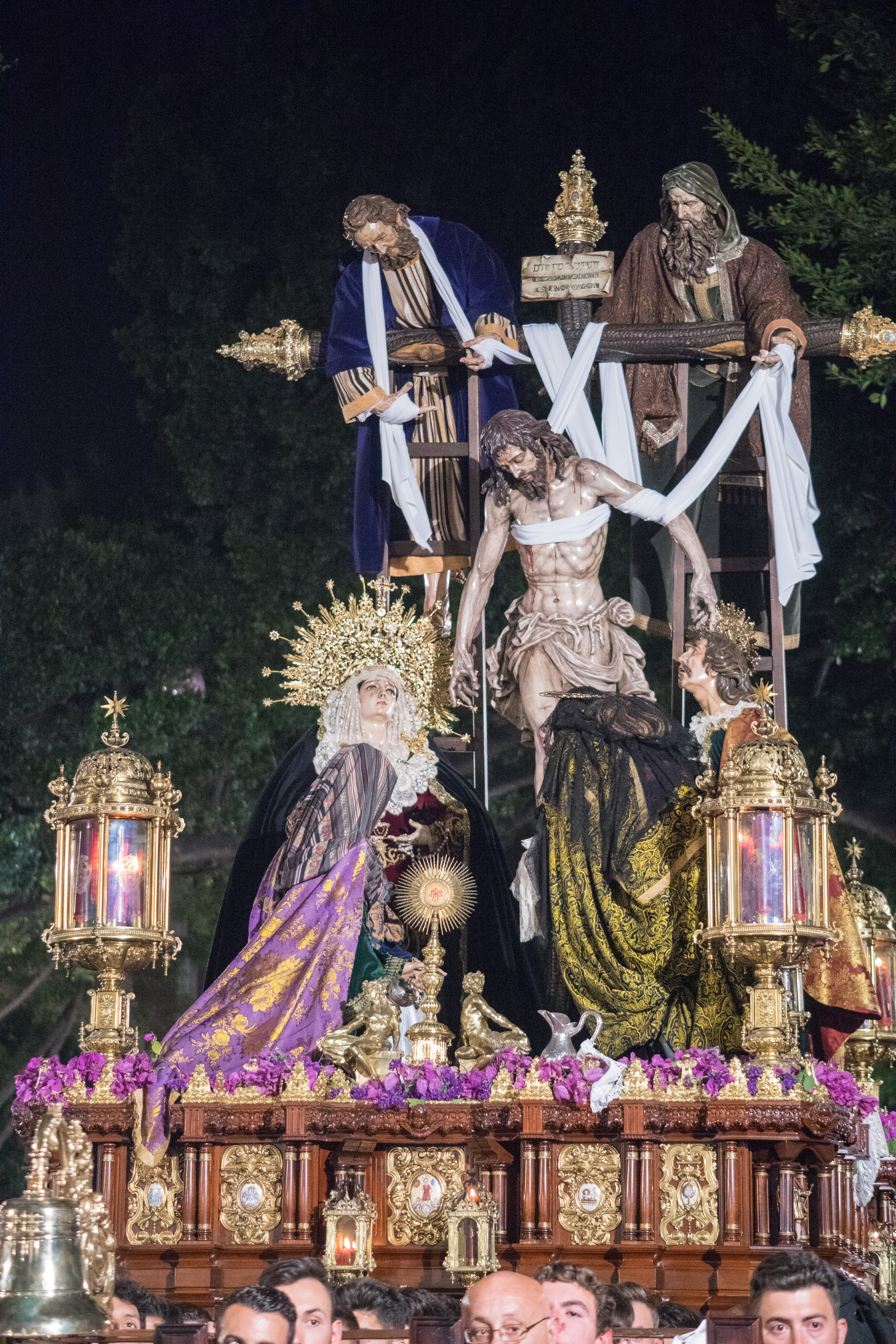
Sagrado Descendimiento
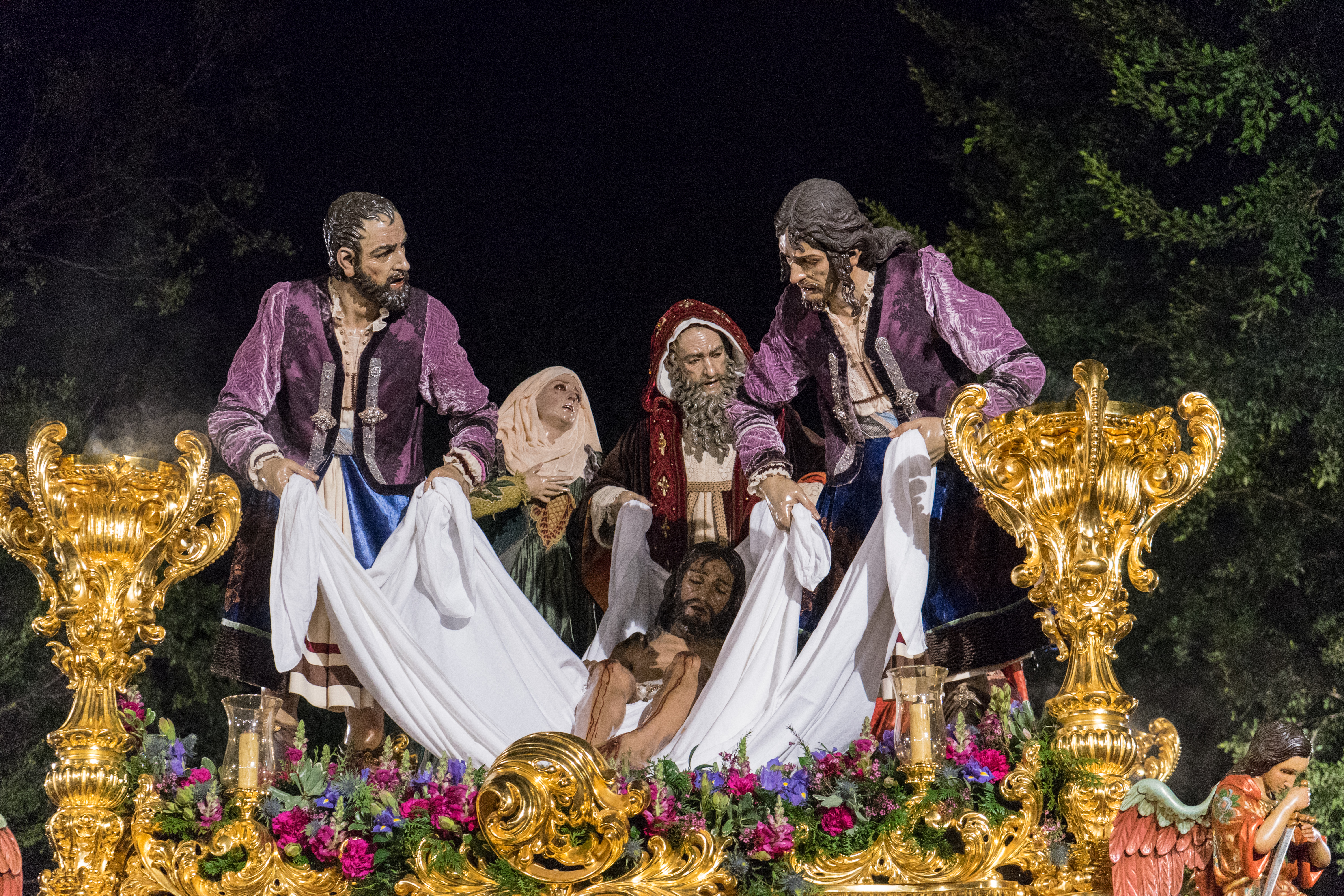
Santo Traslado
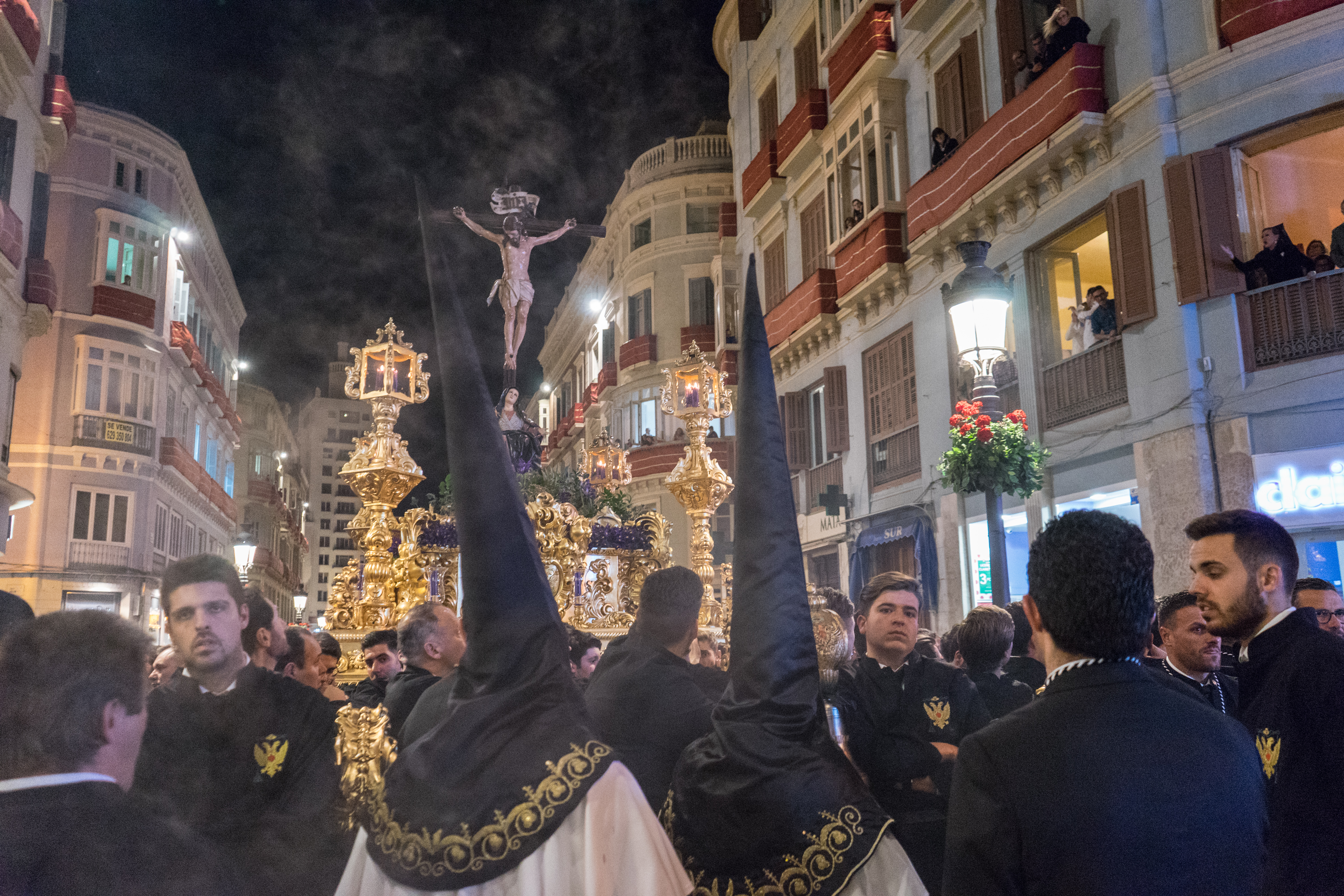
Santísimo Cristo del Amor
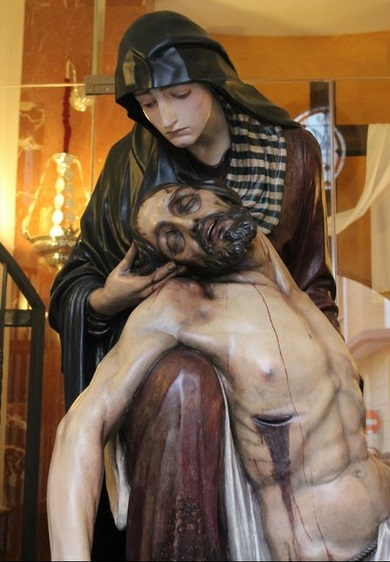
Nuestra Señora de la Piedad
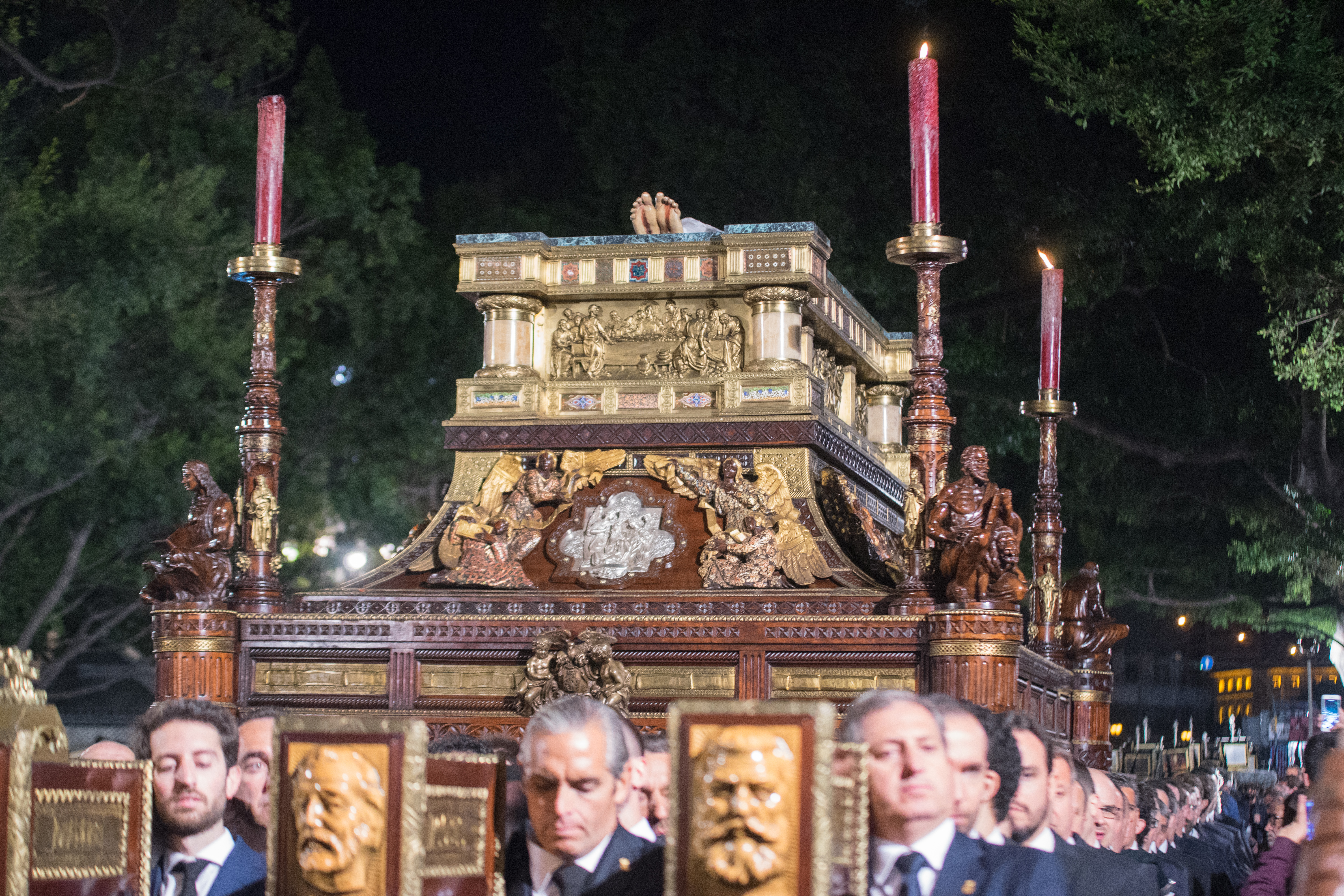
Nuestro Padre Jesús del Santo Sepulcro
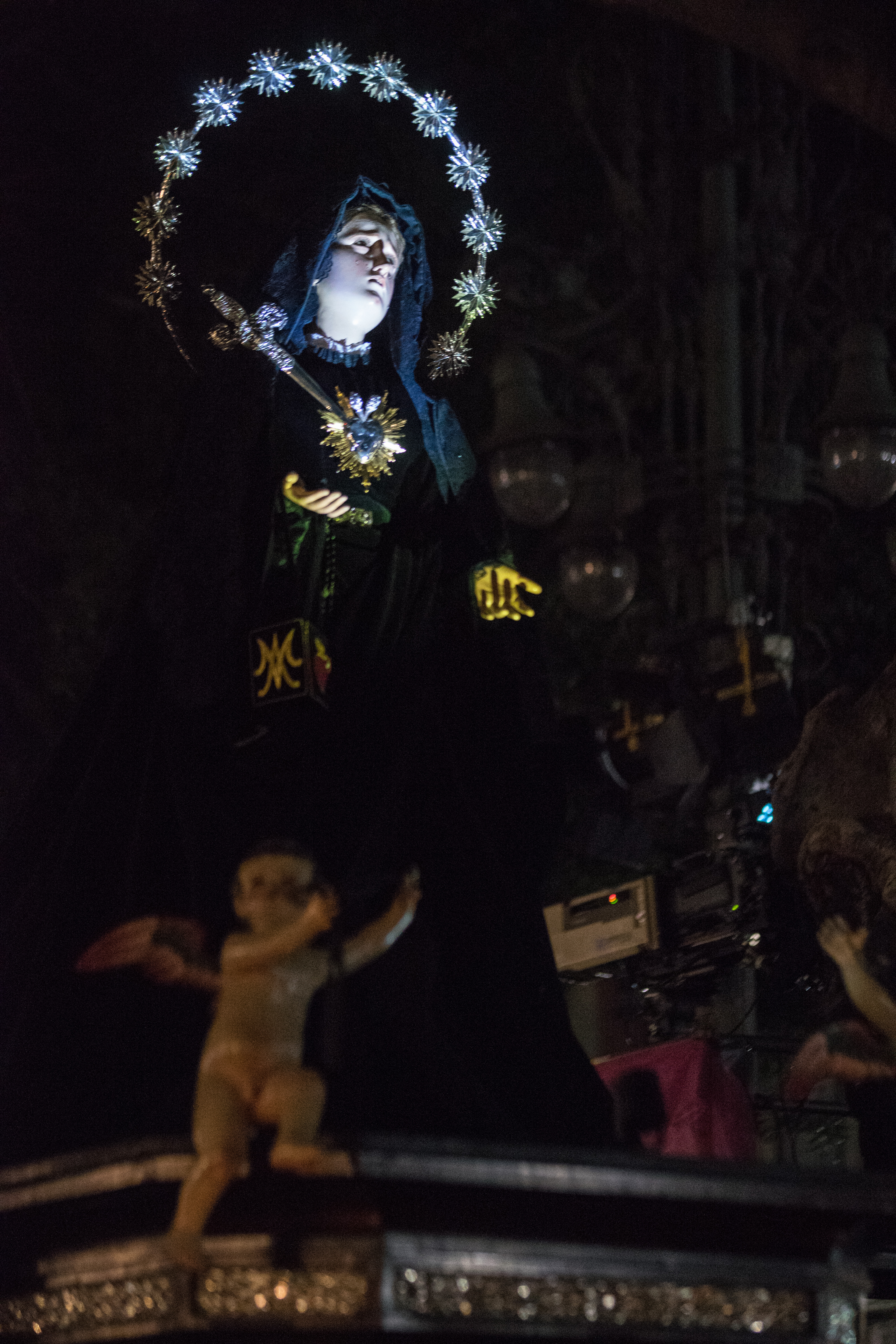
María Santísima de los Dolores

#### Domingo de Resurrección
El Domingo de Resurrección es el día en el que resucita nuestro Señor, no salen cofradías como tal, sino una representación de todas las Cofradías de la ciudad acompañando al cortejo procesional del Santísimo Cristo Resucitado y María Santísima Reina de los Cielos, titulares de la Agrupación de Cofradías, destacando la imagen del Resucitado, obra de José Capuz Mamano, de estilo modernista y de gran valor artístico. María Santísima Reina de los Cielos es una obra de Luis Álvarez Duarte (1993).

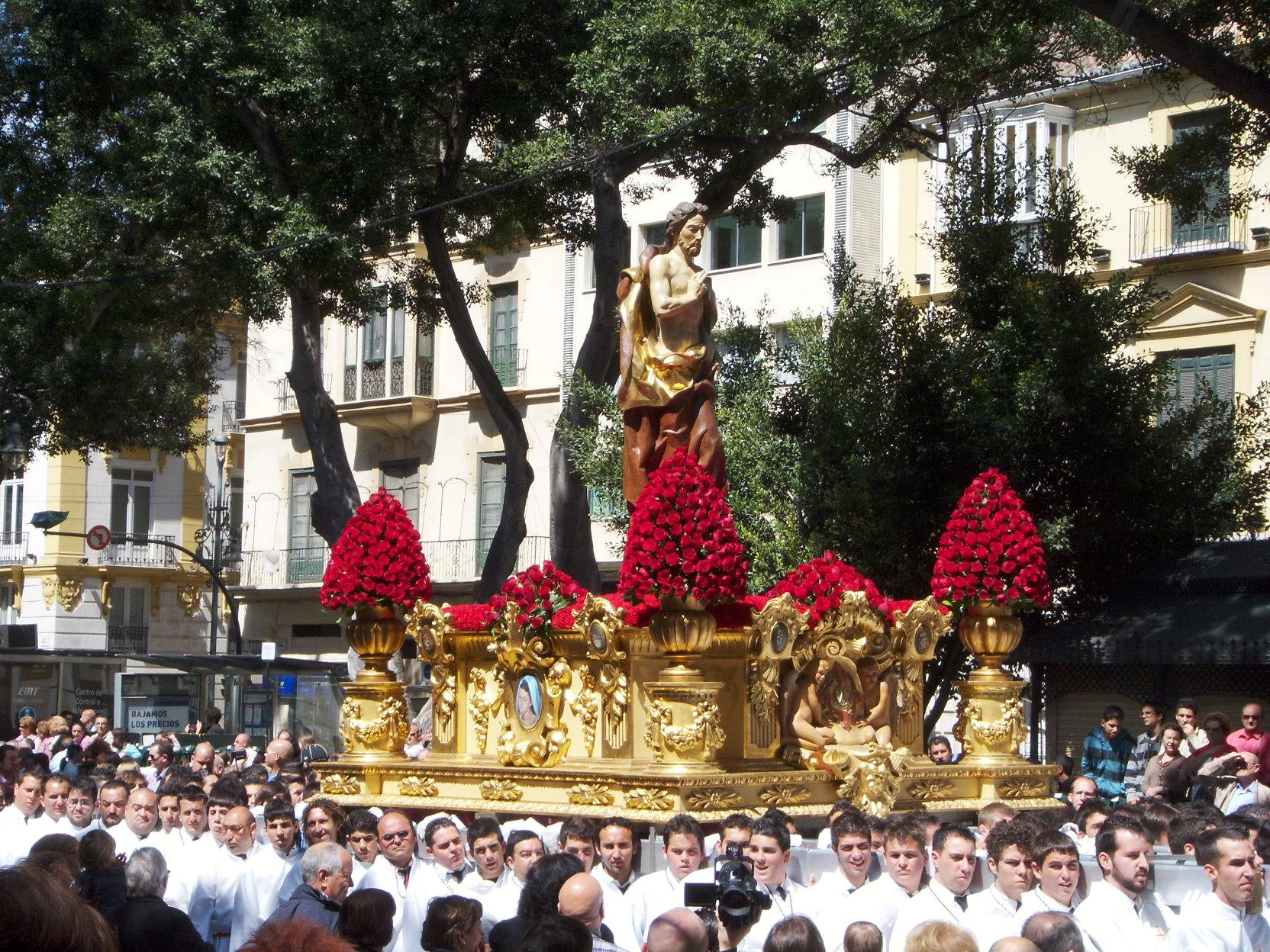
Santísimo Cristo Resucitado
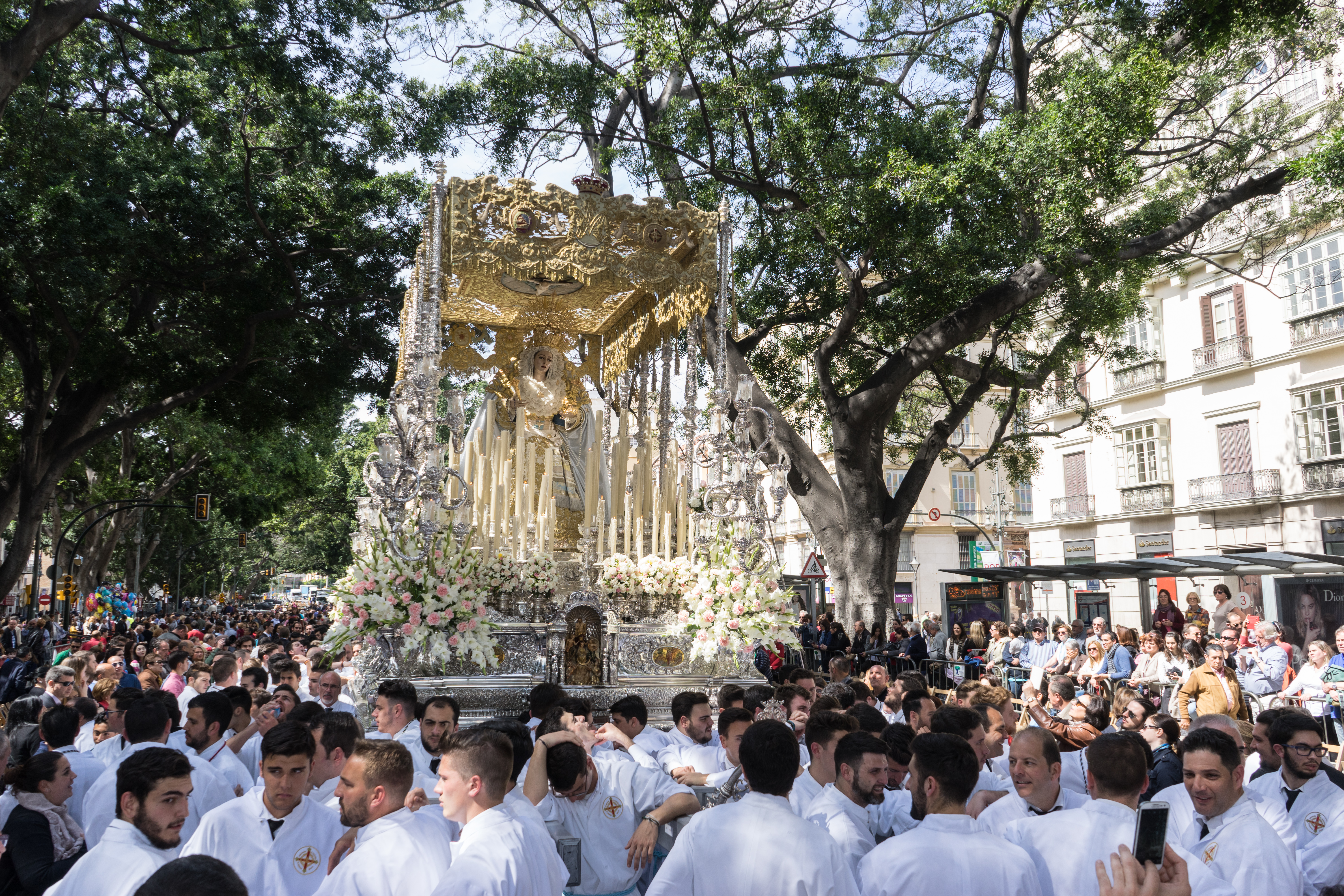
María Santísima Reina de los Cielos

## Números de la Semana Santa malagueña
- Cristo más antiguo: Cristo de la Vera Cruz (siglo XVI) de las Reales Cofradías Fusionadas, que procesiona el Jueves Santo. A veces se considera como el Cristo más antiguo al de Ánimas y Ciegos (siglo XVII), debido a que el de la Vera+Cruz fue recompuesto después de los trágicos sucesos de 1931.
- Virgen más antigua: María Santísima de la Esperanza, del siglo XVII.
- Trono de Cristo con más portadores: el del Santísimo Cristo de la Cena con 310 hombres de trono
- Trono de Virgen con más portadores: el de "María Santísima de la Paz", portado por 282 hombres de trono.[5]
- Corporación con más nazarenos: Estudiantes con más de 1000 nazarenos. (En 2023 Cristo del paso y Virgen de la Esperanza con 1070 nazarenos la que más nazarenos tiene por ahora)
- Corporación con menos nazarenos: Santa Cruz con 105 en una única sección.
- Corporación con el recorrido más largo: Nueva Esperanza, que pasa en la calle 13 horas (15:30-04:30) o incluso más, por los retrasos a causa del desgaste de los hombres de trono.
- Corporación con el recorrido más corto: Resucitado que pasa 5 horas y 45 minutos en la calle (10:00-14:45).
- Corporación con salida más tardía: Servitas, que hace su salida a partir de las 22:30 de la noche.
- Corporación con encierro más tardío: Nueva Esperanza, que hace su encierro a las 04:30 de la mañana.
- Corporación con salida y encierro más tempranos: Pollinica, que hace su salida a las 10:15 de la mañana y se encierra a las 17:15 de la tarde del Domingo de Ramos.
- Corporación más antigua: Vera+Cruz, que data del año 1505.
- Corporación más joven (agrupada): Mediadora de la Salvación y Humildad y Paciencia, que realizaron su primera salida por el recorrido oficial en el año 2015.
- Manto de Virgen de mayor longitud: Los mantos de procesión de María Santísima de la Trinidad y María Stma. de Consolación y Lágrimas que miden 8 metros de longitud, se consideran los más largos de la Semana Santa de Málaga.

## Transporte público
Durante la Semana Santa se refuerzan los servicios de transporte público, como los autobuses interurbanos del Consorcio de Transporte Metropolitano del Área de Málaga. Así como incrementos puntuales de servicios ferroviarios de Cercanías y Metro de Málaga.